# Lugny (Saône-et-Loire)
 (octobre 2024).
La mise en forme du texte ne suit pas les recommandations de Wikipédia : il faut le « wikifier ».
Les points d'amélioration suivants sont les cas les plus fréquents. Le détail des points à revoir est peut-être précisé sur la page de discussion.
- Les titres sont pré-formatés par le logiciel. Ils ne sont ni en capitales, ni en gras.
- Le texte ne doit pas être écrit en capitales (les noms de famille non plus), ni en gras, ni en italique, ni en « petit »…
- Le gras n'est utilisé que pour surligner le titre de l'article dans l'introduction, une seule fois.
- L'italique est rarement utilisé : mots en langue étrangère, titres d'œuvres, noms de bateaux, etc.
- Les citations ne sont pas en italique mais en corps de texte normal. Elles sont entourées par des guillemets français : « et ».
- Les listes à puces sont à éviter, des paragraphes rédigés étant largement préférés. Les tableaux sont à réserver à la présentation de données structurées (résultats, etc.).
- Les appels de note de bas de page (petits chiffres en exposant, introduits par l'outil «  Source ») sont à placer entre la fin de phrase et le point final[comme ça].
- Les liens internes (vers d'autres articles de Wikipédia) sont à choisir avec parcimonie. Créez des liens vers des articles approfondissant le sujet. Les termes génériques sans rapport avec le sujet sont à éviter, ainsi que les répétitions de liens vers un même terme.
- Les liens externes sont à placer uniquement dans une section « Liens externes », à la fin de l'article. Ces liens sont à choisir avec parcimonie suivant les règles définies. Si un lien sert de source à l'article, son insertion dans le texte est à faire par les notes de bas de page.
- La présentation des références doit suivre les conventions bibliographiques. Il est recommandé d'utiliser les modèles {{Ouvrage}}, {{Chapitre}}, {{Article}}, {{Lien web}} et/ou {{Bibliographie}}. Le mode d'édition visuel peut mettre en forme automatiquement les références.
- Insérer une infobox (cadre d'informations à droite) n'est pas obligatoire pour parachever la mise en page.

Pour une aide détaillée, merci de consulter Aide:Wikification.
Si vous pensez que ces points ont été résolus, vous pouvez retirer ce bandeau et améliorer la mise en forme d'un autre article.
Pour les articles homonymes, voir Lugny.
Ne doit pas être confondu avec Lugny-lès-Charolles.
Lugny, chef-lieu du canton de Lugny de 1790 à 2015 et siège de la communauté de communes du Mâconnais - Val de Saône de 2000 à 2014, est une commune française située dans le département de Saône-et-Loire (arrondissement de Mâcon) et la région Bourgogne-Franche-Comté.

## Géographie

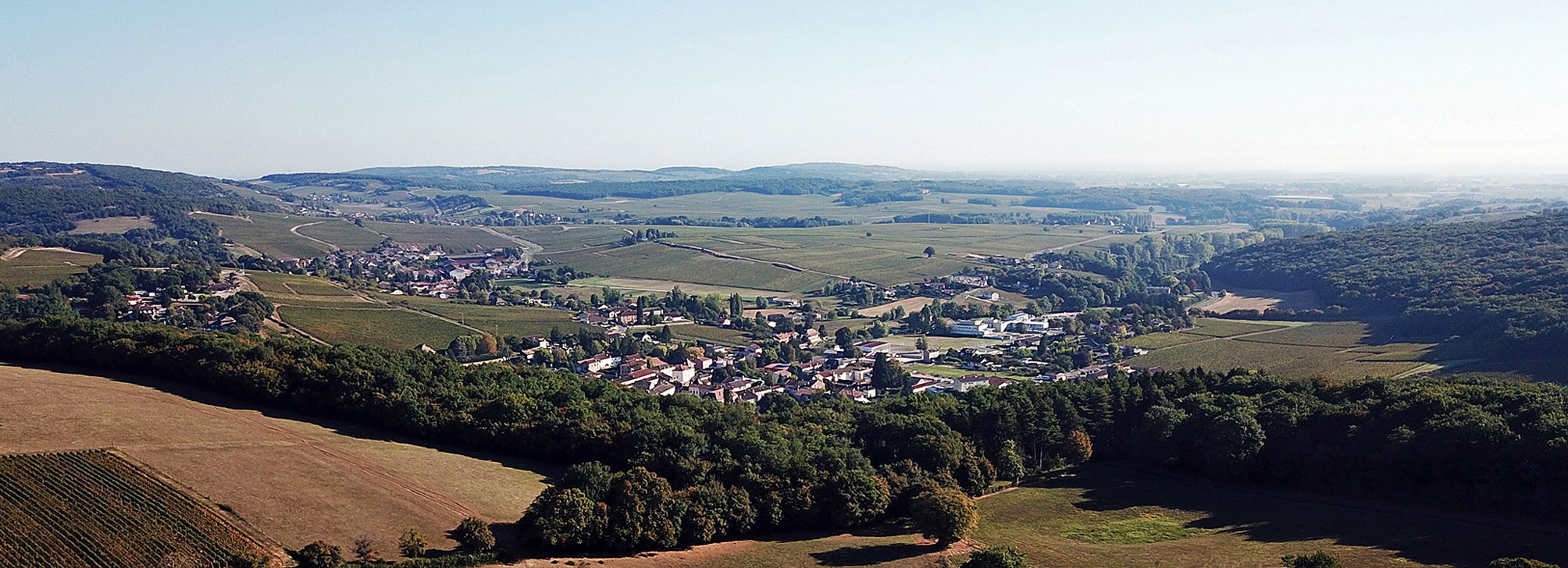
Vue panoramique de Lugny prise du Grand Bois en direction du nord-est (2018).

Lugny, village viticole implanté au cœur du vignoble du Mâconnais, est la petite capitale du Haut-Mâconnais.
Avec 1 388 hectares (soit 13,88 km2), Lugny est, par sa superficie, l'une des plus vastes communes de la communauté de communes du Mâconnais-Tournugeois (la quatrième par la taille, derrière Tournus, Montbellet et Boyer).
À l'exception de Macheron, isolé sur son plateau recouvert de vignes, et des quartiers contigus au bourg de Lugny (les quartiers de Saint-Pierre, du Terrillot et de Saint-Denis), les quatre hameaux du village que sont Poupot, Vermillat, Collongette et Fissy s’alignent le long de la départementale no 56, en direction de Tournus. Particulièrement peuplés, ces hameaux présentent la particularité de rassembler, au moins depuis le siècle dernier, plus de la moitié de la population de la commune.
Lugny possède en outre deux écarts qui sont, d'une part, le Grand Bois — qui résulte d'une coupe de bois effectuée vers 1720 dans les bois dépendant de la seigneurie de Lugny — et, d'autre part, le Bouchet.
Enfin, plusieurs anciens moulins, relativement isolés, sont aujourd'hui encore habités, à savoir d'une part le moulin de l’Étang et le moulin Pernin sur l'Ail et, d'autre part, le moulin Burdeau (qui fut le dernier à être utilisé), le moulin Vallerot et le moulin Guillet (aussi dénommé moulin Chevalier) construits sur la Bourbonne, rivière prenant sa source sur le territoire de la commune – au pied de la montagne du Château – et se jetant dans la Saône.

### Communes limitrophes
Lugny totalise neuf communes limitrophes, qui appartiennent toutes à la communauté de communes du Mâconnais-Tournugeois à l'exception de Péronne.
Les communes limitrophes sont Grevilly, Bissy-la-Mâconnaise, Burgy, Chardonnay, Cruzille, Montbellet, Péronne, Saint-Gengoux-de-Scissé et Uchizy.
À noter : à la limite des communes de Lugny et de Montbellet, à proximité immédiate du moulin Guillet et en contrebas du hameau de Thurissey (Montbellet), sont encore visibles deux bornes armoriées en pierre solidement fichées en terre et remontant au Moyen Âge, sculptées d'un côté (ouest) des billettes et quintefeuilles du blason des seigneurs de Lugny et, de l'autre (est), des trois tours crénelées composant le blason des seigneurs de Montbellet (famille de La Tour de Montbellet). Ces bornes, selon toute vraisemblance, ont été taillées et fichées dans le sol entre 1367 et 1464.

### Voies de communication et transports

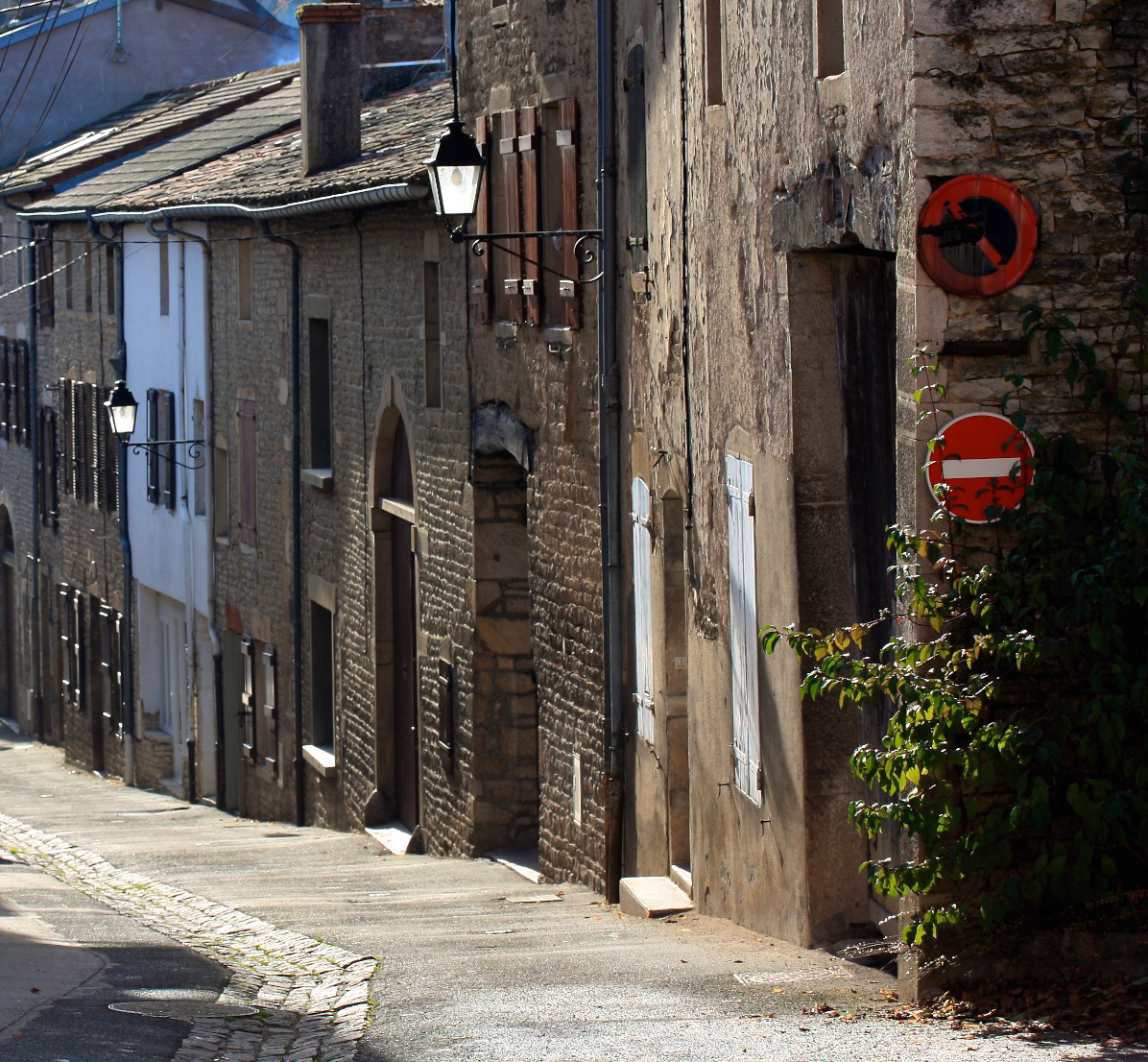
Vue partielle de la Grande Rue, l'une des plus anciennes rues du bourg de Lugny.

Proche de la vallée de la Saône, Lugny est située tout près de l'autoroute A6, à mi-chemin des sorties no 27 Tournus et no 28 Mâcon Nord. La commune est aussi localisée près de l'ancienne route nationale 6, aujourd'hui départementalisée et dénommée D 906 dans toute sa traversée de la Saône-et-Loire.
Non loin de Lugny se trouvent les gares SNCF de Tournus, de Fleurville-Pont-de-Vaux et de Mâcon, implantées sur la ligne ferroviaire Paris-Lyon-Méditerranée.
Un service de cars quotidien desservant Lugny est aussi assuré entre les villes de Mâcon et Tournus.

### Géologie et relief

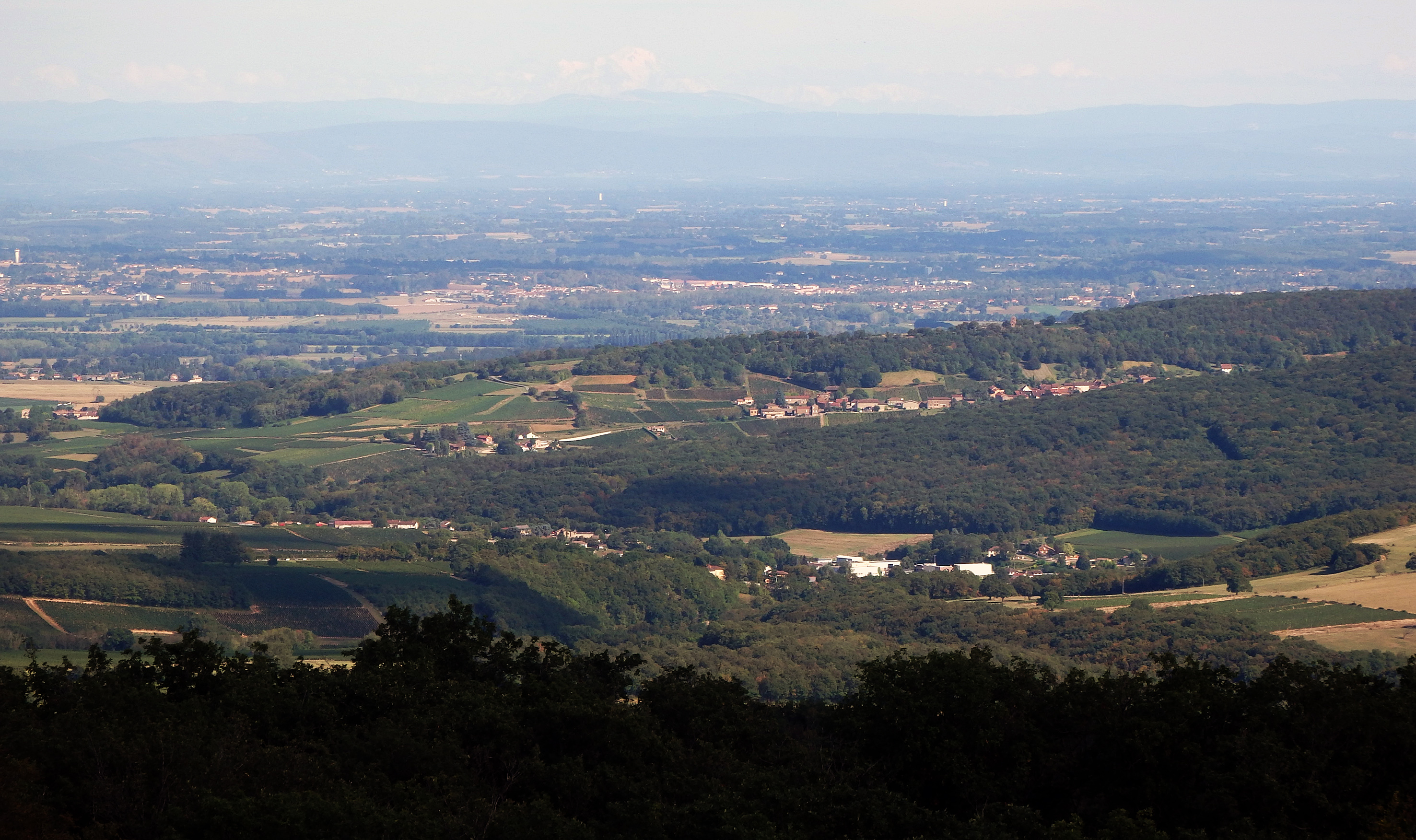
Lugny vu depuis le mont Saint-Romain (587 m). Au second plan, par-delà les maisons de Burgy : le Val de Saône, la platitude de la Bresse et les sommets escarpés des Alpes.

Le sol de la commune, qui appartient au terrain jurassique inférieur, est calcaire en général, marneux dans les vallons de Collongette et de Fissy, argileux dans les bois au sud de la Bourbonne. Les parties montagneuses sont, en revanche, constituées par les roches éruptives (grès porphyroïde et micro-granulite). Les fossiles les plus communs sont : ammonite, pholadomya, Rhynchonelle et terebratula.
Le bourg de Lugny, blotti au pied de la montagne du Château, est niché en fond de vallon, dans un cirque de collines boisées ou recouvertes de vignoble qui le dominent de toutes parts. « La situation [du bourg] de Lugny, au pied d'un coteau couvert de bois au sud et à l'ouest et au débouché d'un étroit vallon très vert, lui donne un charme particulier, que ce soit au printemps quand la nature s'éveille, en été lorsque le soleil est chaud en plein champ ou à l'automne lorsque les bois voient leurs feuilles jaunir progressivement avant de prendre leur teinte hivernale plus sévère. » signale un guide touristique paru à la fin des années soixante.
Avec 420 mètres d'altitude, le point culminant de la commune est la Grosse Roche (« sommet » que se partagent deux autres communes : Burgy et Péronne).
Le mont de la Péralle, qui domine le bourg, culmine quant à lui à 404 mètres ; à ses flancs, entièrement recouverts de forêt, est accroché le bois des Sablières, qui est le plus vaste des trois massifs de bois dont la commune est propriétaire (avec le bois de la Reculée et le bois de Charvanson, qui totalisent à eux trois 270 hectares environ et représentent 20 % de la superficie de la commune). C'est dans ce bois qu'une carrière est exploitée depuis 2005 par l'entreprise Grosne Terrassement de Mâcon.

### Hydrographie

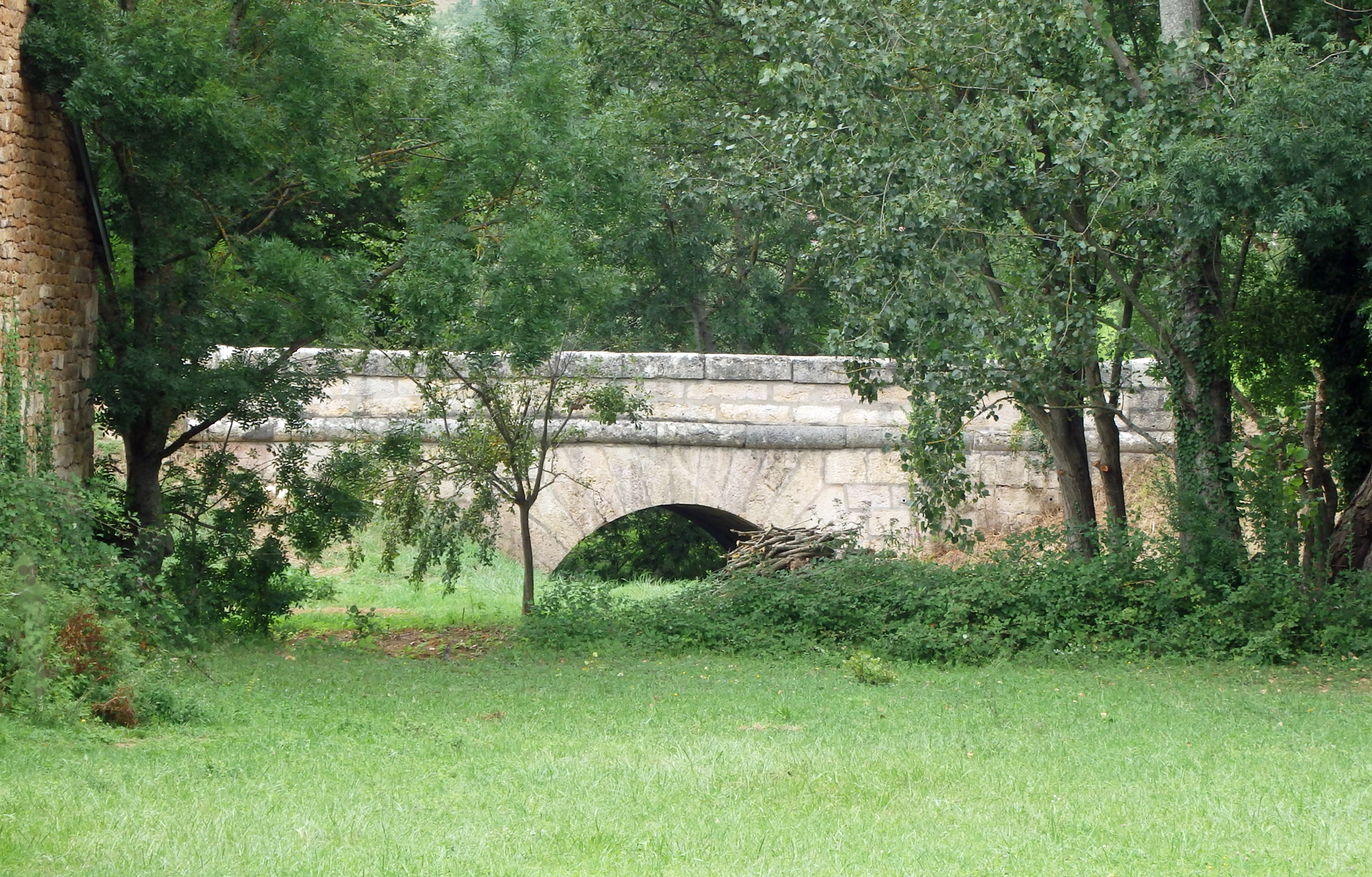
Le pont de pierre construit vers 1810 pour enjamber l'Ail, affluent de la Bourbonne.

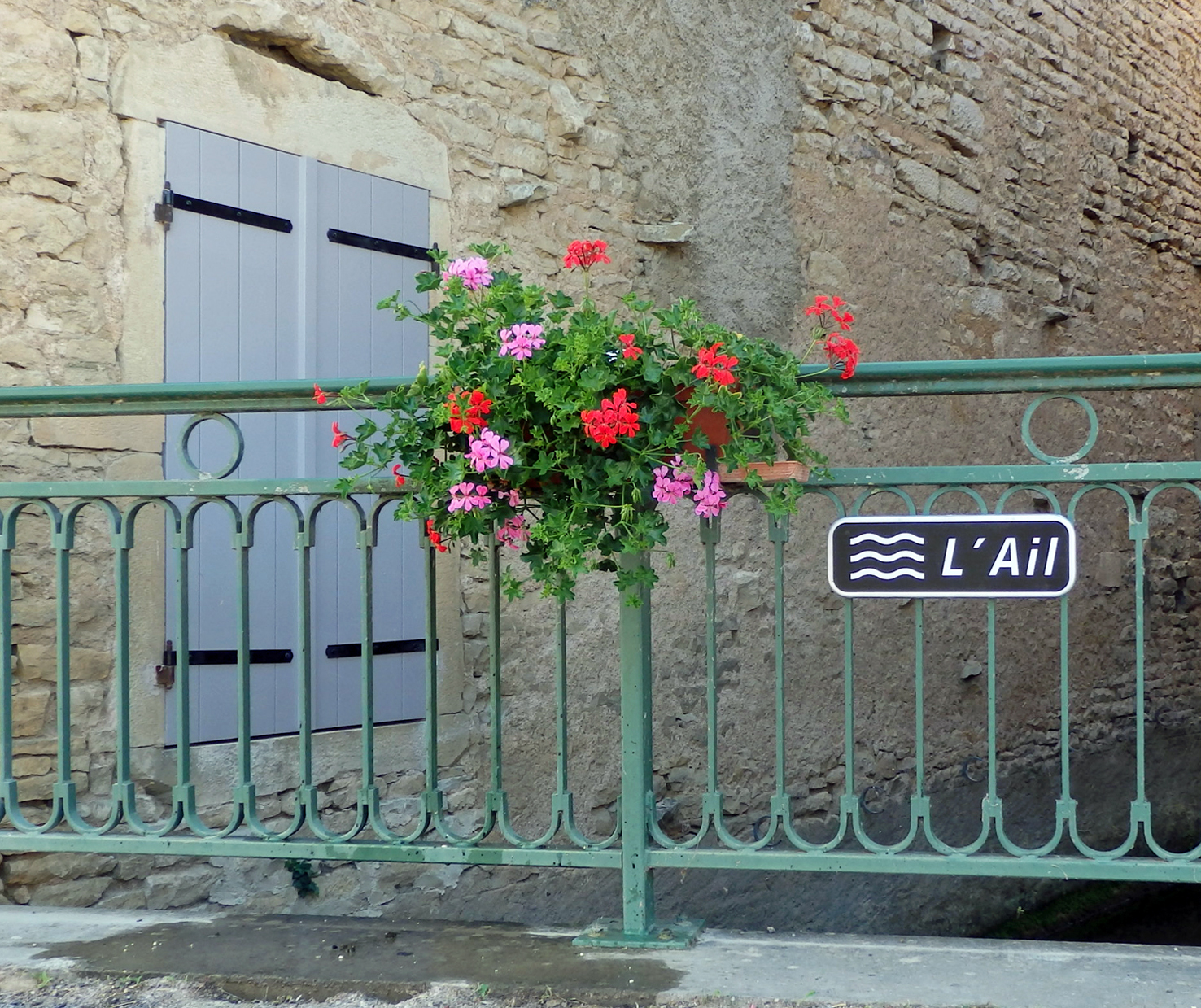
L'Ail telle qu'elle est signalée dans sa traversée du hameau de Vermillat.

Plusieurs cours d'eau traversent le territoire de Lugny, le principal étant la Bourbonne, affluent de la rive droite de la Saône.
Prenant sa source à Lugny même, au pied de la montagne du Château, la Bourbonne coule d'ouest en est, traversant successivement le territoire des communes de Lugny et de Montbellet avant de se jeter dans la Saône, près du hameau de Saint-Oyen, après avoir reçu dans la traversée de la commune de Lugny les eaux :
- du ruisseau de Bissy (ruisseau prenant sa source sur le territoire de la commune de Bissy-la-Mâconnaise) ;
- de l'Ail (rivière prenant sa source sur le territoire de la commune de Cruzille) ;
- du ruisseau de Fissy (ruisseau prenant sa source au hameau de Fissy[Note 5]) ;
- du ruisseau de Burgy.

L'eau de la Bourbonne actionnait autrefois une douzaine de moulins, ce qui faisait de cette rivière l'un des premiers cours d'eau du département de Saône-et-Loire par la densité de ses moulins. Citons, parmi les principaux :
- le moulin Burdeau, le moulin Vallerot, le moulin Brûlé[11] et le moulin Guillet (devenu moulin Chevalier dans la seconde moitié du XXe siècle) sur le territoire de la commune de Lugny ;
- le moulin des Essarts, le moulin Jouvent et le moulin Bourbon sur celui de Montbellet.

Au Moyen Âge, la source de cette rivière – dite « source des Eaux bleues » – alimentait en eau les fossés du château de Lugny.

### Climat
Pour des articles plus généraux, voir Climat de la Bourgogne-Franche-Comté et Climat de Saône-et-Loire.
En 2010, le climat de la commune est de type climat océanique dégradé des plaines du Centre et du Nord, selon une étude du Centre national de la recherche scientifique s'appuyant sur une série de données couvrant la période 1971-2000. En 2020, Météo-France publie une typologie des climats de la France métropolitaine dans laquelle la commune est exposée à un climat semi-continental et est dans la région climatique Bourgogne, vallée de la Saône, caractérisée par un bon ensoleillement (1 900 h/an), un été chaud (18,5 °C), un air sec au printemps et en été et des vents faibles.
Pour la période 1971-2000, la température annuelle moyenne est de 11,2 °C, avec une amplitude thermique annuelle de 18,1 °C. Le cumul annuel moyen de précipitations est de 896 mm, avec 11,2 jours de précipitations en janvier et 7,3 jours en juillet. Pour la période 1991-2020, la température moyenne annuelle observée sur la station météorologique de Météo-France la plus proche, « Jalogny_sapc », sur la commune de Jalogny à 15 km à vol d'oiseau, est de 11,2 °C et le cumul annuel moyen de précipitations est de 873,4 mm. 
La température maximale relevée sur cette station est de 39,6 °C, atteinte le 12 août 2003 ; la température minimale est de −21,6 °C, atteinte le 17 janvier 1985,,.
Les paramètres climatiques de la commune ont été estimés pour le milieu du siècle (2041-2070) selon différents scénarios d'émission de gaz à effet de serre à partir des nouvelles projections climatiques de référence DRIAS-2020. Elles sont consultables sur un site dédié publié par Météo-France en novembre 2022.

## Urbanisme

### Typologie
Au 1er janvier 2024, Lugny est catégorisée commune rurale à habitat dispersé, selon la nouvelle grille communale de densité à sept niveaux définie par l'Insee en 2022. 
Elle est située hors unité urbaine. 
Par ailleurs, la commune fait partie de l'aire d'attraction de Mâcon, dont elle est une commune de la couronne,. Cette aire, qui regroupe 105 communes, est catégorisée dans les aires de 50 000 à moins de 200 000 habitants,.

### Occupation des sols
L'occupation des sols de la commune, telle qu'elle ressort de la base de données européenne d’occupation biophysique des sols Corine Land Cover (CLC), est marquée par l'importance des territoires agricoles (50,3 % en 2018), en diminution par rapport à 1990 (59,6 %). 
La répartition détaillée en 2018 est la suivante : 
- 41,5 % pour les forêts ;
- 27,2 % pour les cultures permanentes ;
- 14,1 % pour les zones agricoles hétérogènes ;
- 8,3 % pour les zones urbanisées ;
- 4,5 % pour les prairies ;
- 4,4 % pour les terres arables[23].

L'évolution de l’occupation des sols de la commune et de ses infrastructures peut être observée sur les différentes représentations cartographiques du territoire, qui sont : 
- la carte de Cassini (XVIIIe siècle) ;
- la carte d'état-major (1820-1866) ;
- les cartes ou photos aériennes de l'IGN pour la période actuelle (1950 à aujourd'hui)[Carte 1].

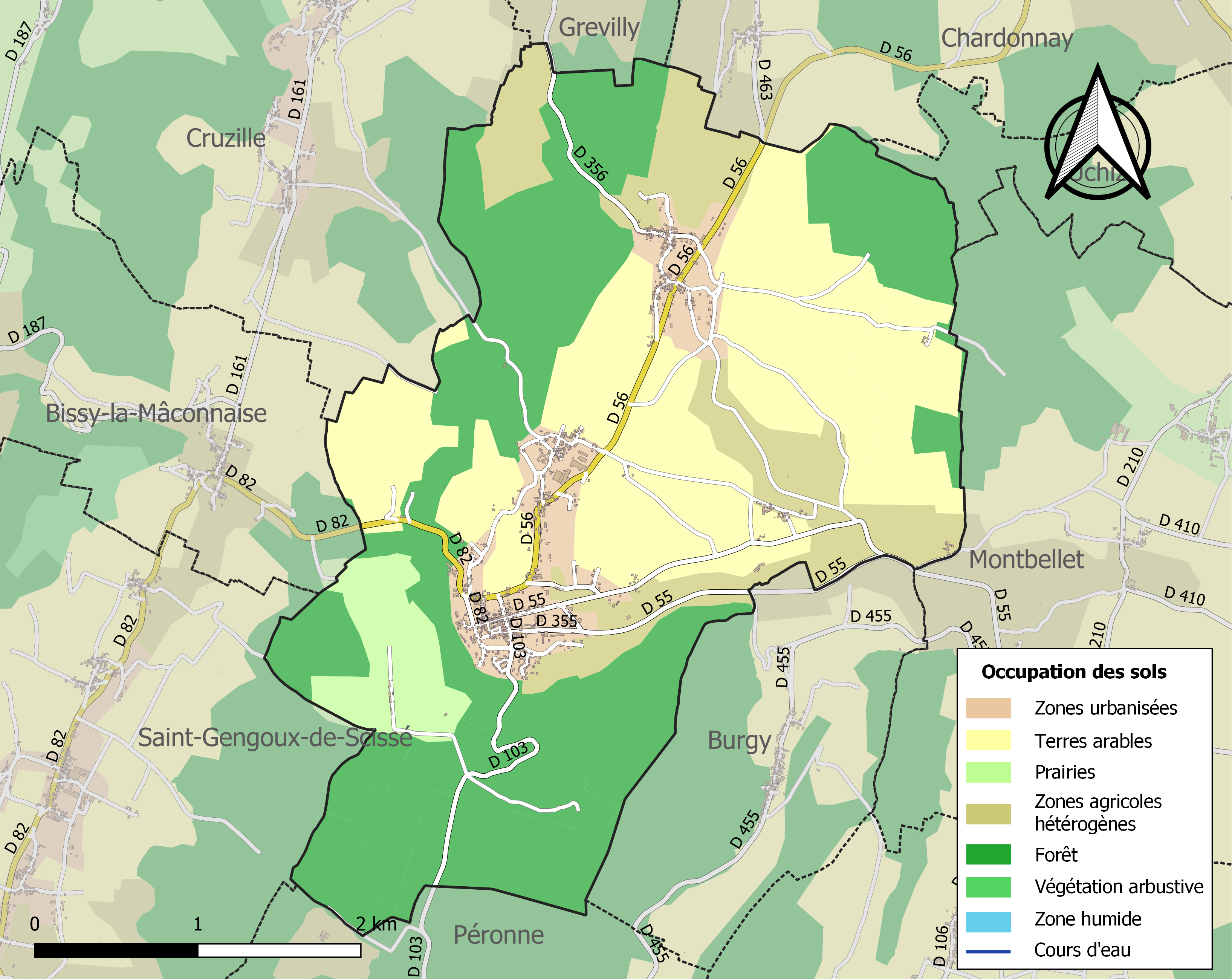
Carte des infrastructures et de l'occupation des sols de la commune en 2018 (CLC).

### Plan local d'urbanisme

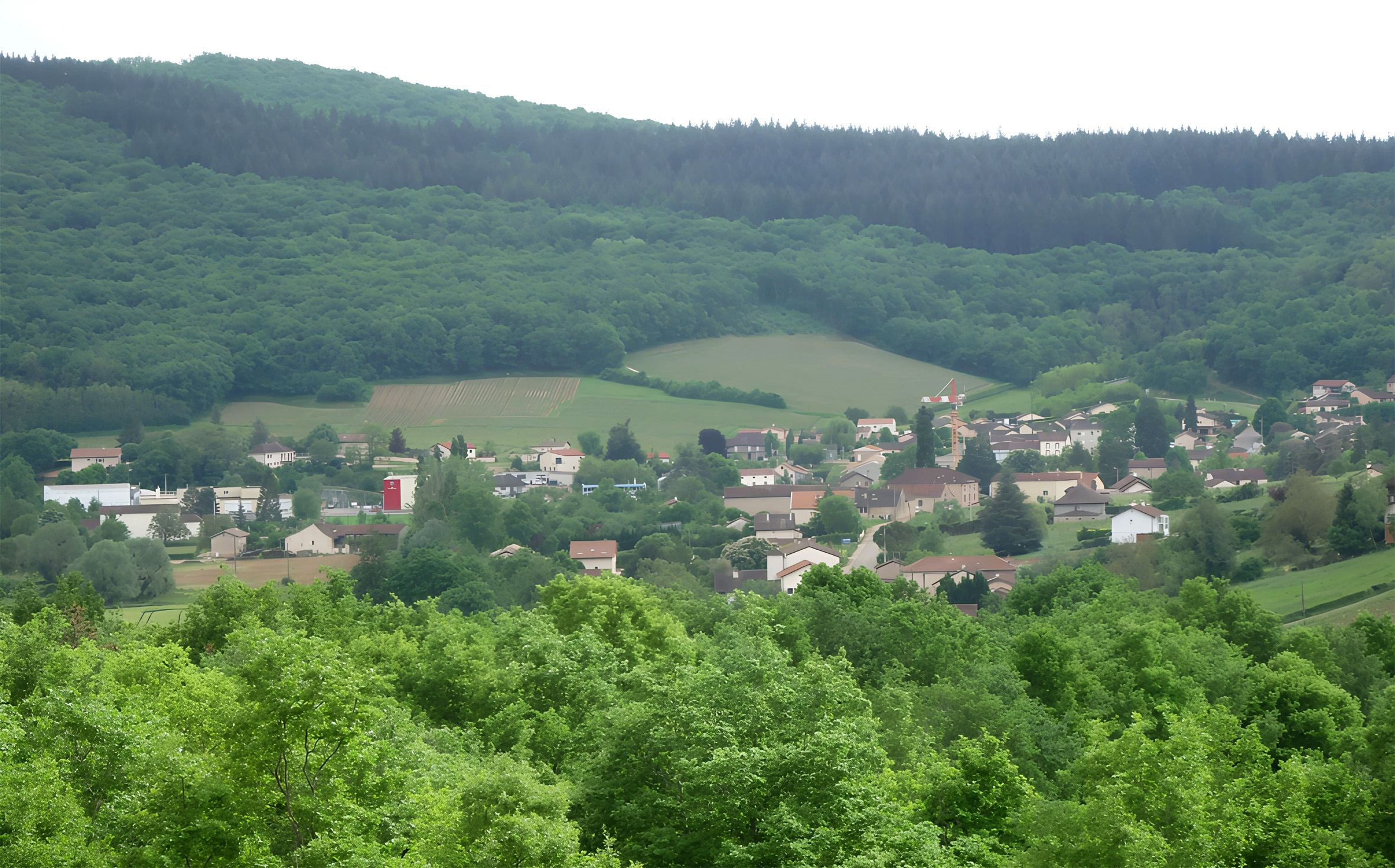
Les maisons du bourg vues depuis les hauteurs du site naturel protégé de la Boucherette (mai 2025).

L'urbanisme sur le territoire de Lugny est régi par un plan local d'urbanisme intercommunal (PLUi), document d’urbanisme dont le territoire d’effet n'est plus la commune mais l’intercommunalité du Mâconnais-Tournugeois, soit vingt-quatre communes membres.
Ce document stratégique traduit les principes d’aménagement du territoire et constitue un outil réglementaire fixant les règles de construction et d’occupation des sols applicables sur le territoire, d'où son contenu : un rapport de présentation retraçant le diagnostic du territoire, un projet d’aménagement et de développement durable (PADD) exposant la stratégie intercommunale, des orientations d’aménagement et de programmation (OAP) définissant les conditions d’aménagements de certains quartiers/ilots (cas particuliers), un règlement fixant les règles d’utilisation et de droit des sols ainsi que des annexes (plan de zonage, liste des servitudes, etc.).
Le PLUi du Mâconnais-Tournugeois, fruit d'un processus lancé par la communauté de communes en 2016, a été définitivement adopté par le conseil communautaire le 21 décembre 2023. Il est entré en vigueur le 12 mars 2024.

## Toponymie

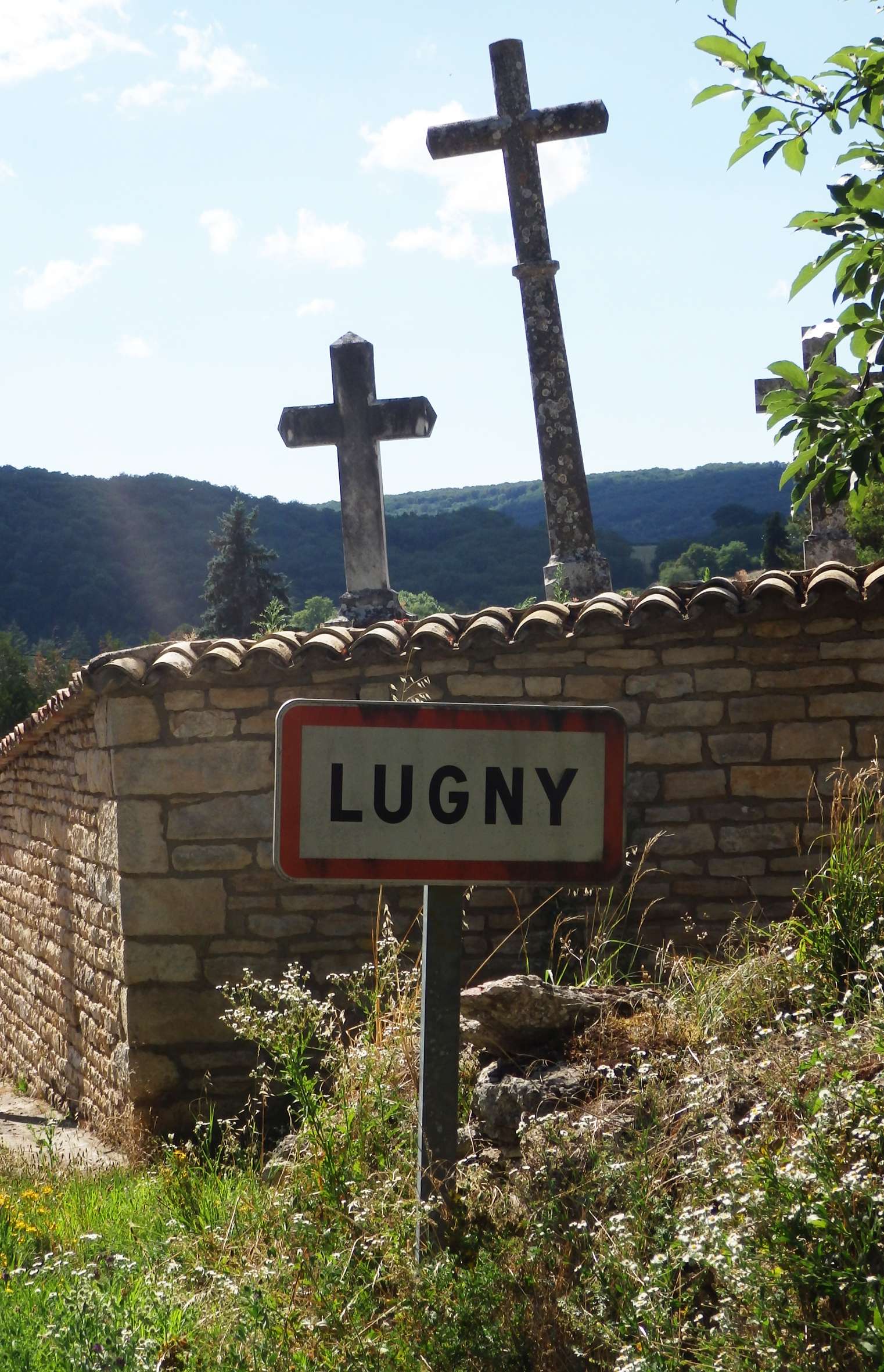

Le toponyme Lugny tire son origine d'un mot provenant de l'époque romaine, créé à partir :
- d'un gentilice dont le thème serait Luvinius ;
- de la désinence acus caractérisant la propriété individuelle au temps de l'Empire romain (le suffixe -acum étant un suffixe formateur de toponymes typique des zones géographiques qui ont connu un ancien peuplement de langue celtique).

Un diplôme du roi des Francs Eudes de 894 et trois chartes de l'abbaye de Cluny datées de décembre 981, mai 982 et juin 982 mentionnent une villa appelée Luviniacus (Lugny se trouvant alors dans l'ager de Grevilly et le pagus de Mâcon).
En 1215, une charte de l'abbaye de Cluny cite un Bernardus de Lugunie (Luiniacus en 1219).

## Histoire

### Moyen Âge

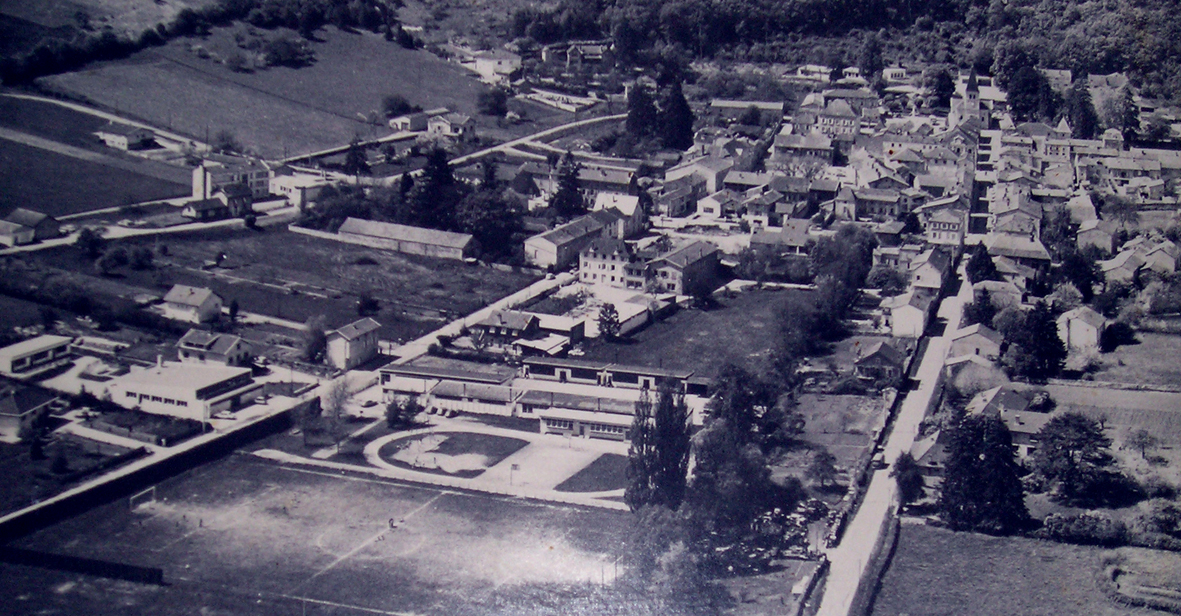
Le bourg, vers 1970.

Lugny fut au Moyen Âge le berceau d'une maison de chevalerie – la maison de Lugny – qui avait pour blason « D'azur à trois quintefeuilles d'or accompagnées de sept billettes de même, trois en chef, une en cœur et trois en pointe, posées deux et un » et pour devise « Le content est riche ». 
La branche aînée de cette famille qui sut nouer de très nombreuses alliances – d'où le proverbe bourguignon « N’est oyseau de bon nid qui n’a plume de Lugny » – s’éteignit cependant dans la seconde moitié du XVIe siècle avec Jean III de Lugny, mort en ne laissant qu'une fille (Françoise de Lugny). La seigneurie changea alors de main, passant au fil des mariages dans le giron de trois autres prestigieuses familles nobles, à savoir celle des Chabot en 1558, celle des Saulx-Tavannes en 1579 et celle des La Baume-Montrevel en 1647 (voir à ce sujet la généalogie donnée dans l'article consacré au château de Lugny).

#### En quelques dates...
- Début du XIVe siècle : Seguin de Lugny, le plus ancien des seigneurs connus de Lugny, est seigneur du lieu[29].
- 1368 : le château est pris par une compagnie d’Écorcheurs[30].

### Temps modernes

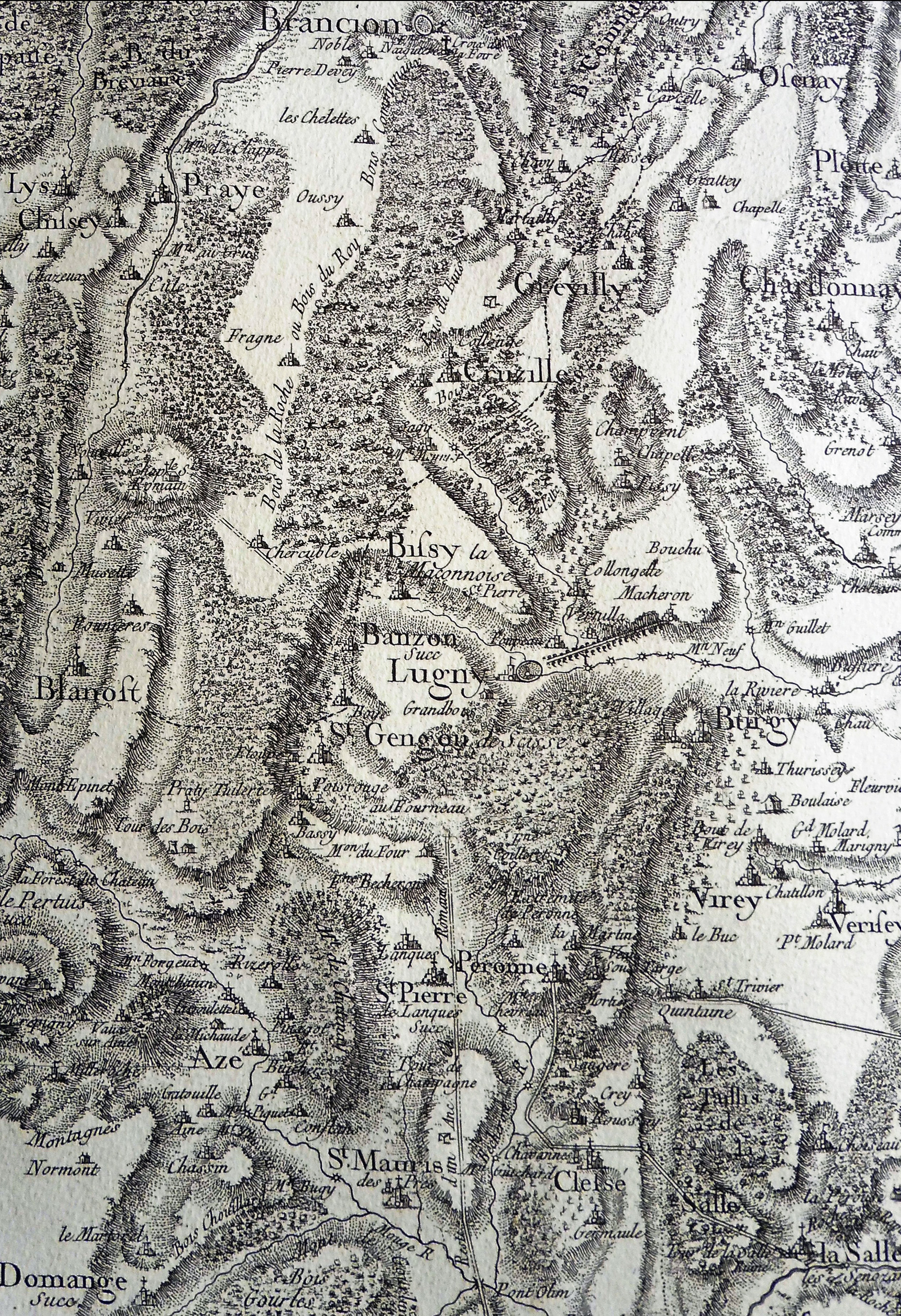
Lugny et les villages du Haut-Mâconnais en 1759, d'après la carte de Cassini.

À la veille de la Révolution, la seigneurie était la propriété de Florent-Alexandre-Melchior de La Baume, quatorzième comte de Montrevel et dernier seigneur baron de Lugny, qui sera mis à mort à Paris, place de la Révolution, le 19 messidor an II (7 juillet 1794), avec 59 autres accusés. 
À cette époque, Lugny dépendait du bailliage, de la recette et du diocèse de Mâcon, ainsi que de l'archiprêtré et de la châtellenie de Vérizet. Le village, siège d'un bureau du contrôle des actes rayonnant sur l'ensemble des paroisses du Haut-Mâconnais, relevait en outre de la subdélégation de Tournus.
De sa forteresse autrefois flanquée de plusieurs tours de défense, ceinte de fossés remplis d'eau et dotée d’un donjon « fort élevé et très beau », Lugny n’a conservé que les deux tours rondes d’entrée (XIVe siècle) et une partie des communs (abritant en particulier les anciennes écuries du château, datées du XVIe siècle). En 1789, le château de Lugny fut en effet le premier du Mâconnais à être incendié par les « Brigands » – des habitants du Mâconnais révoltés – lors des troubles qui, dans les derniers jours de juillet, pendant la Grande Peur, agitèrent cette petite région. « Le château est flanqué de quatre tours, il est assez irrégulier. Le seigneur qui l'occupe est baron de cette contrée, ce château est dans un bas, à côté d'une montagne assez haute, les terrasses règnent sur tout le bourg. » avait écrit le curé de Lugny au milieu du XVIIIe siècle.

#### En quelques dates...
- 1558 : Françoise de Lugny, dame de Lugny, fille et héritière de Jean III de Lugny, épouse François Chabot ; la seigneurie passe de la maison de Lugny à la maison de Chabot.
- 14 janvier 1579 : Catherine Chabot, dame de Lugny, fille et héritière de François Chabot, épouse Jean de Saulx, vicomte de Tavannes ; la seigneurie passe des Chabot à la maison de Saulx.
- 2 janvier 1647 : Claire-Françoise de Saulx, dame de Lugny, fille et héritière de Charles de Saulx, épouse Charles-François de La Baume ; la seigneurie passe de la maison de Saulx à la famille de La Baume de Montrevel, dans laquelle elle demeurera jusqu'à la Révolution.
- 2 mai 1666 : Charles-François de La Baume, marquis de Saint-Martin et seigneur de Lugny, meurt au château, après avoir passé des années au service du prince de Condé[35].
- Janvier 1740 : Melchior-Esprit de La Baume, treizième comte de Montrevel et avant-dernier seigneur baron de Lugny, mort en son hôtel de Mâcon le 13 janvier 1740, est inhumé à Lugny[Note 11], dans le transept sud de l’ancienne église paroissiale (où se trouvait la chapelle des seigneurs du lieu[36]).
- 6 octobre 1783 : Nicolas Genost de Laforest, curé de la paroisse de Chapaize à partir de 1751, connu pour ses chasses mémorables, meurt au château de Lugny, des suites d'une chute de cheval ; ses chasses mémorables inspireront au marquis Théodore de Foudras une œuvre cynégétique publiée dans la première moitié du XIXe siècle et plusieurs fois rééditée[37].
- 27 juillet 1789 : les « Brigands » investissent le château, le pillent puis y mettent le feu.

### Révolution française et Empire

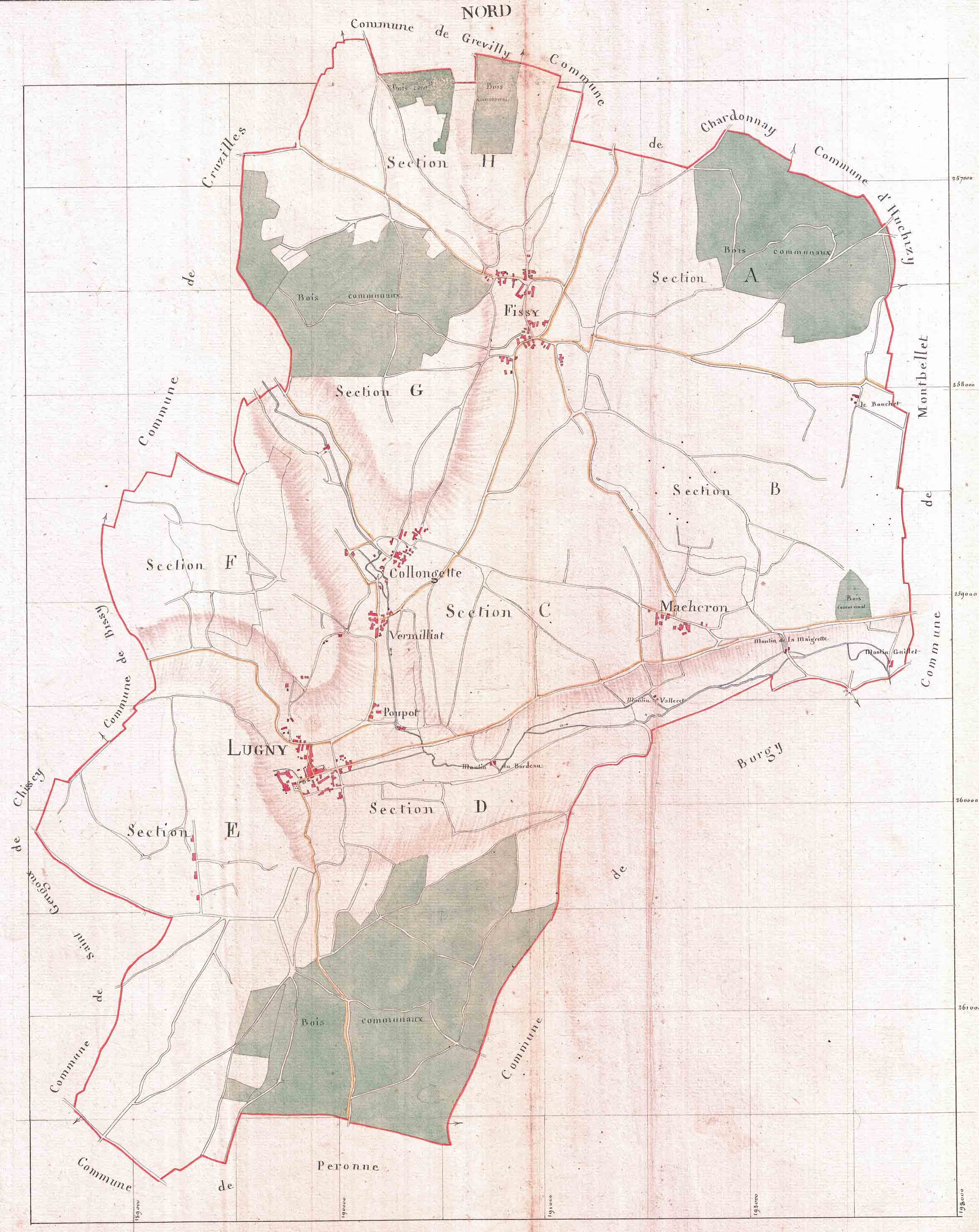
Le territoire de la commune de Lugny, chef-lieu de canton de Saône-et-Loire, d'après son cadastre Napoléon, dressé en 1809.

En 1790, la commune devient le chef-lieu d'un canton du district de Mâcon : le canton de Lugny. 
Dix-neuf ans plus tard, de mars à octobre 1809, le territoire de la commune – soit 1 388 hectares – est cadastré (Lugny figure de ce fait parmi les cinq cents premières communes de France à avoir été cadastrées après la Révolution française).

### Restauration et Monarchie de Juillet
Tandis que d'importants travaux sont réalisés en 1823 pour rénover et agrandir la chapelle de Fissy, l’actuelle église paroissiale, placée sous le vocable de saint Denis, est édifiée à l'emplacement de l'ancienne église romane préalablement démolie (les travaux dureront de 1824 à 1826).

### Second Empire
En 1868, c'est au tour de l'hôtel de ville – qui sera non seulement mairie mais abritera aussi l'école de garçons, le logement de l'instituteur-secrétaire de mairie et le prétoire de la justice de paix du canton de Lugny – d'être construit en lieu et place de l'ancienne maison commune, d'après des plans de l'architecte Adrien Guillemin de Mâcon ; le corps principal du bâtiment, de plan rectangulaire, se composera en élévation d’un rez-de-chaussée, d’un étage et d’un « étage de comble », le tout étant couvert d’un toit à croupes, tandis que la façade comprendra trois travées disposées de part et d’autre d’un avant-corps central peu saillant, les deux premiers niveaux étant soulignés d’un bandeau situé au niveau des appuis de baies.

### IIIeRépublique
De 1880 à 1887, la totalité du vignoble de la commune – environ cinq cents hectares – est détruite par le phylloxéra. 
C'est dans ce contexte que, le 6 janvier 1881, Lugny se dote d'une société de secours mutuels, dénommée La Fraternelle. 
Une autre destruction – volontaire, celle-là – s'ensuit, en 1891, au cœur du bourg : celle des anciennes halles seigneuriales de bois, qui sont remplacées par des halles couvertes (avec salle des fêtes qui sera aménagée à l'étage en 1901). 
En 1893, un bâtiment est acquis par la commune et adapté à un usage scolaire dans le but de doter Fissy d'une école de hameau.

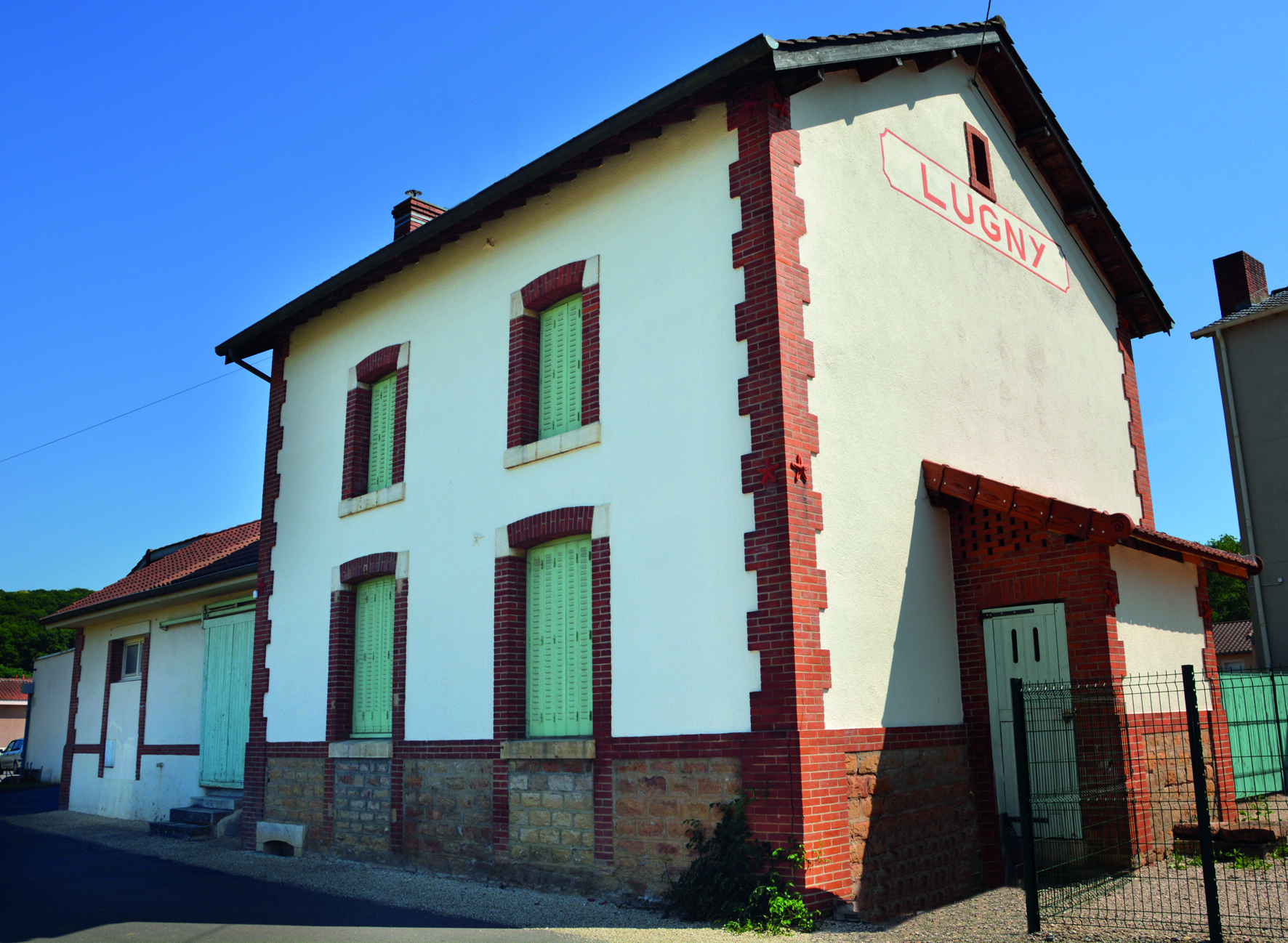
L'ancienne gare de Lugny, sur la ligne de Mâcon à Fleurville.

Dans la dernière année du siècle, le 11 novembre 1900, la ligne de chemin de fer à voie étroite Mâcon-Fleurville via Lugny est inaugurée (ligne qui fonctionnera, pour le trafic quotidien des voyageurs, jusqu'en 1931). Puis, le 28 novembre 1909, sur la place de l'Église, a lieu l'inauguration du monument érigé à la mémoire des combattants du canton tombés lors de la guerre franco-allemande de 1870. 
Un autre monument aux morts est inauguré le 20 août 1922 sur la place du Pâquier, élevé à la mémoire des trente-huit Lugnisois tombés pendant la Première Guerre mondiale.
En septembre 1927, après approbation des statuts en assemblée générale le 30 janvier précédent, la coopérative vinicole de Lugny est mise en service.
Le 8 janvier 1934 est fondé le Syndicat intercommunal des eaux du Haut-Mâconnais, auquel appartiennent Lugny et neuf autres communes : Burgy, Clessé, Viré, Cruzille, Vérizet, Bissy-la-Mâconnaise, Saint-Maurice-de-Satonnay et Montbellet (rejointes le 16 août 1934 par Plottes, Chardonnay et Uchizy, puis par Farges-lès-Mâcon et Grevilly en 1938 et par Saint-Gengoux-de-Scissé, Azé et Igé après-guerre). En 2002, ce syndicat gérait un réseau totalisant 227 kilomètres de canalisations et disposant de 18 réservoirs.

### Seconde Guerre mondiale
À l'automne 1943, soucieuse de « contenir » les maquis qui se sont fortement développés en Haut-Mâconnais et en Tournugeois depuis l'invasion de la zone libre, l'armée allemande implante une petite garnison à Lugny, qui s'installe au château (commandement) et à la salle des fêtes (troupe) ; des patrouilles à vélo sillonnent dès lors les villages des environs. Après la Seconde Guerre mondiale, le 11 novembre 1946, une plaque rendant hommage aux six soldats de la commune morts durant le conflit sera fixée au monument aux morts.

### Seconde moitié du XXesiècle
Deux années plus tard, en 1948, la toute première foire-exposition annuelle des vins (dite aussi « des Rameaux ») attire ses premiers exposants dans les rues du bourg (machinisme agricole, artisans, commerçants...) ; cette importante foire du Mâconnais sera organisée un demi-siècle durant, sa 50e et dernière édition se déroulant les 4 et 5 avril 1998. En septembre 1965, le secrétaire général de la préfecture de Saône-et-Loire, André Delmas, inaugure le « caveau de dégustation Saint Pierre ». Trois ans plus tard, dans la nuit du 28 au 29 mai 1968, une partie du hameau de Fissy est dévastée par les eaux d'un violent orage qui frappa de nombreux villages du Tournugeois.
L'année 1972 voit la création – et l'installation en mairie – du Syndicat intercommunal à vocation multiple (SIVOM) du canton de Lugny, auquel adhèrent quatorze communes du Haut-Mâconnais avec pour objet : la couverture des dépenses d'investissement et de fonctionnement du collège public de Lugny (entré en service en janvier 1977 et baptisé « Victor Hugo » en juin 1985), la réalisation d'une maison de retraite, la création et le fonctionnement de tous services sociaux (tels que dispensaire, aide à domicile par exemple), la réalisation de travaux d'assainissement, le ramassage d'ordures ménagères et l'entretien de la voirie communale.
Au milieu de l'année 1980, le 17 mai, la commune officialise son jumelage avec Meckenheim, bourgade du Palatinat de République Fédérale d'Allemagne. C'est au cours de cette décennie qu'est découverte en 1985 la « pierre gravée de Lugny », plaquette calcaire représentant une scène de chasse. Le 6 juillet 1985 est inauguré le complexe sportif (terrain de football et vestiaires) aménagé au sommet de la colline Saint-Pierre, tandis que le 5 juillet 1986 entre officiellement en service la caserne du « centre de première intervention intégré » de Lugny (jouxtant l'ancienne gare, au quartier du Terrillot), centre de secours dont dépendent alors six communes : Lugny, Azé, Péronne, Saint-Gengoux-de-Scissé, Bissy-la-Mâconnaise et Burgy (rattachement de Cruzille et de Grevilly en décembre 1997 puis de Saint-Maurice-de-Satonnay le 1er janvier 2000). Les 29 et 30 juillet 1989, Lugny, avec les autres communes du canton, célèbre le bicentenaire de la Révolution française et la révolte des « Brigands », plantant à cette occasion un « arbre de la liberté ».
En 1993 est fondée la communauté de communes du Haut-Mâconnais (avec Lugny pour siège), qui regroupe sept communes : Bissy-la-Mâconnaise, Burgy, Chardonnay, Cruzille, Grevilly, Lugny et Saint-Gengoux-de-Scissé. À cette première communauté de communes succédera, le 1er janvier 2003, la communauté de communes du Mâconnais - Val de Saône (siège à Lugny), résultant de la fusion de trois intercommunalités (celles du Haut-Mâconnais, de la Haute-Mouge et du Mâconnais-Val de Saône) et totalisant une population de 7 336 habitants.
1995 : inauguration du groupe scolaire regroupant toutes les classes de l'école primaire publique sur un même site (ensemble baptisé « Marcel Pagnol » le 13 juin 1998).

### XXIesiècle
Janvier 2003 : Lugny est officiellement raccordé par les services d'EDF-GDF au réseau du gaz naturel (raccordement ayant nécessité le creusement d'un total de 11526 mètres de canalisations depuis l'antenne de Fleurville).
Le 4 février 2006, la commune accueille la vingt-neuvième Saint-Vincent cantonale tournante et la quarantième le 4 février 2017.
En 2011, Lugny reçoit le label Agenda 21 local « Notre village, terre d'avenir », devenant la première commune de Saône-et-Loire à se voir décerner cette distinction reconnaissant son engagement dans le domaine de la gestion durable.
Le 26 septembre 2015, Lugny inaugure sa maison de santé pluridisciplinaire, quelques années après avoir inauguré sa nouvelle caserne de gendarmerie (29 novembre 2012) et sa nouvelle bibliothèque municipale (26 janvier 2008).
Le 10 juillet 2021, Lugny inaugure le rez-de-chaussée rénové de sa mairie et sa nouvelle salle événementielle, baptisée Michelle-Broutchoux et installée dans le bâtiment des halles entièrement réhabilité.

## Politique et administration

### Tendances politiques et résultats

#### Élections législatives 2024
Lors du premier tour des élections législatives françaises de 2024, les électeurs de Lugny (697 inscrits), commune qui fait partie de la première circonscription de Saône-et-Loire, ont majoritairement donné leur voix à Rachel Drevet présentée par le Rassemblement national, qui a remporté 35,27 % des suffrages exprimés (le député sortant Benjamin Dirx, présenté par Ensemble !, a remporté 30,50 % des suffrages, Jean-Luc Delpeuch, du Nouveau Front populaire, 25,93 % des suffrages et Jean-Philippe Belleville, des Républicains, 5,60 % des suffrages. Lors du second tour de ces élections, les électeurs ont majoritairement donné leur voix à Benjamin Dirx (Ensemble !), qui a remporté 59,38 % des suffrages exprimés (la candidate Rachel Drevet est, quant à elle, parvenue à mobiliser 40,62 % des votants).

#### Élections municipales partielles 2024
Lors des élections municipales partielles des 9 et 16 juin 2024 (cinq places à pourvoir), les Lugnisois (699 inscrits), qui avaient à choisir entre dix candidats inscrits sur deux listes, ont élu les cinq candidats figurant sur la liste d'opposition « Agir pour Lugny » (à raison de quatre candidats lors du 1er tour et d'un candidat lors du 2e tour). Le scrutin a été marqué par une forte participation au premier tour, avec 57,93 % (soit 42,07 % d'abstention).

#### Élections européennes 2024
Lors des élections européennes de 2024, les électeurs de Lugny (699 inscrits) ont placé en tête la liste « La France revient avec Jordan Bardella et Marine Le Pen » (Rassemblement national) avec 32,68 % des suffrages, devant la liste présentée par la majorité présidentielle « Besoin d'Europe » (15,97 %) et les listes « Réveiller l'Europe » (13,76 %), « La droite pour faire entendre la voix de la France en Europe » (7,37 %), « La France insoumise-Union populaire » (6,63 %) et « La France fière, menée par Marion Maréchal et soutenue par Eric Zemmour » (5,16 %).

#### Élections législatives 2022
Lors du premier tour des élections législatives françaises de 2022, les électeurs de Lugny (686 inscrits), commune qui fait partie de la première circonscription de Saône-et-Loire, ont majoritairement donné leur voix au député sortant Benjamin Dirx (Ensemble !), qui a remporté 34,67 % des suffrages exprimés (Patrick Monin, présenté par la Nouvelle Union populaire écologique et sociale, a remporté 30,09 % des suffrages, Aurélien Dutremble, du Rassemblement national, 19,77 % des suffrages, Myriam Bize, de Reconquête, 6,3 % des suffrages et Christophe Juvanon, du parti Les Républicains, 4,58 % des suffrages). Lors du second tour de ces élections, les électeurs ont majoritairement donné leur voix à Benjamin Dirx (Ensemble !), qui a remporté 53,27 % des suffrages exprimés (le candidat Patrick Monin est, quant à lui, parvenu à mobiliser 46,73 % des votants).

#### Élections présidentielles 2022
La commune de Lugny (919 habitants, 683 inscrits) a placé en tête à l'issue du premier tour de l'élection présidentielle française de 2022 le candidat Emmanuel Macron (LaREM) avec 30,83 % des suffrages, devant Marine Le Pen du Rassemblement national (22,73 %) et Jean-Luc Mélenchon de La France insoumise (18,97 %). Au second tour de l'élection, Emmanuel Macron a remporté 58,84 % des suffrages, Marine Le Pen ayant été créditée, quant à elle, de 41,16 % des votes.

#### Élections départementales 2021
Lugny, ancien chef-lieu de canton dépendant depuis 2015 du canton d'Hurigny, a placé le binôme (DVD) constitué par Patrick Desroches et Carine Lalanne en tête, dès le 1er tour des élections départementales de 2021 en Saône-et-Loire, avec 41,10 % des suffrages. Lors du second tour, les Lugnisois (678 inscrits) ont décidé de placer de nouveau ce binôme en tête, avec cette fois-ci 65,63 % des suffrages (devant l'autre binôme, DVG, mené par Catherine Bouley et Patrick Monin, qui a obtenu 34,38 %).

#### Élections municipales 2020
Lors des élections municipales françaises de 2020, les Lugnisois (685 inscrits), qui avaient à choisir entre des candidats inscrits sur deux listes, ont élu dès le 1er tour la totalité des candidats figurant sur la liste menée par le maire Guy Galéa. Le scrutin a été marqué par une majorité d'abstentions : 50,80 % (soit 49,20 % de votants).

### Conseil municipal
La commune de Lugny dispose d'un conseil municipal composé de quinze membres : maire, quatre adjoints au maire et dix conseillers municipaux.
Quatorze commissions spécialisées ont été installées en juin 2020.

### Liste des maires
Depuis 1871, les maires de Lugny ont successivement été :
| Période                                  | Période                      | Identité                     | Étiquette          | Qualité |
| ---------------------------------------- | ---------------------------- | ---------------------------- | ------------------ | --- |
| 1871                                     | 1876 (décès)                 | Joseph-Adolphe Meunier       |                    | Notaire. Maire jusqu'à sa mort le 1er juillet 1876. Membre du conseil d'arrondissement de Mâcon (réélu lors des élections cantonales d'août 1867). Fait chevalier de la Légion d'honneur en 1868. Repose au cimetière de Lugny. |
| 1876                                     | 1881                         | Claude Bonin                 |                    | |
| 1881                                     | 10 mars 1906 (décès)         | Jean-Marie Bouilloud-Maillet |                    | Maire régulièrement réélu, décédé en cours de mandat. |
| avril 1906                               | 1910 (démission)             | Claude-Louis Baboud          | Radical-socialiste | Maire d'avril 1906 à mai 1908 puis de mai 1908 jusqu'à sa démission et sa mort en 1910. |
| 1910                                     | septembre 1944               | Eugène Blanc                 |                    | Conseiller général du canton de Lugny de 1922 à 1940. Président de la coopérative vinicole de Lugny (de 1927 à 1959). Choisi en septembre 1927 pour présider la Fédération des caves coopératives de Saône-et-Loire (avec Henri Boulay pour secrétaire général). Fait chevalier de la Légion d'honneur en 1936, commandeur de l'ordre du Mérite agricole. Maire à compter de juin 1910, réélu en mai 1912 puis en décembre 1919, mai 1925, mai 1929 et mai 1934. Repose au cimetière de Lugny.                                      |
| septembre 1944                           | novembre 1944 (départ forcé) | Pierre Rouillot              |                    | Conseil municipal remplacé le 9 septembre 1944 par un comité local de libération comprenant douze membres désignés par le préfet de Saône-et-Loire. |
| novembre 1944                            | 1945                         | Pierre Guillot               |                    | |
| mai 1945                                 | 1964 (décès)                 | Émile Blanc                  |                    | Viticulteur. En tant que président de la société de secours mutuels « La Fraternelle » de Lugny, est fait chevalier de l'ordre du Mérite social par arrêté du 28 février 1938. Fait chevalier de la Légion d'honneur en 1954, par ailleurs décoré dans l'ordre du Mérite agricole. Régulièrement réélu. Président du Syndicat des eaux du Haut-Mâconnais. Repose au cimetière de Lugny. |
| mars 1964                                | décembre 1976 (décès)        | Paul Margarit                |                    | Inspecteur général de l'Agriculture (1940) puis directeur de l'enseignement et de la formation professionnelle agricoles (à partir de 1952). Officier de la Légion d’honneur. Maire de mars 1965 à mars 1971 puis de mars 1971 jusqu’à sa mort en décembre 1976. Président du Syndicat des eaux du Haut-Mâconnais. Repose au cimetière de Lugny. |
| décembre 1976                            | mars 1983                    | Louis Cotessat               |                    | Maire de décembre 1976 à mars 1977 puis de mars 1977 à mars 1983. Décédé en juillet 1984, âgé de 72 ans. Né à Lugny. Clerc de notaire à Lugny, puis huissier de justice, et ultérieurement directeur de la Mutuelle incendie de Viré puis directeur de la Mutuelle autonome de Viré de 1976 à sa retraite. Repose au cimetière de Fissy. |
| mars 1983                                | mars 2008                    | Guy Berthaud                 |                    | Principal du collège public « Victor Hugo » de Lugny. Chevalier de l'ordre national du Mérite. Maire à compter de mars 1983, réélu en mars 1989, juin 1995 et mars 2001. Président de la communauté de communes du Haut-Mâconnais (de 1993 à 2002) puis de la communauté de communes du Mâconnais-Val-de-Saône (de janvier 2003 à 2008). Président du Syndicat intercommunal à vocation multiple (Sivom) du canton de Lugny de novembre 1998 à 2008. Membre du conseil économique et social de Bourgogne. Décédé le 9 octobre 2023. |
| mars 2008                                | mars 2014                    | Daniel Conry                 |                    | Retraité de l'Éducation nationale (enseignement secondaire). |
| mars 2014                                | mai 2020                     | Guy Galéa                    |                    | Coordinateur en matière de sécurité et de protection de la santé (CSPS). |
| mai 2020                                 | En cours                     | Guy Galéa                    |                    | Retraité. Autres mandats et présidences : 5e vice-président de la communauté de communes Mâconnais-Tournugeois (chargé des équipements, de l’entretien des bâtiments, de l’assainissement et de la GEMAPI) et président du Syndicat des eaux du Haut-Mâconnais (réélu en juillet 2020). |
| Les données manquantes sont à compléter. |                              |                              |                    | |

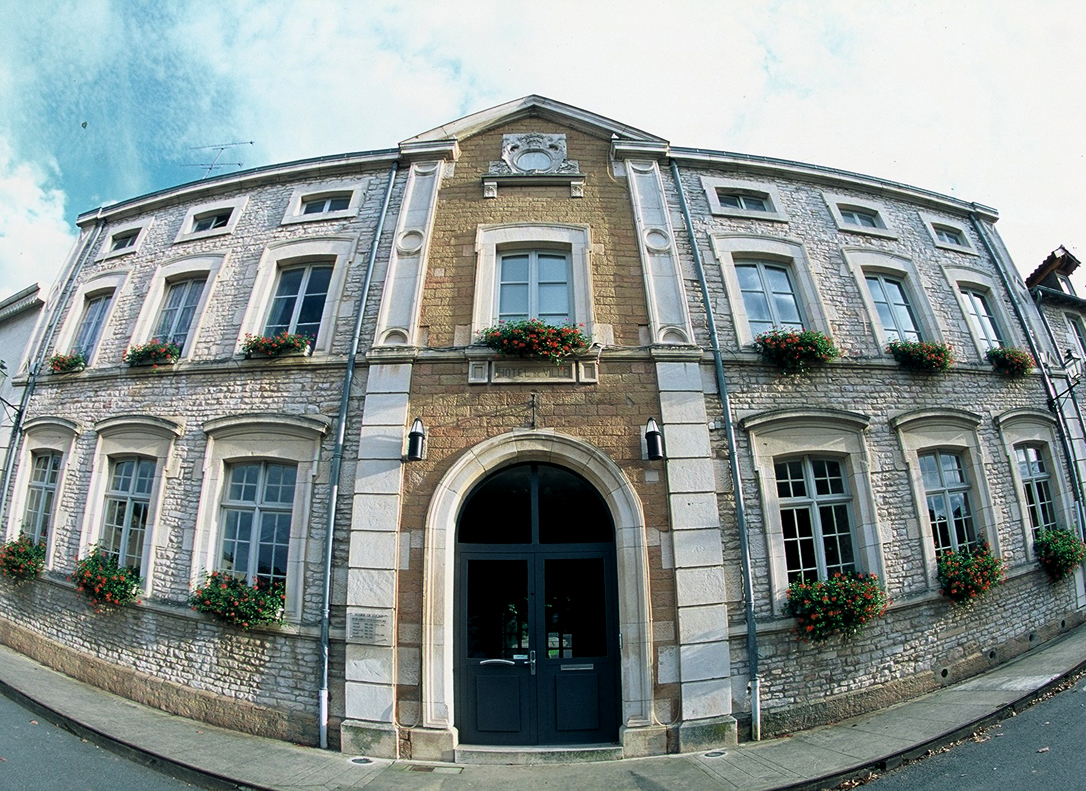
La mairie, bâtiment de style néo-Renaissance bâti place du Pâquier vers 1870.

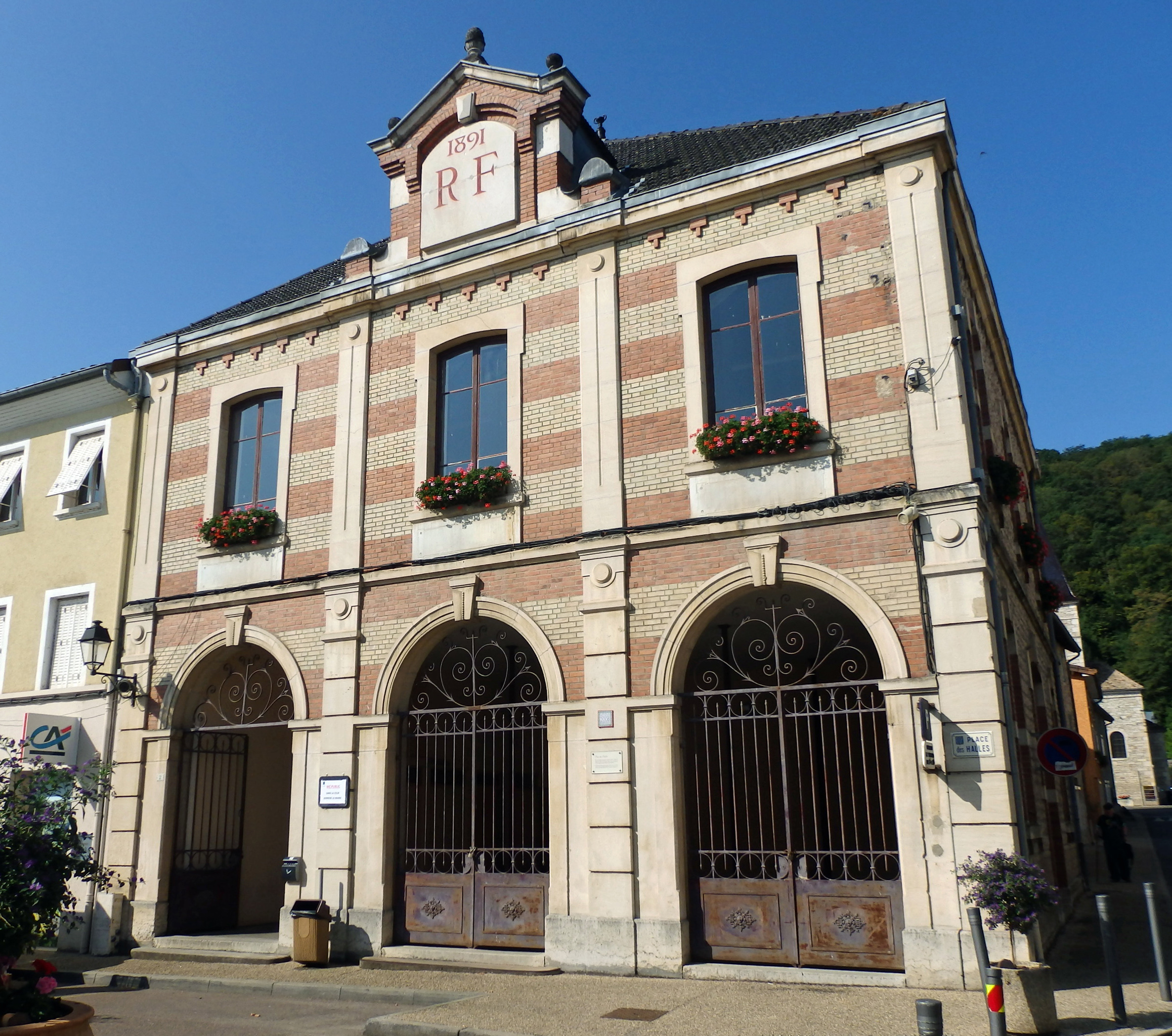
Un bâtiment de pierre et de brique au fronton frappé du sigle de la République française : les halles, construites en 1891, entièrement rénovées en 2020-2021 pour abriter une salle événementielle.

Il n'y eut pas d'élections municipales entre 1912 et 1919 ni entre 1935 et 1945 en raison des deux guerres mondiales. Dissout par arrêté préfectoral à la Libération, le conseil municipal de Lugny laissa la place le 9 septembre 1944 à un comité local de libération comprenant douze membres désignés par le préfet de Saône-et-Loire ; Albert Rouillot devint maire de Lugny (le 12 septembre), bientôt remplacé par Pierre Guillot (à compter du 22 novembre).
De 1790, année de la création de la commune de Lugny, à la fin du XIXe siècle, les maires de Lugny ont successivement été : 
- Benoît Cotessat (en 1790) ;
- Joseph Chaverot (en nivôse de l'an III) ;
- Philibert Munier (en l'an V, puis maire du 7 floréal an VIII au 2 messidor an XIII) ;
- Claude Melchior Esprit Alabernarde (maire du 7 messidor an XIII au 24 juin 1814) ;
- Jacques Latour (en 1814) ;
- Claude Olivier (en 1814) ;
- Claude Melchior Esprit Alabernarde (en 1815) ;
- Henri-Joseph Tugnot de Lanoye (en 1815, maire jusqu'à sa mort le 9 novembre 1827 ; chevalier de l’ordre royal et militaire de Saint-Louis et de l’ordre royal de la Légion d’honneur)[Note 17] ;
- Jean-Jacques Blanchet (en 1827) ;
- Joseph-Adolphe Meunier (en 1830) ;
- Claude Péchard (en 1846) ;
- Antoine Tête (en 1848) ;
- Joseph-Adolphe Meunier (en 1852) ;
- Claude Péchard (en 1869) ;
- Jean Léger (en 1870).

Deux de ces maires de Lugny ont été conseillers généraux du canton de Lugny : Jean-Marie Bouilloud-Maillet (conseiller général de 1871 à 1901) et Eugène Blanc (conseiller général de 1922 à 1940).

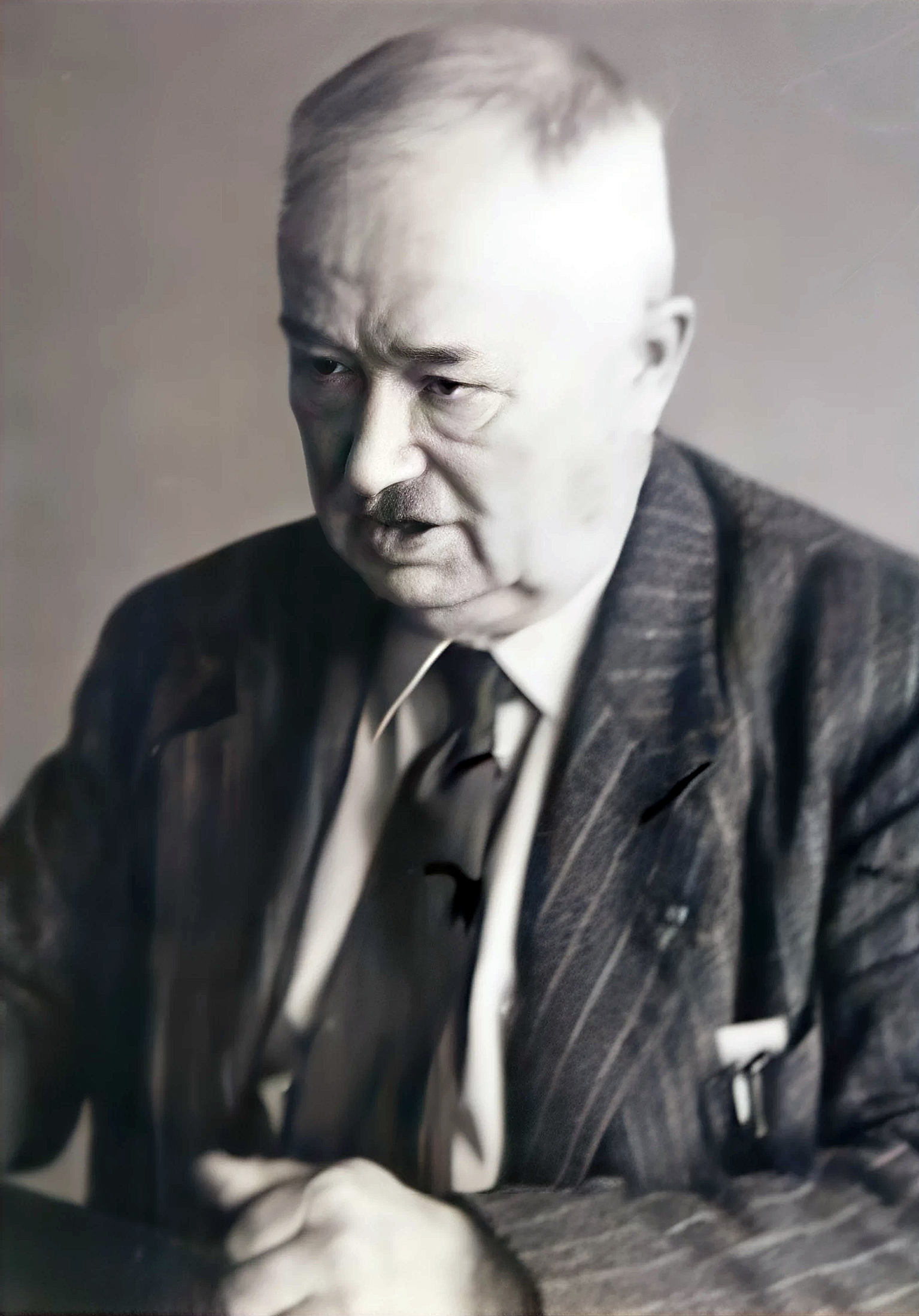
Eugène Blanc, maire de 1910 à 1944 (et conseiller général du canton de Lugny de 1922 à 1940).
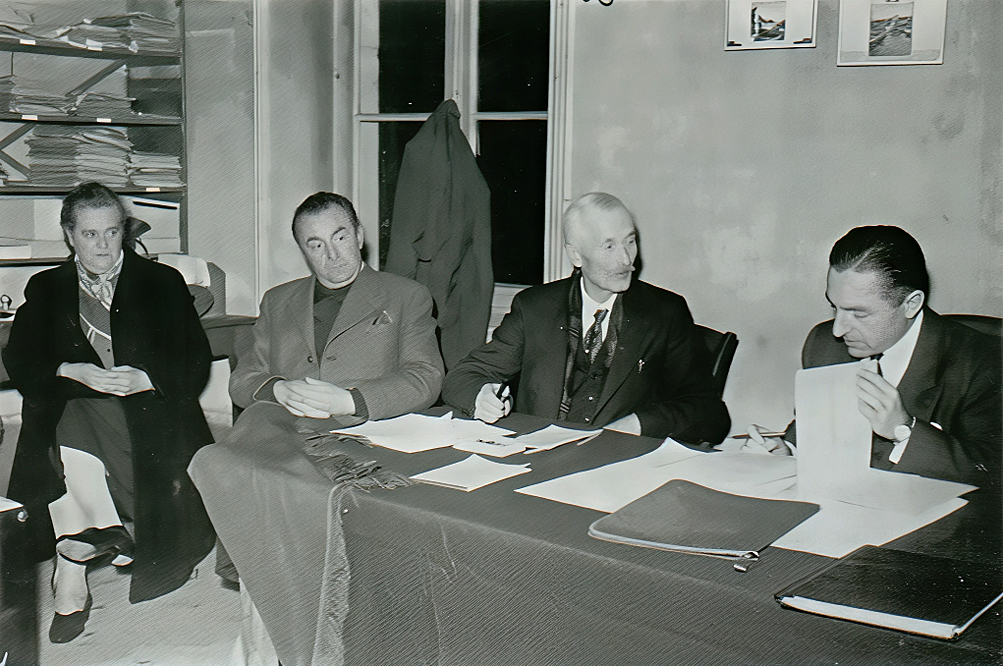
Émile Blanc (au centre, vêtu d'un costume sombre), maire de 1945 à 1964, lors d'une réunion en mairie.
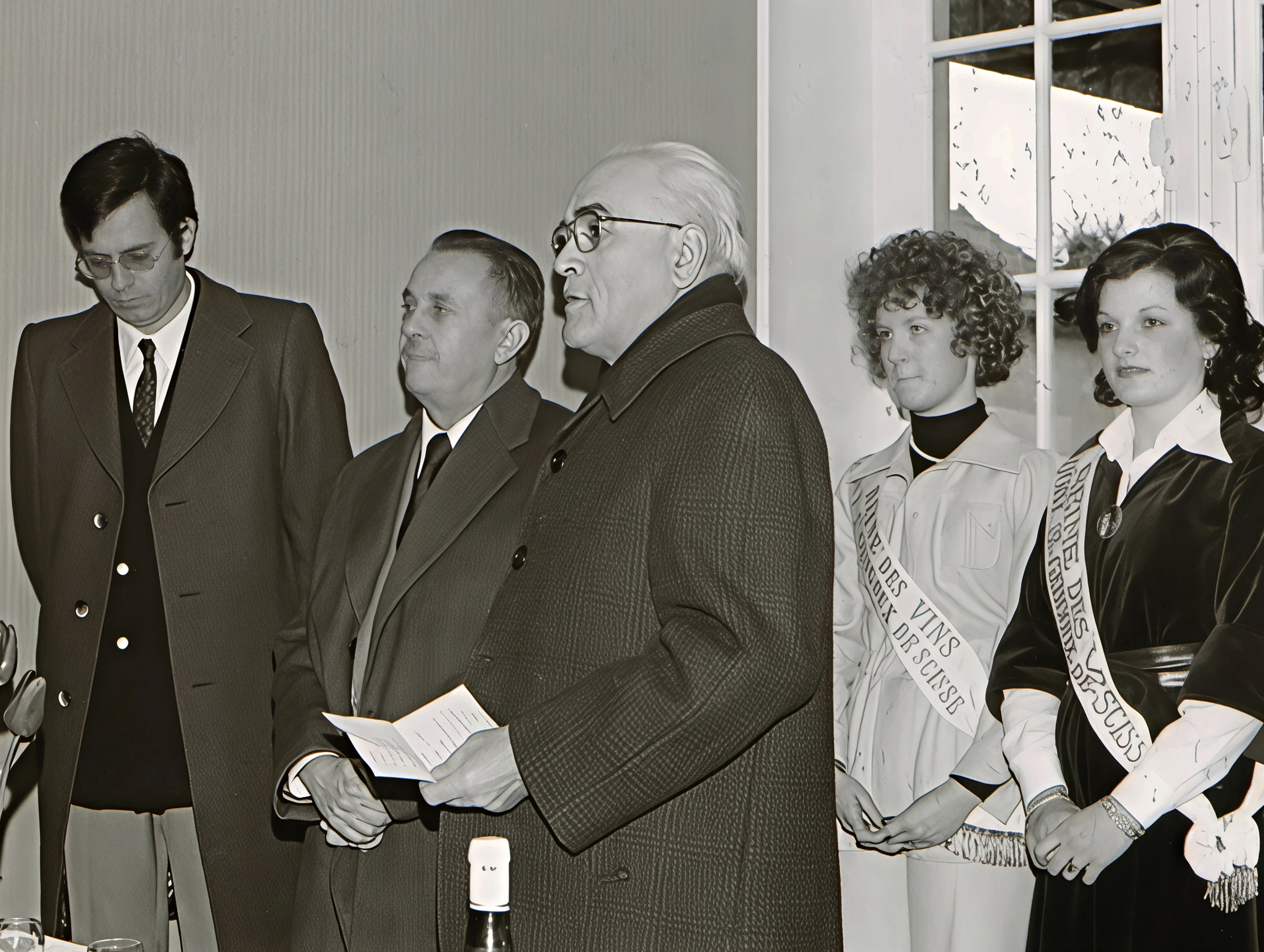
Papier à la main : Paul Margarit, maire de 1964 à 1976, lors de l'inauguration de l'édition 1975 de la foire des vins du Haut-Mâconnais (22 mars 1975). À sa droite, l'ancien ministre Philippe Malaud, président du conseil général de Saône-et-Loire.
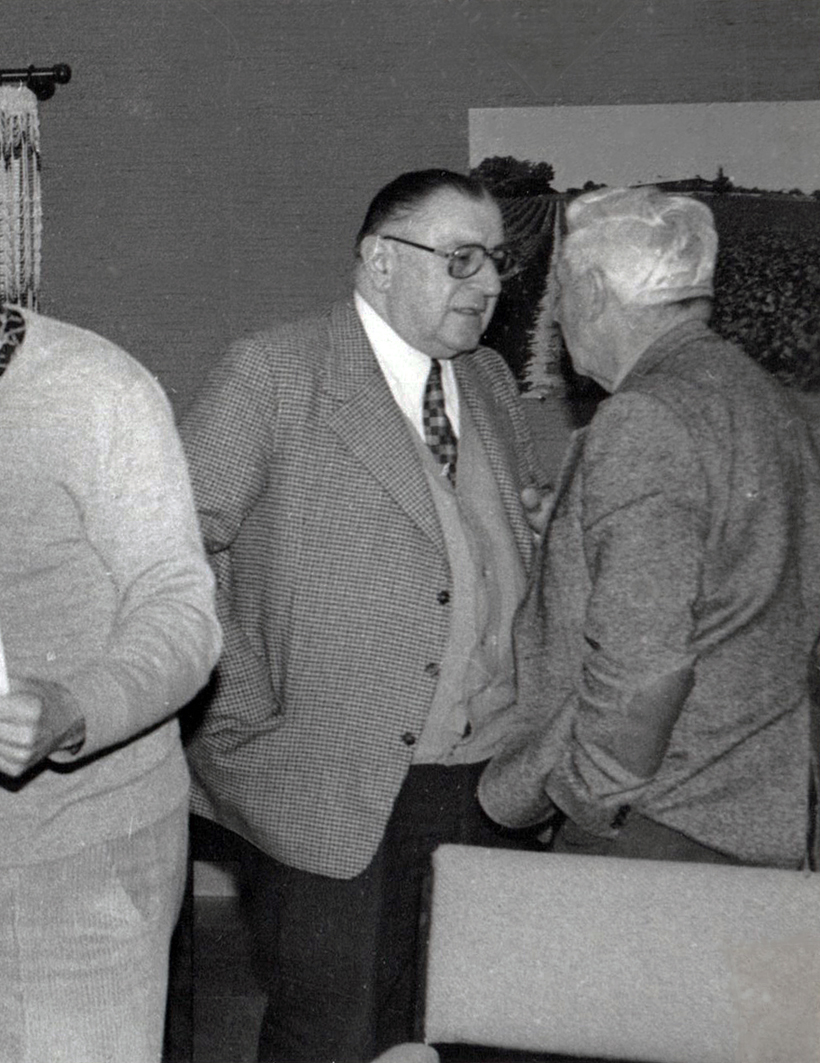
Louis Cotessat (au centre), maire de 1976 à 1983, lors d'une réunion d'organisation de la foire des vins du Haut-Mâconnais (mars 1980).
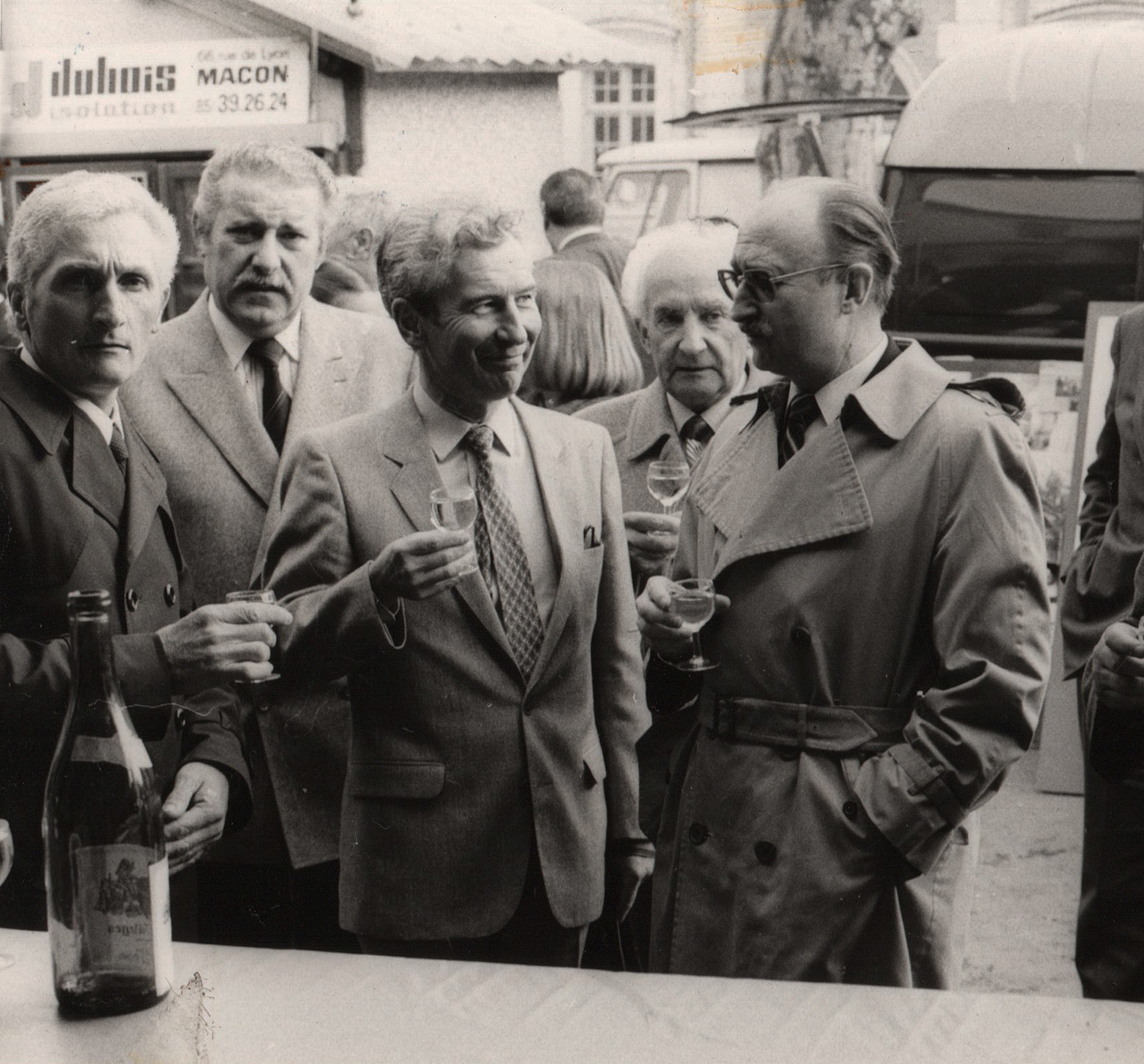
Guy Berthaud (au centre), maire de 1983 à 2008, peu après sa première élection, lors de l'inauguration de l'édition 1983 de la foire des vins du Haut-Mâconnais (26 mars 1983).
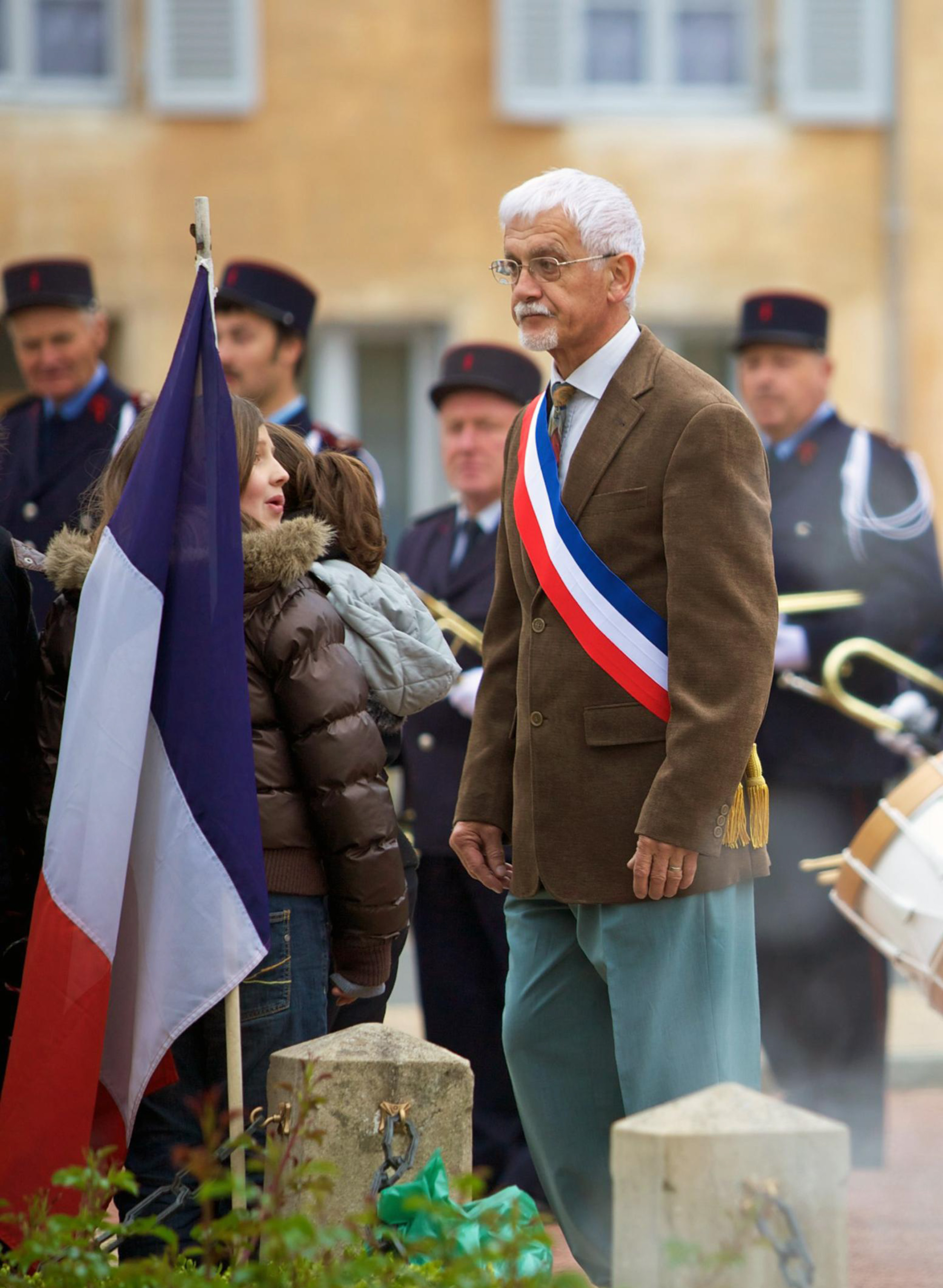
Daniel Conry, maire de 2008 à 2014, lors de la célébration des 30 ans de jumelage entre Lugny et Meckenheim (15 mai 2010).

### Budget et fiscalité

#### Fiscalité
Avant la réforme de la taxe d'habitation, 521 foyers fiscaux étaient dénombrés à Lugny, parmi lesquels 403 payaient la taxe d'habitation au titre de leur habitation principale (53 foyers étaient exonérés). Avec la réforme de la taxe d'habitation, 249 foyers ont bénéficié en 2018 de la suppression de 30 % de la taxe d'habitation tandis qu'en 2019 ce sont 249 foyers fiscaux de Lugny qui ont été concernés par la suppression de 65 % de la taxe d'habitation.
Quelque 625 avis de taxe foncière sont édités chaque année pour la commune.
En 2018, le montant total des impôts locaux pour Lugny a représenté 780 919,00 euros, contre 392 790,00 euros en 2002, soit une hausse de 98,81 %.

#### Budget
En 2021, le budget de la commune de Lugny a été le suivant (budget principal seul, la population légale en vigueur au 1er janvier de l'exercice étant de 947 habitants) :
Données 2021
| Chiffres clés                                                        | En euros  | En euros par habitant |
| -------------------------------------------------------------------- | --------- | --------------------- |
| Total des produits de fonctionnement = A                             | 1 097 000 | 1 159                 |
| Total des charges de fonctionnement = B                              | 771 000   | 814                   |
| Résultat comptable = A - B = R                                       | 326 000   | 344                   |
| Total des ressources d'investissement = C                            | 464 000   | 489                   |
| Total des emplois d'investissement = D                               | 784 000   | 827                   |
| Besoin ou capacité de financement de la section d'investissement = E | 320 000   | 338                   |
| Capacité d'autofinancement = CAF                                     | 355 000   | 375                   |
| Fonds de roulement                                                   | 376 000   | 397                   |

| Endettement                    | En euros  | euros par habitant |
| ------------------------------ | --------- | ------------------ |
| Encours de la dette au 31/12/N | 1 565 000 | 1 653              |
| Annuité de la dette            |           |                    |

Sources : Les comptes de la commune de Lugny sur le site www.impots.gouv.fr (Ministère de l'Action et des Comptes publics)
À titre de comparaison, en 2020, le budget de la commune a été le suivant (budget principal seul, la population légale en vigueur au 1er janvier de l'exercice étant de 960 habitants) :
Données 2020
| Chiffres clés                                                        | En euro   | En euros par habitant |
| -------------------------------------------------------------------- | --------- | --------------------- |
| Total des produits de fonctionnement = A                             | 1 163 000 | 1 212                 |
| Total des charges de fonctionnement = B                              | 909 000   | 947                   |
| Résultat comptable = A - B = R                                       | 255 000   | 265                   |
| Total des ressources d'investissement = C                            | 597 000   | 622                   |
| Total des emplois d'investissement = D                               | 947 000   | 987                   |
| Besoin ou capacité de financement de la section d'investissement = E | 350 000   | 364                   |
| Capacité d'autofinancement = CAF                                     | 282 000   | 294                   |
| Fonds de roulement                                                   | 545 000   | 568                   |

| Endettement                    | En euro   | euros par habitant |
| ------------------------------ | --------- | ------------------ |
| Encours de la dette au 31/12/N | 1 689 000 | 1 760              |
| Annuité de la dette            |           |                    |

Sources : Les comptes de la commune de Lugny sur le site www.impots.gouv.fr (Ministère de l'Action et des Comptes publics)
Un an plus tôt, en 2019, le budget de la commune avait été le suivant (budget principal seul, la population légale en vigueur au 1er janvier de l'exercice étant de 975 habitants) :
Données 2019
| Chiffres clés                                                        | En euros  | En euros par habitant |
| -------------------------------------------------------------------- | --------- | --------------------- |
| Total des produits de fonctionnement = A                             | 1 165 000 | 1 194                 |
| Total des charges de fonctionnement = B                              | 863 000   | 886                   |
| Résultat comptable = A - B = R                                       | 301 000   | 309                   |
| Total des ressources d'investissement = C                            | 1 007 000 | 1 033                 |
| Total des emplois d'investissement = D                               | 550 000   | 564                   |
| Besoin ou capacité de financement de la section d'investissement = E | - 457 000 | - 469                 |
| Capacité d'autofinancement = CAF                                     | 323 000   | 331                   |
| Fonds de roulement                                                   | 943 000   | 967                   |

| Endettement                    | En euros  | euros par habitant |
| ------------------------------ | --------- | ------------------ |
| Encours de la dette au 31/12/N | 1 811 000 | 1 858              |
| Annuité de la dette            |           |                    |

Sources : Les comptes de la commune de Lugny sur le site www.impots.gouv.fr (Ministère de l'Action et des Comptes publics)
Deux ans plus tôt, en 2018, le budget de la commune avait été le suivant (budget principal seul, la population légale en vigueur au 1er janvier de l'exercice étant de 984 habitants) :
Données 2018
| Chiffres clés                                                        | En euro   | En euros par habitant |
| -------------------------------------------------------------------- | --------- | --------------------- |
| Total des produits de fonctionnement = A                             | 1 189 000 | 1 208                 |
| Total des charges de fonctionnement = B                              | 1 045 000 | 1 062                 |
| Résultat comptable = A - B = R                                       | 143 000   | 146                   |
| Total des ressources d'investissement = C                            | 1 757 000 | 1 786                 |
| Total des emplois d'investissement = D                               | 897 000   | 912                   |
| Besoin ou capacité de financement de la section d'investissement = E | - 860 000 | - 874                 |
| Capacité d'autofinancement = CAF                                     | 152 000   | 155                   |
| Fonds de roulement                                                   | 288 000   | 293                   |

| Endettement                    | En euro   | euros par habitant |
| ------------------------------ | --------- | ------------------ |
| Encours de la dette au 31/12/N | 1 096 000 | 1 114              |
| Annuité de la dette            |           |                    |

Sources : Les comptes de la commune de Lugny sur le site www.impots.gouv.fr (Ministère de l'Action et des Comptes publics)

### Intercommunalité et canton

#### Intercommunalité
Lugny, qui fut siège de communauté de communes de 1993 à 2016, relève depuis le 1er janvier 2017 de la communauté de communes du Mâconnais-Tournugeois (siège à Tournus), à la suite de la mise en place du nouveau schéma départemental de coopération intercommunale (cette nouvelle communauté résulte de la fusion de deux communautés de communes : la communauté de communes du Tournugeois qui regroupait douze communes du Tournugeois et la communauté de communes du Mâconnais-Val-de-Saône qui regroupait douze communes du Haut-Mâconnais).
Cette communauté de communes est gérée par un conseil communautaire composé de quarante et un membres représentant chacune des communes adhérentes (et élus pour une durée de six ans), conseil au sein duquel Lugny, à l'instar de Clessé, Montbellet, Uchizy et Viré, est représenté par deux délégués (les autres communes de l'intercommunalité disposant d'un seul représentant, exception faite de la ville de Tournus qui en totalise treize).
Depuis 2020 (et jusqu'en 2026), les délégués représentant Lugny au sein de ce conseil communautaire sont :
- Guy Galéa (maire, 5e vice-président chargé de l'équipement, de l'assainissement et de la GEMAPI) ;
- Philippe Gourland (adjoint au maire).

#### Canton
Lugny, commune qui avait été érigée en chef-lieu de canton en 1790, appartient depuis 2015 au canton d'Hurigny, à la suite du nouveau découpage territorial de Saône-et-Loire entré en vigueur à l'occasion des élections départementales de 2015 (découpage défini par le décret du 18 février 2014, en application des lois du 17 mai 2013).
Le canton d'Hurigny, tel qu'il se présente depuis cette réforme, est constitué de communes qui appartenaient auparavant à trois anciens cantons : le canton de Lugny (14 communes), le canton de Mâcon-Nord (12 communes) et le canton de Mâcon-Sud (2 communes).

### Jumelage
Meckenheim (Rhénanie-Palatinat) (Allemagne)

Blason de Meckenheim.

Depuis le 17 mai 1980, Lugny est officiellement jumelée avec Meckenheim, localité allemande de Rhénanie-Palatinat (verbandsgemeinde de Deidesheim, dans le landkreis de Bad Dürkheim) avec laquelle les échanges sont réguliers et chaleureux.
| \| Meckenheim Lugny (Saône-et-Loire) \| Localisation de Lugny et de Meckenheim, communes jumelées. |
| Meckenheim Lugny (Saône-et-Loire)                                                                  |

Ce jumelage, de nos jours piloté par une association dénommée comité de jumelage Lugny-Meckenheim en partenariat avec la municipalité, a pour origine les contacts que nouèrent au milieu des années 1960 messieurs Paul Margarit et Otto Keller – respectivement maires de Lugny et de Meckenheim – dans le cadre de l’action que conduisait alors l’amicale Bourgogne-Rhénanie-Palatinat, association fondée en février 1957 – soit moins d'un an après le jumelage de Mâcon avec la ville de Neustadt an der Weinstraße – pour rapprocher les habitants des deux régions. Découlèrent de ces contacts un certain nombre d'échanges organisés entre 1968 et 1979 – cinq en République fédérale d'Allemagne et deux en France – et, le 17 mai 1980, la signature d'une charte de jumelage, événement qui se déroula à Lugny en présence de messieurs Louis Cotessat et Walter Braun, maires des deux localités : « Les villes de Lugny et de Meckenheim décident de conclure un jumelage. Elles veulent par là consolider l'amitié franco-allemande, rapprocher les peuples par delà des frontières, échanger leurs connaissances, rapprocher les jeunes et mettre sur pied des échanges culturels. Les corps représentatifs et l'administration des deux villes s'engagent à conjuguer leurs efforts pour atteindre les objectifs de ce jumelage. » Lugny figure ainsi parmi les quinze premières communes de Saône-et-Loire à avoir établi – puis officialisé – des liens d'amitié avec une localité étrangère.

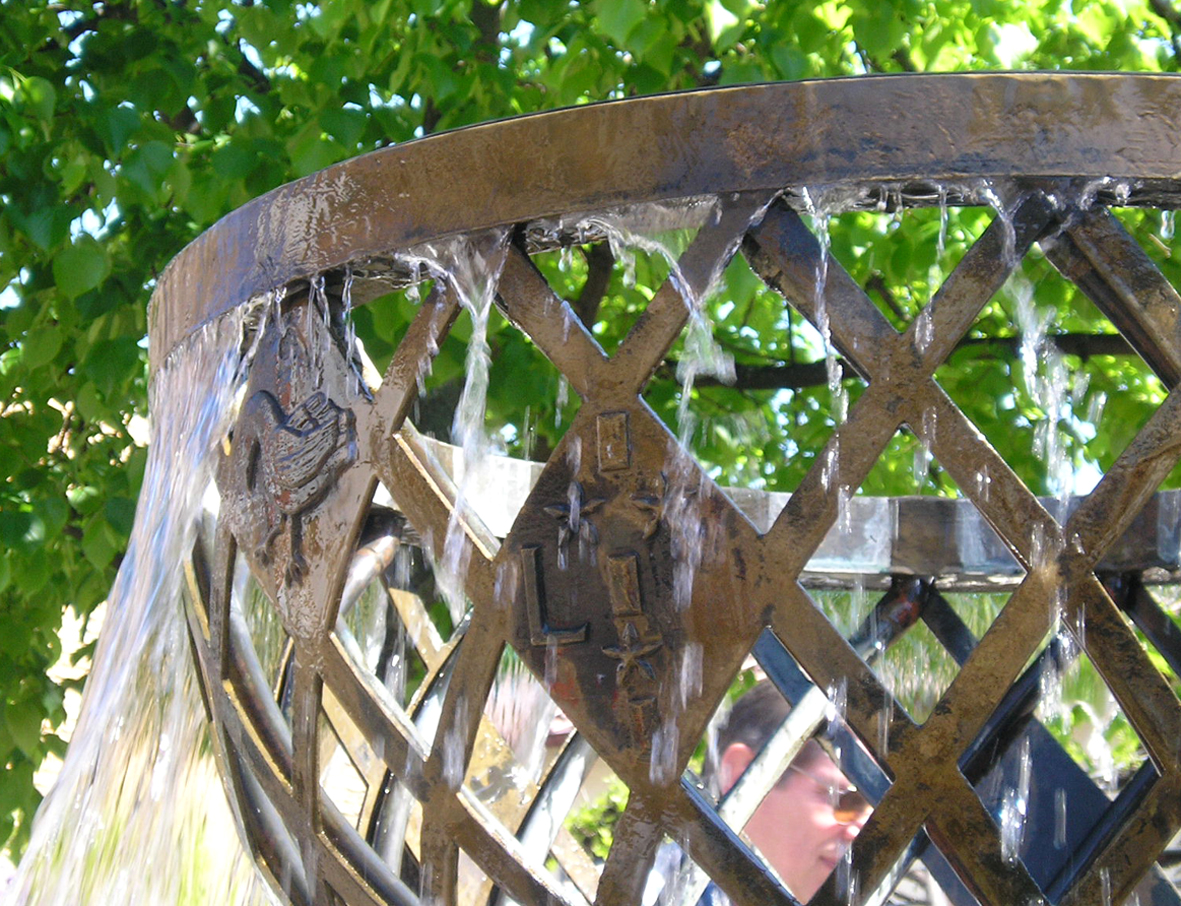
Détail de la fontaine inaugurée à Meckenheim en 1991 pour célébrer le jumelage avec Lugny.

1968 : les élèves des classes de quatrième et de troisième du collège de Lugny visitent Heidelberg (s’il s’agit du premier échange effectué par Lugny, les premiers contacts avec l’Allemagne remontent toutefois à 1963, dans le contexte du rapprochement entre la Bourgogne et la Rhénanie-Palatinat). 1978 : la municipalité de Lugny est reçue à Meckenheim, messieurs Louis Cotessat et Otto Keller étant respectivement maires de Lugny et de Meckenheim. 1979 : l’équipe de football de Lugny est reçue à Meckenheim ; l’échange donne lieu à plusieurs rencontres amicales disputées par les sportifs des deux localités. 1980 : Lugny reçoit Meckenheim et une charte de jumelage est officiellement signée entre les deux communes. 1981 : Lugny rend visite à Meckenheim ; à l’entrée de la localité allemande, un panneau a été planté pour promouvoir le jumelage signé un an plus tôt entre les communes bourguignonne et palatine. 1982 : les sapeurs-pompiers de Lugny reçoivent leurs homologues allemands de Meckenheim. 1983 : à leur tour, les pompiers de Lugny rendent visite à leurs collègues pompiers de Meckenheim. 1985 : les Allemands sont reçus à Lugny ; coïncidant avec l’inauguration du stade Saint-Pierre, cet échange concerne essentiellement les jeunes sportifs des deux localités, donnant lieu à plusieurs rencontres sportives. 1986 : un petit groupe de cyclistes de Meckenheim se rend à Lugny à vélo (dix ans plus tard, en mai 1996, pour fêter leur « exploit », ces mêmes cyclistes feront de nouveau le déplacement à Lugny). 1991 : Lugny étant reçue en Allemagne, une fontaine est inaugurée au cœur de Meckenheim pour célébrer le jumelage entre les deux villages (sur une plaque a été gravé le texte suivant : « Fontaine dédiée aux maires et fondateurs du jumelage franco-allemand entre Meckenheim (Palatinat) et Lugny (Bourgogne) construite sur la place du village en 1991 à la mémoire d'une Europe unie et pacifique. »). 1996 : Lugny reçoit la visite des conseillers municipaux de Meckenheim, Eugen Braun et Guy Berthaud étant respectivement maires de Meckenheim et de Lugny. 1997 : les conseillers municipaux de Lugny rendent visite à leurs homologues de Meckenheim ; une amicale « Meckenheim-Lugny » vouée à la promotion du jumelage entre les deux localités est officiellement créée et une « Lugny-Allee » inaugurée. 1998 : les élèves de l’école primaire « Marcel Pagnol » de Lugny rendent visite à leurs camarades allemands de Meckenheim (les échanges entre les deux écoles ont toutefois débuté en 1992). 2000 : les vingt ans du jumelage donnent lieu, à Meckenheim, à un échange entre les écoles primaires des deux villages. 2000 : la municipalité de Meckenheim est invitée à Lugny à l’occasion des « Vendanges du Siècle », spectacle son et lumière monté à l’initiative de la cave coopérative de Lugny. 2001 : Lugny est reçue à Meckenheim pour la « Gasselkerwe », la traditionnelle fête annelle au cours de laquelle Meckenheim s’anime, les producteurs de vin ouvrant leurs portes et faisant déguster. 2002 : échange entre les deux écoles primaires, Lugny se rendant à Meckenheim. 2003 : nouvel échange entre les deux écoles primaires, Meckenheim étant reçue à Lugny. 2005 : Meckenheim reçoit Lugny pour célébrer les vingt-cinq ans du jumelage ; l’événement donne notamment lieu à une soirée organisée pour célébrer l'anniversaire de plusieurs sociétés et les vingt-cinq ans du jumelage. 2006 : les vingt-cinq ans du jumelage sont fêtés à Lugny ; l’échange coïncide avec la Saint-Vincent cantonale, traditionnelle fête des vignerons organisée cette année-là à Lugny, et donne lieu à l’inauguration d’une « rue de Meckenheim ». 7 mars 2020 : les quarante ans du jumelage sont fêtés à Lugny.
Lugny-Meckenheim : eine lebendige Partnerschaft !

## Population et société

### Démographie
Lugny est une commune qui, au 1er janvier 2022, totalisait 943 habitants :
- 859 habitants pour la seule population municipale ;
- 84 habitants pour la population comptée à part.

Historiquement, la paroisse de Lugny totalisait cinq cents communiants en 1675 et cent quatre-vingts « feux cotisables » dix ans plus tard, en 1685. Le « Dénombrement du Duché de Bourgogne et pays adjacens, et des provinces de Bresse et Dombes, Bugey et Gex » que fit réaliser peu avant la Révolution française Antoine-Jean Amelot de Chaillou, intendant de Bourgogne, indique que la population de la paroisse s'élevait un siècle plus tard, en 1786 à huit cent quatre-vingt-six âmes. Au XIXe siècle, la population de Lugny ne cessa de croître et finit par atteindre mille trois cent soixante-huit habitants en 1872.
L'évolution du nombre d'habitants est connue à travers les recensements de la population effectués dans la commune depuis 1793. Pour les communes de moins de 10 000 habitants, une enquête de recensement portant sur toute la population est réalisée tous les cinq ans, les populations de référence des années intermédiaires étant quant à elles estimées par interpolation ou extrapolation. Pour la commune, le premier recensement exhaustif entrant dans le cadre du nouveau dispositif a été réalisé en 2008.

En 2022, la commune comptait 848 habitants, en évolution de −4,29 % par rapport à 2016 (Saône-et-Loire : −1,06 %, France hors Mayotte : +2,11 %).
| 1793  | 1800  | 1806  | 1821  | 1831  | 1836  | 1841  | 1846  | 1851  |
| ----- | ----- | ----- | ----- | ----- | ----- | ----- | ----- | ----- |
| 1 004 | 1 133 | 1 146 | 1 117 | 1 145 | 1 169 | 1 247 | 1 249 | 1 280 |

| 1856  | 1861  | 1866  | 1872  | 1876  | 1881  | 1886  | 1891  | 1896  |
| ----- | ----- | ----- | ----- | ----- | ----- | ----- | ----- | ----- |
| 1 250 | 1 302 | 1 330 | 1 368 | 1 304 | 1 280 | 1 170 | 1 097 | 1 027 |

| 1901  | 1906  | 1911  | 1921 | 1926 | 1931 | 1936 | 1946 | 1954 |
| ----- | ----- | ----- | ---- | ---- | ---- | ---- | ---- | ---- |
| 1 082 | 1 067 | 1 002 | 862  | 772  | 803  | 775  | 846  | 878  |

| 1962 | 1968 | 1975 | 1982 | 1990 | 1999 | 2006 | 2008 | 2013 |
| ---- | ---- | ---- | ---- | ---- | ---- | ---- | ---- | ---- |
| 749  | 716  | 734  | 725  | 728  | 798  | 888  | 914  | 894  |

| 2018 | 2022 | - | - | - | - | - | - | - |
| ---- | ---- | - | - | - | - | - | - | - |
| 863  | 848  | - | - | - | - | - | - | - |

## Équipements et services publics

### Enseignement

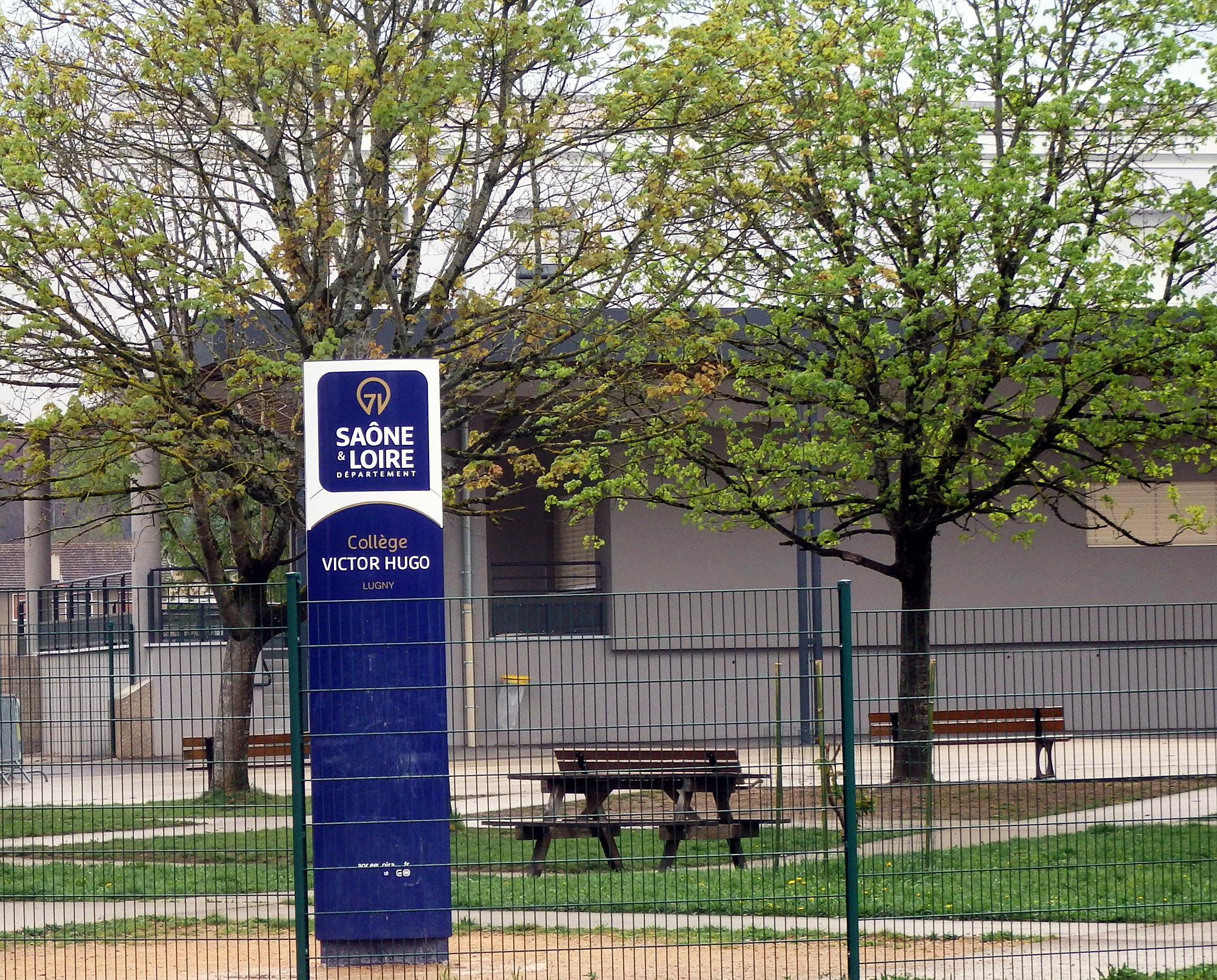
Le collège public Victor-Hugo de Lugny, entré en service en 1977 et dont la carte scolaire s'étend à 19 communes.

Lugny dispose de quatre structures éducatives :
- le groupe scolaire public « Marcel-Pagnol » (écoles maternelle, élémentaire et primaire) composé de quatre classes à la rentrée de septembre 2024 (CM1/CM2 ; CE1/CE2 ; grande section de maternelle et cours préparatoire ; petite et moyenne sections de maternelle), avec cantine scolaire et garderie périscolaire (rue de l'Abreuvoir et place de l'Église) ;
- les écoles maternelle et primaire privées, avec internat, du groupe scolaire « La Source » (rue de la Folie) ;
- le collège public « Victor-Hugo » (rue de la Folie), établissement dont la carte scolaire s'étend à 19 communes ;
- le collège privé, avec internat, du groupe scolaire « La Source » (rue du Château).

Les effectifs de ces quatre structures pour l'année scolaire 2022-2023 ont été de 737 élèves, répartis comme suit : 
- 85 élèves pour le groupe scolaire public « Marcel-Pagnol » ;
- 44 élèves pour les écoles maternelle et primaire privées « La Source » ;
- 524 élèves pour le collège public « Victor-Hugo » ;
- 84 élèves pour le collège privé « La Source ».

Une maison d'assistantes maternelles (MAM) d’inspiration Montessori (« Le Cocon Montessori ») a ouvert ses portes en novembre 2020 au hameau de Vermillat, structure dont bénéficient treize enfants pris en charge par trois assistantes maternelles (chiffres pour 2024-2025).

### Santé
Une dizaine de praticiens sont regroupés dans la maison médicale pluridisciplinaire entrée en service en 2015.
Un cabinet de soins infirmiers est en outre installé au sein même de la maison médicale pluridisciplinaire (effectuant des permanences au cabinet).
Sont également disponibles à Lugny[Quand ?] :
- un pharmacien ;
- un chirurgien-dentiste ;
- un masseur-kinésithérapeute ;
- une psychomotricienne ;
- une naturopathe ;
- une antenne d'Amaelles Saône-et-Loire, association destinée aux soins à la personne et aux services à domicile (qui a succédé à l'ASSAD de Mâcon) ;
- un praticien en médecine holistique (magnétiseur) ;
- un hypnothérapeute et spécialiste reiki.

### Sécurité et secours

#### Gendarmerie

Lugny est le siège d'une caserne de gendarmerie (liée depuis 2001 à celles de Tournus et de Saint-Gengoux-le-National, à la suite de la mise en place des « communautés de brigades »).

#### Sapeurs-pompiers

Lugny dispose d'un centre d'incendie et de secours, relevant de la compagnie de Tournus et placé depuis 2023 sous les ordres du lieutenant Simon Courbet.
Fin 2024, ce centre disposait d'un effectif de 26 pompiers volontaires, le nombre d'interventions réalisées au cours de l'année 2024 s'élevant à environ 200 (réparties entre secours aux victimes, interventions de l'infirmier, feux et renforts en personnels).
Le secteur d'intervention de ce centre, qui s'étendit longtemps sur six communes du Haut-Mâconnais (Lugny, Saint-Gengoux-de-Scissé, Bissy-la-Mâconnaise, Cruzille, Grevilly et Burgy), a été modifié en juin 2023 pour englober une partie des communes de Viré et de Montbellet.
Ce centre, en collaboration avec celui d'Azé, abrite une section de jeunes sapeurs-pompiers (JSP) regroupant en 2024 plus de 20 jeunes se formant aux métiers du secours et de la sécurité civile.

#### Vidéoprotection
Début 2024, la commune de Lugny s'est dotée d'un dispositif de vidéoprotection (31 caméras) filmant la voie publique et les lieux ouverts au public.

## Vie locale

### Téléphonie et internet
Lugny, commune dont le territoire est desservi depuis 2005 par l'internet haut débit, bénéficie en outre depuis 2006 d'une couverture de qualité optimale en ce qui concerne la téléphonie mobile (avec le réseau H+/4G/5G pour l'internet mobile). Lugny est par ailleurs desservi par la fibre optique depuis 2023.[réf. nécessaire]

### Bibliothèque
Deux « caves à livres » sont par ailleurs installées face à la mairie, sous les platanes de la place du Pâquier, ainsi qu'une troisième au hameau de Fissy (au Quart-Martin).

### Sports
Lugny dispose d'un complexe sportif adapté à la pratique de l'activité physique, consistant en un stade, un gymnase (opérationnel en 1978), un dojo (entré en service en 2000) et une piste d’athlétisme (installations situées rue de la Folie et jouxtant le collège public). Un second terrain de football est implanté au sommet de la colline Saint-Pierre, utilisé par les sportifs du club de football « Viré-Lugny Haut-Mâconnais » (VLHM) qui évolue en 2e division du district du pays Saônois (12e division nationale) et totalisait 160 licences (29 dirigeants et 131 joueurs) à la rentrée 2023.
Lugny, qui dispose d'un dojo (baptisé « Philippe Pradeyrol »), possède également :
- un club de judo réputé fondé en 1977, l'association sportive Lugny Judo Ju Jitsu (140 adhérents environ en 2024, comme en 2023), proposant, outre le judo, RMC (renforcement musculaire et cardio en musique), cardio-training et salle de musculation ;
- une école de sabre, antenne de l'association Tenshin Shoden Katori Shinto Ryu Bourgogne-Franche-Comté (Belfort) centrée sur la pratique du iaidō (art martial japonais).

Lugny s'est dotée en 2017 d'une association vouée à la pratique de la pétanque : Pétanque Loisir Lugnysoise (terrains et cabanon mis à disposition par la commune en lisière de la gare routière des Nièvres).
En 1987, le village a accueilli le championnat de France de cyclisme sur route qui a vu gagner vainqueur Marc Madiot chez les coureurs professionnels et Jeannie Longo chez les dames. Le 27 juillet 1991, Lugny devient le point de départ de la 21e et avant-dernière étape du Tour de France 1991 (ligne de départ aux abords de la Cave de Lugny) ; le vainqueur fut l'Espagnol Miguel Indurain en couvrant les 57 kilomètres séparant Lugny de Mâcon en 1h 11 minutes et 45 secondes.[réf. nécessaire]

La 6e étape du Tour de France 2007, qui s'est courue entre Semur-en-Auxois et Bourg-en-Bresse, est passée par Lugny. Le lendemain, le 14 juillet 2007, Jeannie Longo remporte le soixantième Prix cycliste de Lugny, épreuve exceptionnellement réservée aux féminines.

### Cultes

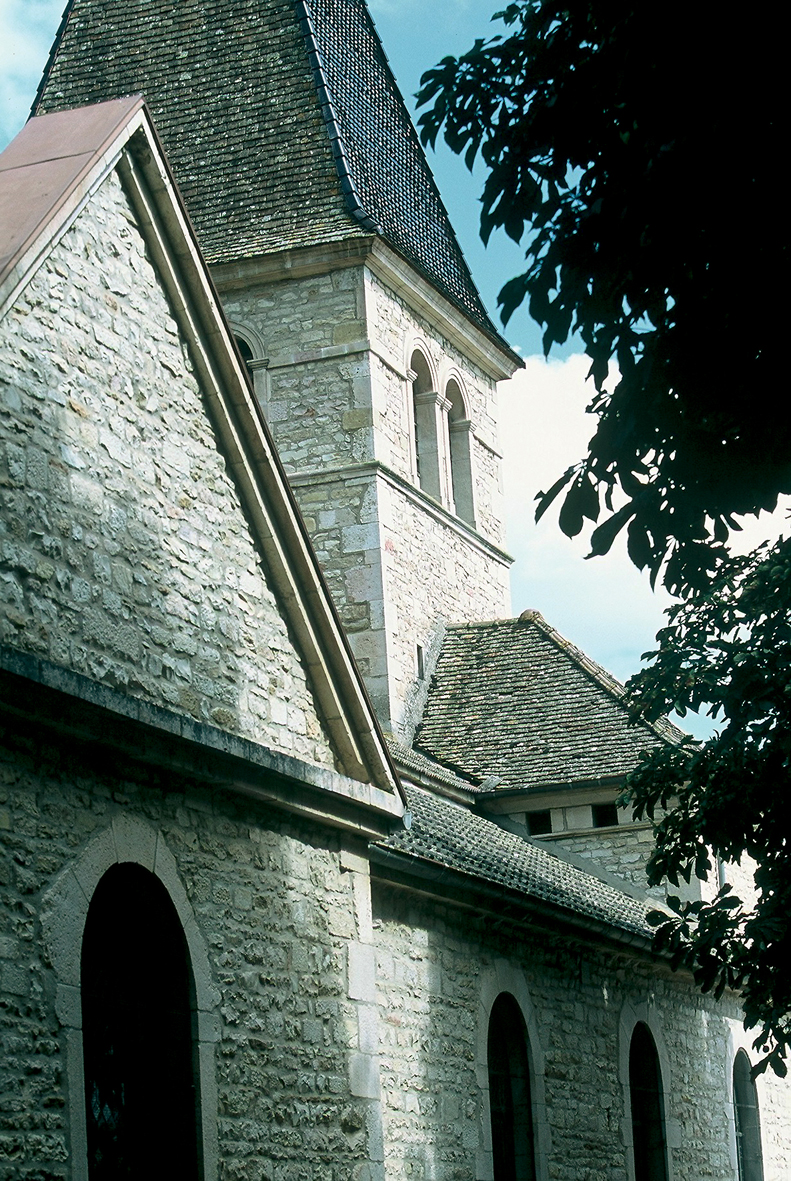
Un édifice bâti dans le style néo-classique : l'église Saint-Denis de Lugny.

Lugny est le siège de l'une des sept paroisses composant le doyenné du Mâconnais (doyenné relevant du diocèse d'Autun, Chalon et Mâcon) : la paroisse Notre-Dame-des-Coteaux en Mâconnais, paroisse qui regroupe la plupart des villages du Haut-Mâconnais. En 2023, en matière de sacrements, l'activité de cette paroisse s'est répartie comme suit : 39 baptêmes, 5 premières communions, 2 confirmations, 11 mariages et 51 funérailles.
En 1984, la cure a quitté le château de Lugny – où celle-ci se trouvait depuis les premières années du XXe siècle – pour s'installer au no 56 de la rue du Pont, dans un bâtiment ayant abrité jusqu’au milieu du siècle dernier des religieuses garde-malades appartenant à la congrégation des sœurs de la Présentation de Marie de Châtel (religieuses qui, bénévolement, prodiguaient des soins aux malades de la commune).

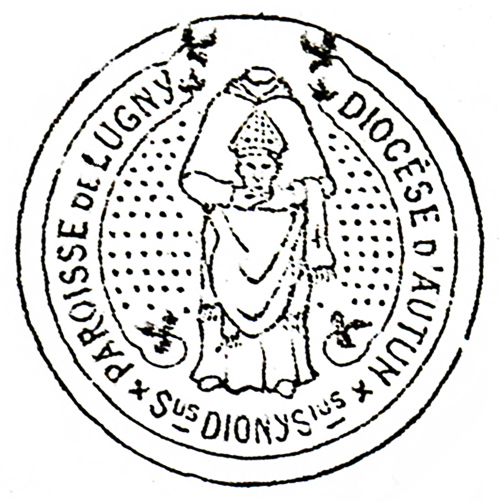
Saint Denis, patron de Lugny, d'après le tampon jadis utilisé par la paroisse.

L'église de Lugny, construite entre 1824 et 1826 là où s'élevait autrefois l'église romane construite au Moyen Âge, est, comme l'ancienne, placée sous le vocable de saint Denis, patron de Lugny, saint ayant donné son nom à l'un des quartiers du bourg. Son clocher abrite deux cloches fondues dans la première moitié du XIXe siècle, la plus ancienne pesant une tonne et datant de 1825. Parmi les objets ayant été conservés de l’ancienne église romane figurent notamment – outre le retable intitulé « Le Christ et les Apôtres » de style flamboyant (1528) classé au titre des Monuments historiques en 1903 – les fonts baptismaux, qui paraissent remonter au XIVe siècle. Dans l'avant-nef trône une plaque de marbre que le sculpteur Albert Libeau, futur chef de l'atelier de restauration des marbres du musée du Louvre, façonna à la demande de la paroisse pour rendre hommage aux Lugnisois morts au champ d'honneur au cours de la Première Guerre mondiale. Une Vierge à l'Enfant en bois du XVIIIe siècle est exposée dans la chapelle du Saint-Sacrement.

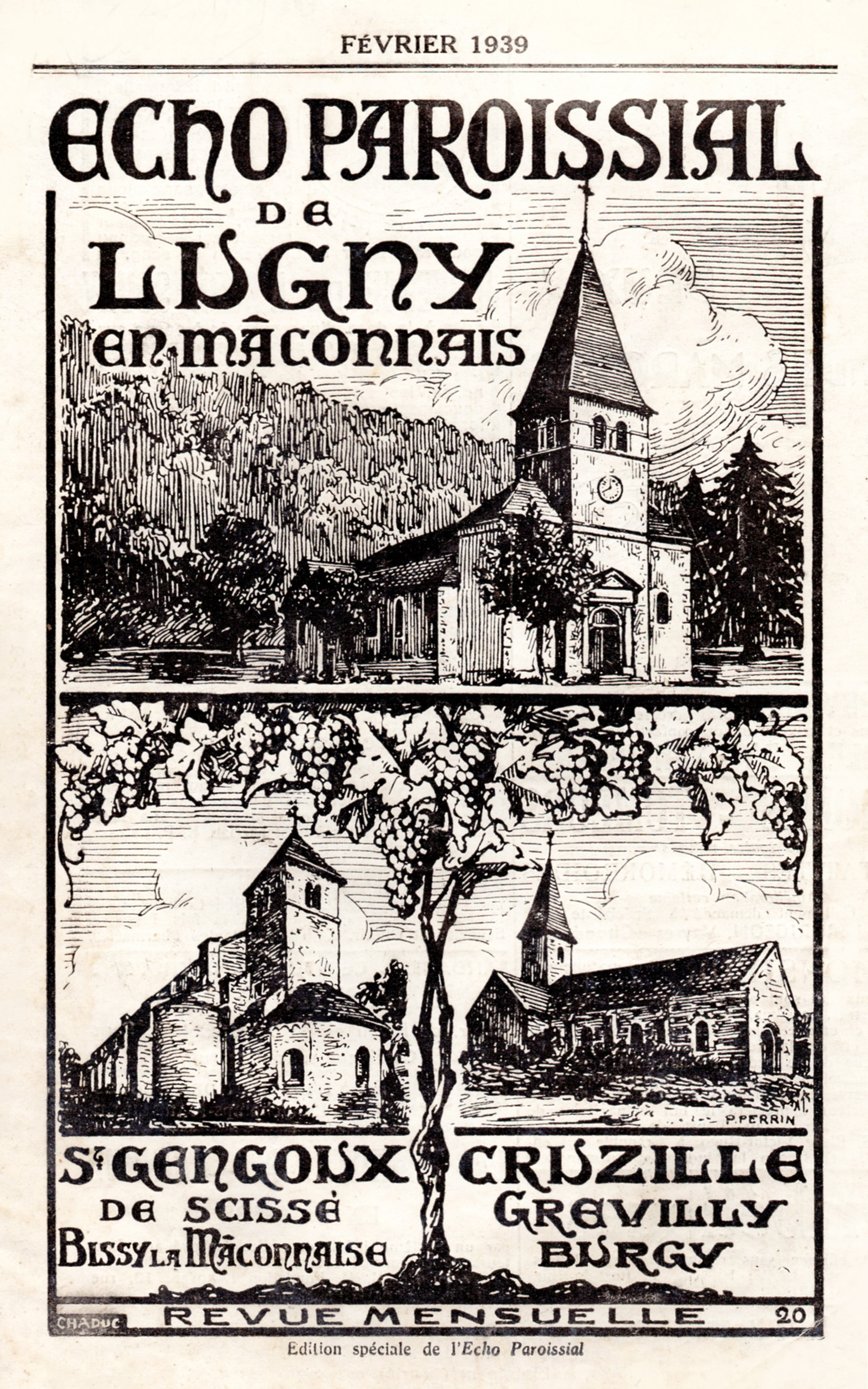

D'un point de vue pastoral, Lugny fut le lieu d'une expérience sans équivalent : avoir vu naître et se développer une communauté mêlant prêtres et laïcs, fondée avant-guerre à l'initiative de l'abbé Joseph Robert (1898-1987), nommé curé-archiprêtre de Lugny en 1935. À cette communauté – qui ne disparut que dans les années 1980 – appartinrent notamment les prêtres suivants (par ordre alphabétique) : Aimé Berkane (1911-1963), Honoré Berthillot (1913-1994), Jean Carimantran (1933-2015), Paul Clair (1914-1995), Georges Dufour (1924-2018), Paul Durix (1901-1987), Gabriel Duru (1923-1994), Jean Dury (1913-1989), Pierre Fromageot (né en 1939), Jean Hermann (1923-2014), Robert Pléty (1921-2011) et Germain Signerat (1919-2005).
Dans les années soixante-dix, avec l'aval de Armand-François Le Bourgeois, évêque d'Autun, y fut lancée une expérience consistant à développer une pastorale d'accueil pour les sacrements de baptême, de mariage et pour les divorcés. Du fait de l'intervention des médias en 1974, cette pastorale prit pour nom l'expérience de Lugny.
Lugny présente une particularité singulière : le fait de posséder deux cimetières, l'un étant situé à l'est du bourg, au hameau de La Garenne, l'autre au sommet du coteau dominant le hameau de Fissy (à l'est du hameau, lieux-dits Aux Chapuys et Aux Petites Teppes).

### Médias

#### Journal municipal
La commune de Lugny édite chaque année, depuis 1983, un bulletin municipal, diffusé en janvier.

#### Journal local (quotidien)
Le Journal de Saône-et-Loire est un quotidien régional français diffusé en Saône-et-Loire, dont le siège se trouve à Chalon-sur-Saône. Les abonnés et les acheteurs réguliers de ce journal demeurant sur le territoire de Lugny et du Haut-Mâconnais reçoivent l'édition de Mâcon.

### Manifestations culturelles et festivités
Nombreuses, les associations de Lugny organisent tout au long de l’année des manifestations attrayantes.
Elles s'associent notamment, en lien avec la municipalité, pour animer le 14 juillet (cérémonie suivie d'une retraite aux flambeaux, d'un feu d'artifice et d'un bal populaire) et, chaque 8 décembre au soir depuis 1983, la fête dite « des illuminations » ou « des lumières » (fête d'origine religieuse qui consiste à illuminer les maisons à l'aide de bougies placées notamment sur le bord des fenêtres et, de plus en plus, de guirlandes électriques).
Chaque année en mai, la Cave de Lugny organise son traditionnel prix des Charmes (14e édition en 2018), manifestation qui repose sur une exposition rassemblant de nombreux artistes (sur le thème de la vigne et du vin), sur une visite de ses installations et une dégustation de ses cuvées.
Tous les ans depuis 2007, Lugny, grâce à l'association Lugny Patrimoine, participe à la mi-septembre aux Journées européennes du patrimoine, organisant des visites de son église et du quartier du château ainsi que de la chapelle Notre-Dame-de-Pitié de Fissy. Lugny participe également chaque été à la « Nuit des églises ».
Chaque année en décembre, à l'occasion des fêtes de Noël, l'UCAL (Union commerciale et artisanale de Lugny, fondée en avril 1986) organise sa traditionnelle quinzaine commerciale.
Chaque année en mars, l'association locale de pêcheurs Les Amis de la Bourbonne organise une fête pour l'ouverture de la truite. Chaque année en mai, Les Amis de la Bourbonne organisent la fête de la pêche des enfants qui connaissent alors le plaisir de s'initier à la pêche à la suite d'un lâcher de truites dans un espace confiné créé dans la rivière pour l'occasion.

### Développement durable
Déchetteries intercommunales à Péronne et Tournus.
Points d'apport volontaire (PAV) destinés à la collecte du verre implantés impasse du Terrillot, chemin de la Prairie, rue de Saint-Pierre et route de Macheron.
Aire de collecte et d'entreposage du Creux à la Reine (autrefois « décharge de Macheron »), destinée aux déchets d'élagage, de taille, de jardins potagers ou d'agrément, ainsi qu'aux gravats inertes.
Composteur avec un container à broyats à disposition aux abords de la caserne des sapeurs-pompiers.
Point de collecte de piles et de cartouches d'imprimante usagées (hall de la mairie).
Bornes de recharge pour véhicules électriques :
- place du Pâquier, face à la mairie (2 places) ;
- sur le parking du magasin de vente de la Cave de Lugny (Collongette) ;
- sur l'esplanade Eugène-Blanc, à proximité du restaurant « Le Bistrot Saint-Pierre ».

Bornes Le Relais de type « colonne » destinées à la collecte des textiles, du linge de maison et des chaussures (impasse du Terrillot).
Aire de service municipale gratuite pour camping-cars, avec espace vidange eaux grises et eaux noires (rue du Tinailler).

## Économie

### Commerces
Lugny est une commune qui, en son centre-ville, dispose d'un grand nombre de commerces. Lugny possède de surcroît un artisanat varié.
Chef-lieu de canton jusqu'en 2015, Lugny dispose en outre d'administrations et de services répondant à un grand nombre de besoins.

### Viticulture

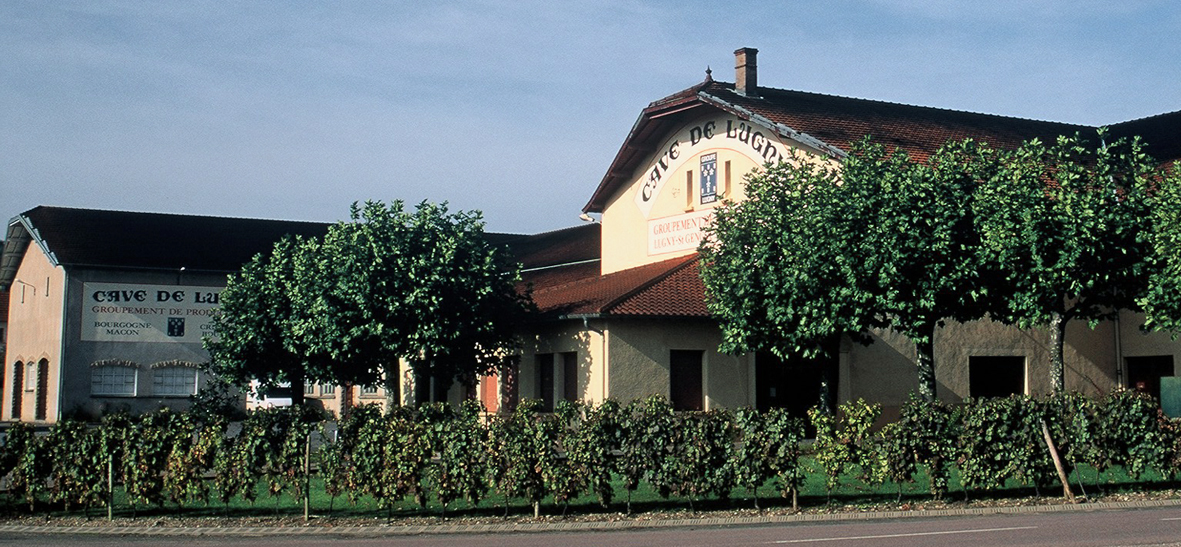
Vue générale des plus anciens bâtiments de la cave coopérative de Lugny (en 2004).

La vie économique de Lugny, village appartenant au vignoble du Mâconnais, repose en grande partie sur la viticulture ; un peu plus du quart du territoire de la commune – trois cent soixante-trois hectares très exactement – est d'ailleurs planté en vigne. Y sont cultivés trois cépages : le chardonnay donnant les vins blancs et constituant la majeure partie de l'encépagement, le gamay produisant le mâcon rouge et le pinot noir, cépage des vins de l'appellation Bourgogne.
Lugny est ainsi le cœur de l'appellation d'origine contrôlée « Mâcon-Lugny », qui est l'une des 27 dénominations géographiques complémentaires de l’appellation régionale « Mâcon » (appellation totalisant 484 hectares pour une récolte annuelle de 4,1 millions de bouteilles, dont l'aire délimitée est comprise, depuis un décret de 2005, à l’intérieur des communes de Lugny, Bissy-la-Mâconnaise, Saint-Gengoux-de-Scissé et Cruzille pour partie).

Les vignobles du Mâconnais.

Les vignes de Lugny, déjà réputées au XVIIIe siècle où l'on considérait comme « fins » les vins des Crêts, de la Grande Vigne et de Saint Pierre, furent à la fin du siècle suivant décimées par le phylloxéra, petit insecte qui, en sept ans, de 1880 à 1887, détruisit les cinq cents hectares de vignoble de la commune. La vigne, une fois reconstituée grâce à des porte-greffes américains, redevint toutefois rapidement la principale activité des Lugnisois et le vignoble de Lugny ne comptait pas moins de deux cent cinquante hectares en 1935 – dont une trentaine en vignes nouvellement plantées ne produisant pas encore de vendange.

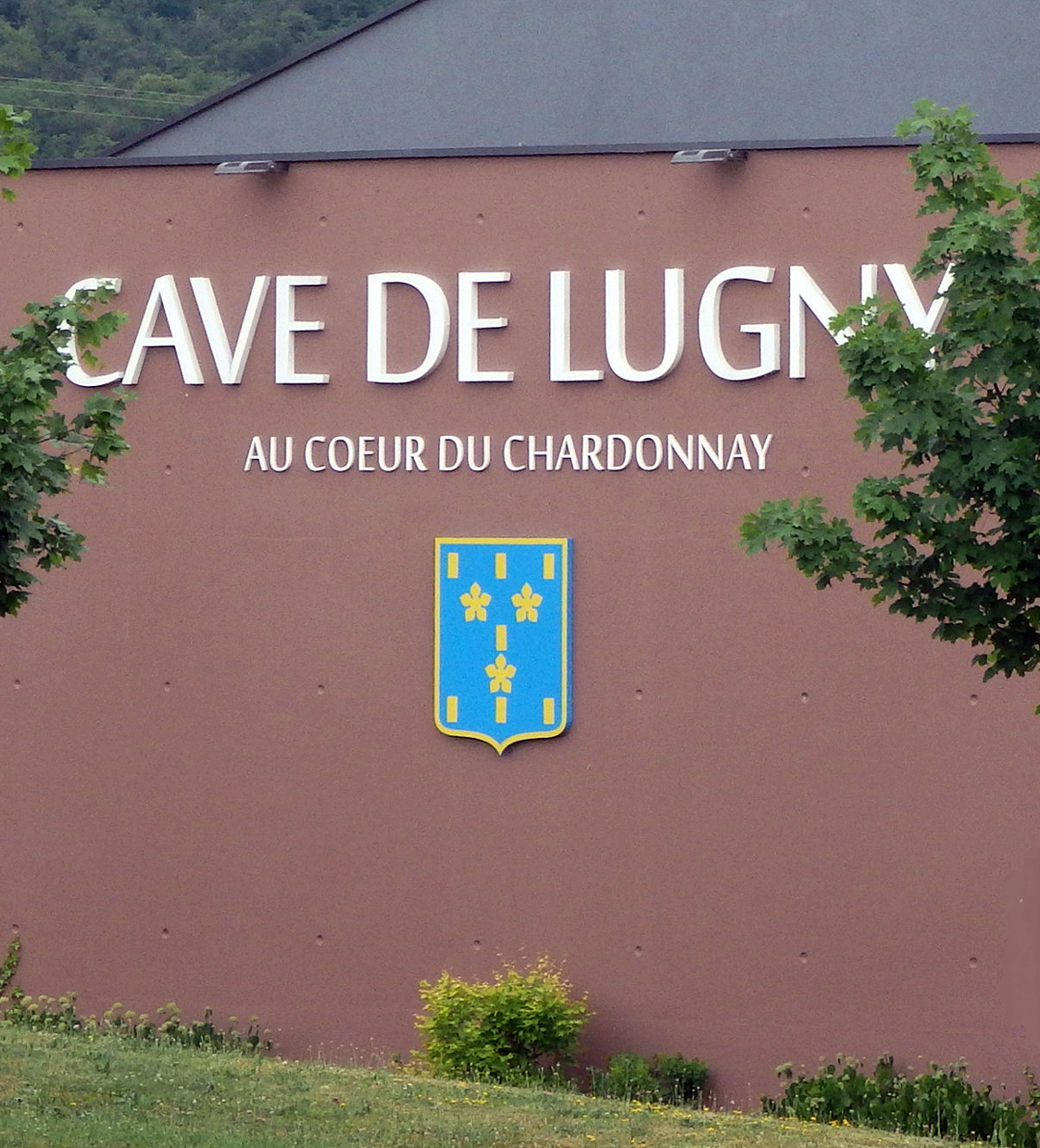

Construite en lisière du hameau de Collongette et entrée en service pour les vendanges de 1927, la coopérative vinicole de Lugny, deuxième cave coopérative fondée en Mâconnais (après celle de Saint-Gengoux-de-Scissé), fruit d’efforts constants de la part de viticulteurs entreprenants et prévoyants, a sans cesse été agrandie et modernisée. Par souci de qualité, on l'a toujours dotée d'un matériel des plus perfectionnés. Capable de stocker 8 000 hectolitres de vin à sa création, elle atteignait une capacité de 24 000 hectolitres à la veille de la Seconde Guerre mondiale. Eugène Blanc, son président fondateur, la dirigea de 1927 à 1959. Jumelée depuis 1966 avec sa voisine de Saint-Gengoux-de-Scissé, elle a absorbé en 1994 la cave coopérative de Chardonnay. S'appuyant sur trois chais destinés à la vinification et à l'élevage des vins, la cave coopérative de Lugny est aujourd’hui la plus importante de Bourgogne et l’une des toutes premières de France en vins d'appellation d'origine contrôlée avec, en 2024, un total de 1 237 hectares exploités par 191 exploitations réparties sur le territoire de 26 communes (dont 1 100 plantés en chardonnay), une récolte de 84 500 hectolitres (vendanges 2023), 20 appellations produites et environ 6,5 millions de bouteilles commercialisées chaque année (37,3 millions d'euros de chiffre d'affaires en 2022). La Cave de Lugny occupe ainsi, depuis plusieurs années, la première place au classement des producteurs de vin de Bourgogne (6 % environ). On y produit des vins blancs et rouges renommés, la production se répartissant en 2021 à raison de 80 % de vin blanc issu du cépage chardonnay, 18 % de crémant de Bourgogne et 2 % de bourgogne rouge, mâcon rouge et bourgogne aligoté. En ce qui concerne le vin blanc, le mâcon-lugny « Les Charmes », cuvée existant depuis le milieu des années 1960 et tirant son nom du plateau du même nom, est le fleuron du groupement. On y produit aussi, depuis 1975, du crémant de Bourgogne, vin effervescent élaboré selon la méthode traditionnelle (un million de bouteilles commercialisées chaque année, ce qui fait de la Cave le premier producteur-élaborateur de crémant en Bourgogne).

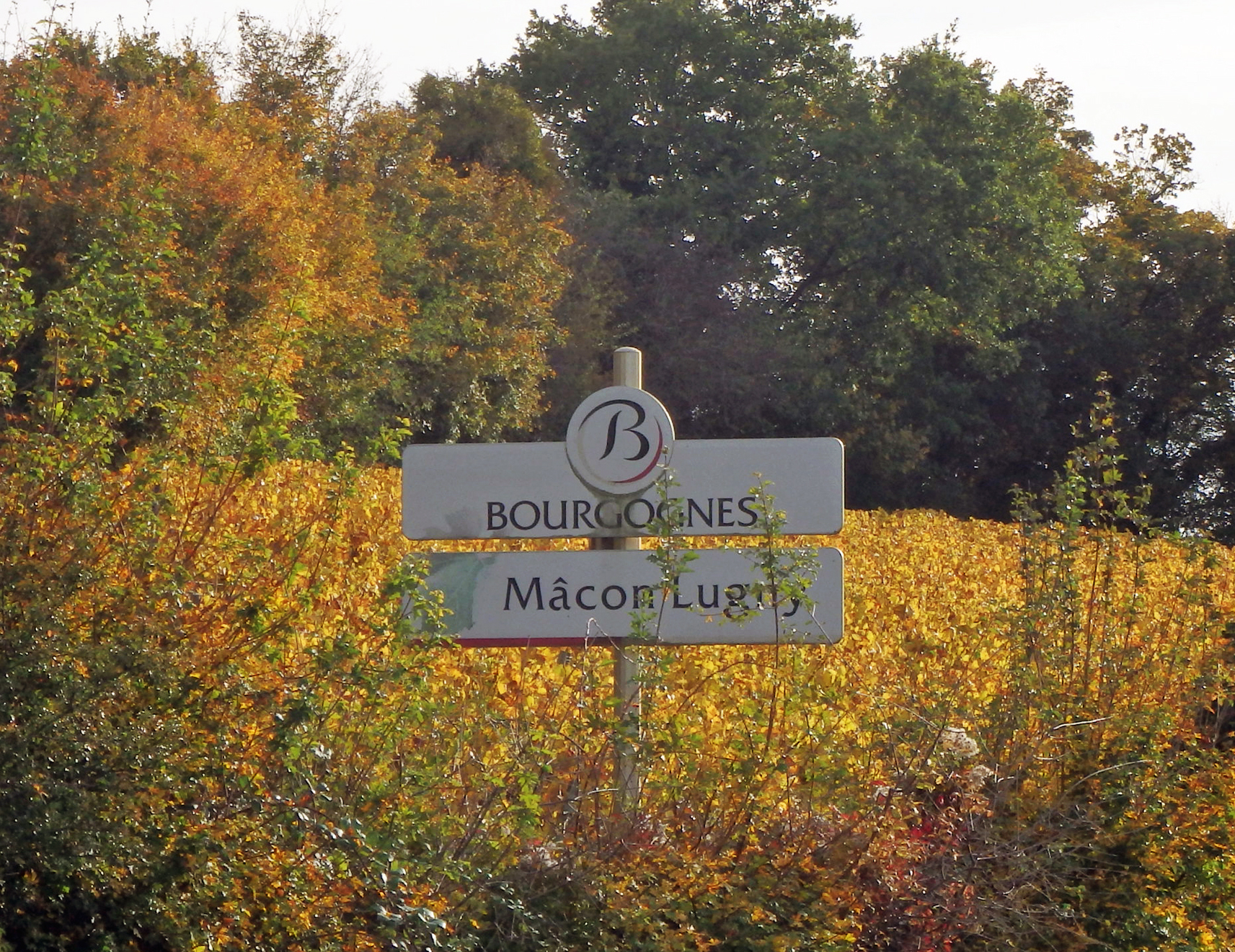

Si la vendange des vignes de Lugny est majoritairement vinifiée à la cave coopérative, Lugny dispose toutefois de plusieurs vignerons indépendants répartis sur le territoire de la commune : 
- Domaine Joseph Lafarge (Le Grand Bois),
- Domaine Édouard Vincent (Collongette),
- Domaine Clo Point (Fissy) ;
- Domaine de Quintefeuille (Poupot).

En 2012, dans l'objectif de monter dans la hiérarchie des vins de Bourgogne, les producteurs de l'aire du mâcon-lugny (environ 750 hectares répartis sur le territoire de sept communes du Haut-Mâconnais, parmi lesquelles, outre Lugny : Saint-Gengoux-de-Scissé, Bissy-la-Mâconnaise, Cruzille...) ont créé un syndicat ayant pour but d'obtenir de l'Institut national de l'origine et de la qualité (INAO) l'accès au rang d'appellation communale. L'aboutissement de ce projet ferait du « lugny » la sixième appellation communale du vignoble du Mâconnais (après le pouilly-fuissé, le pouilly-vinzelles, le pouilly-loché, le saint-Véran et le viré-clessé, ce dernier créé en 1999) et la cent-unième de Bourgogne.
Au printemps 2018, pour souligner la vocation viticole de la commune, un vieux pressoir vertical à vis a été installé par la municipalité à l'entrée du bourg de Lugny, en lisière de la gare routière des Nièvres.
À noter : depuis 1962 existe à Lugny un vignoble expérimental créé par la chambre d'agriculture à Saint-Pierre, dans lequel sont régulièrement menées des actions concernant, par exemple, la fertilisation, la conduite de la vigne, les traitements ou bien l'érosion du sol. Les tests menés par les techniciens se rapportant aux souches comme aux produits et aux procédés, les clones y sont suivis (par exemple, depuis 1986, ceux de pinot noir).

### Tourisme

Lugny appartient au Pays d'art et d'histoire « Entre Cluny et Tournus » créé en 2010.

Lugny a été le siège jusqu'en 2014 de l'une des quatre communautés de communes composant le pays d'art et d'histoire « entre Cluny et Tournus » (labellisé en 2010 par le ministère de la Culture).

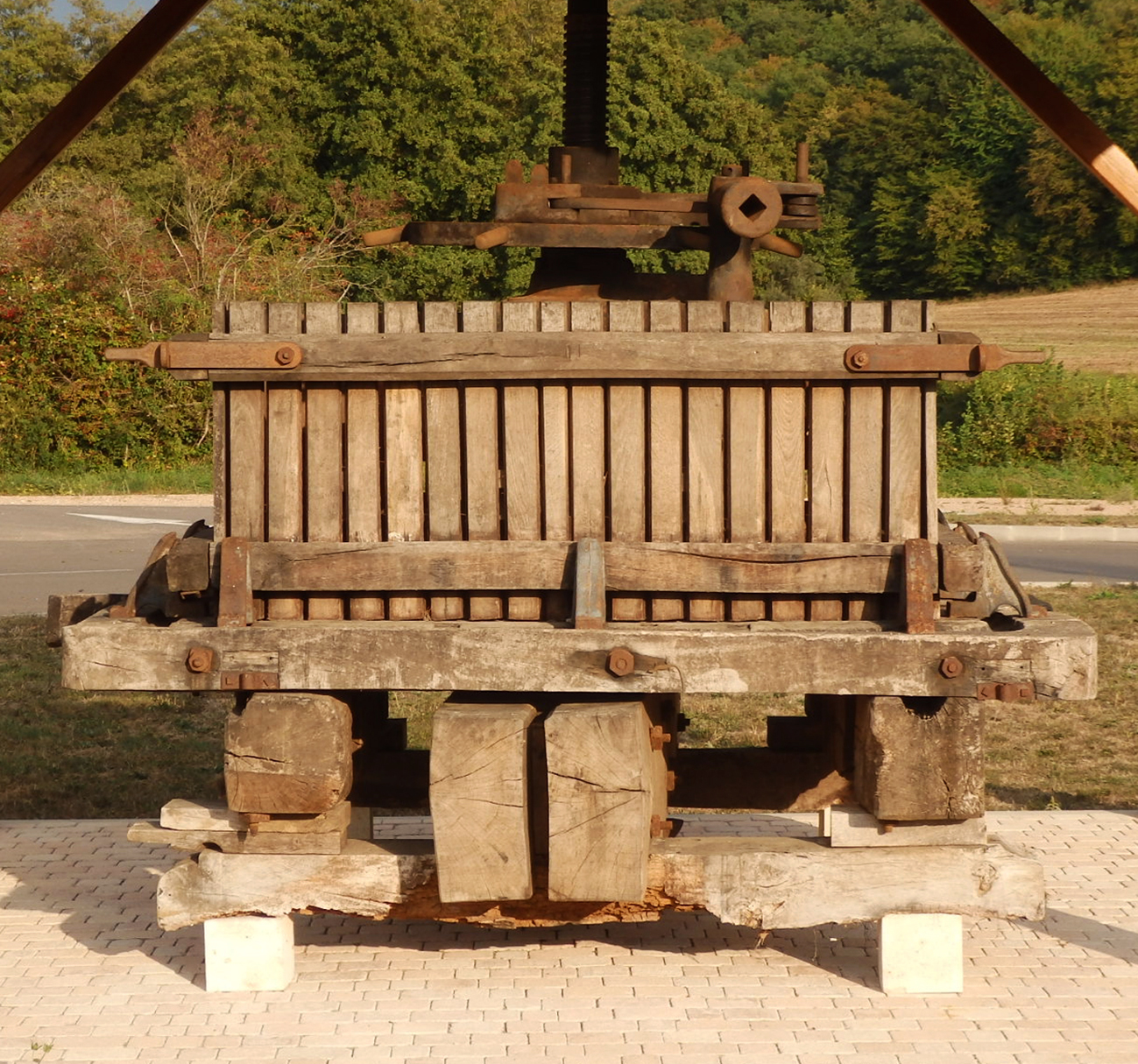
Le vieux pressoir installé à l'entrée de Lugny au printemps 2018.

La petite capitale du Haut-Mâconnais, rattachée à l'office de tourisme intercommunal de Tournus, est par ailleurs l'une des étapes sur la Route des vins Mâconnais-Beaujolais créée en 1986 (circuit numéro 2, boucle d'une soixantaine de kilomètres permettant de découvrir le vignoble de dix villages du Haut-Mâconnais).
Un marché hebdomadaire se tient chaque vendredi matin au cœur du bourg (place du Pâquier et place des Halles).
Un restaurant-bar avec terrasse (« Le Bistrot Saint-Pierre ») est installé au sommet de la colline Saint-Pierre, à deux pas du camping « Les Voiles de Lugny » (vue panoramique sur le vignoble et le Val-de-Saône).
Gîtes et chambres d'hôtes dans le bourg et la plupart des hameaux de la commune. Hébergements insolites sous forme d'œno-tonneaux au Grand Bois.
Salle de séminaire disponible au Grand Bois (domaine Joseph Lafarge).
Outre la Cave de Lugny, qui s'est hissée à la première place des caves coopératives de Bourgogne et symbolise la coopération viti-vinicole telle qu'elle apparut en Mâconnais dans les années 1920[réf. nécessaire], quatre caves de producteurs indépendants sont implantées sur le territoire de Lugny :
- le Domaine Joseph Lafarge, au Grand Bois (Anthony Lafarge) ;
- le Domaine de Quintefeuille, à Poupot (Serge Lespinasse) ;
- le Domaine Édouard Vincent, à Collongette (Édouard Vincent) ;
- le Domaine Clo Point, à Fissy (Patrick Point).

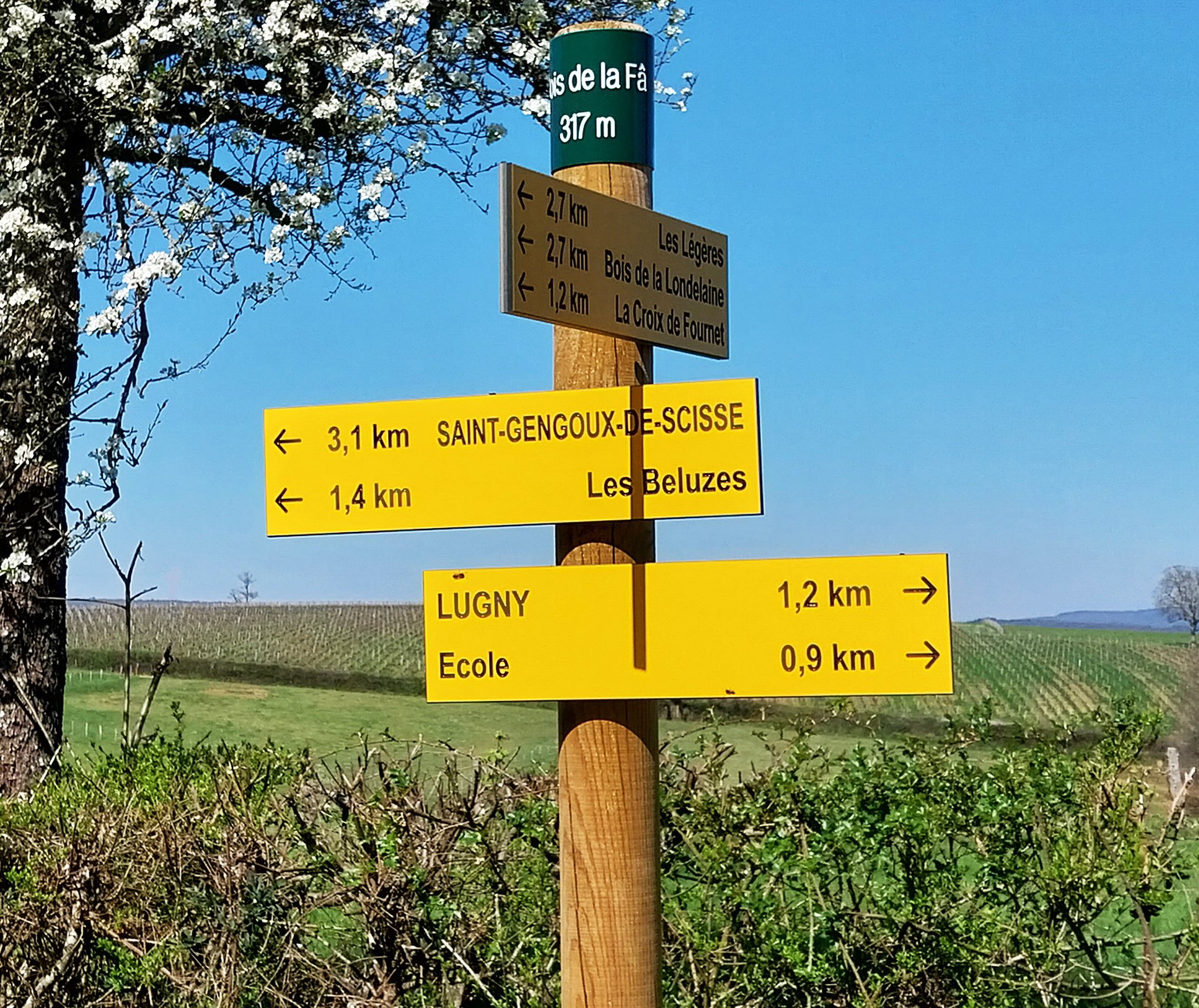
Lugny est le point de départ d'un circuit balisé de 16 km, intitulé « Le Mâconnais panoramique ».

Un parcours accrobranche (« Lugny Accro ») est installé depuis plusieurs années dans la forêt communale, en bordure de la route départementale conduisant à Péronne.
Depuis 2020 : activité, été comme hiver, de « cani-rando » (chiens de traîneaux : huskys de Sibérie et chiens du Groenland).
En 2021, dans le cadre d'un partenariat Cave de Lugny/Lugny Acro, a été lancée une activité œnotouristique de découverte du terroir de Lugny (« Rando Vignes »).
Niveau randonnée, Lugny est le point de départ de l'un des 17 circuits balisés mis en place en 2022-2023 (sur 58 communes de Saône-et-Loire) par plusieurs intercommunalités au sein du territoire du Massif Sud Bourgogne, intitulé Le Mâconnais panoramique (16,1 kilomètres, 357 mètres de dénivelé, départ rue de l'Abreuvoir).

## Culture locale et patrimoine

### Lieux et monuments
- Le bourg de Lugny

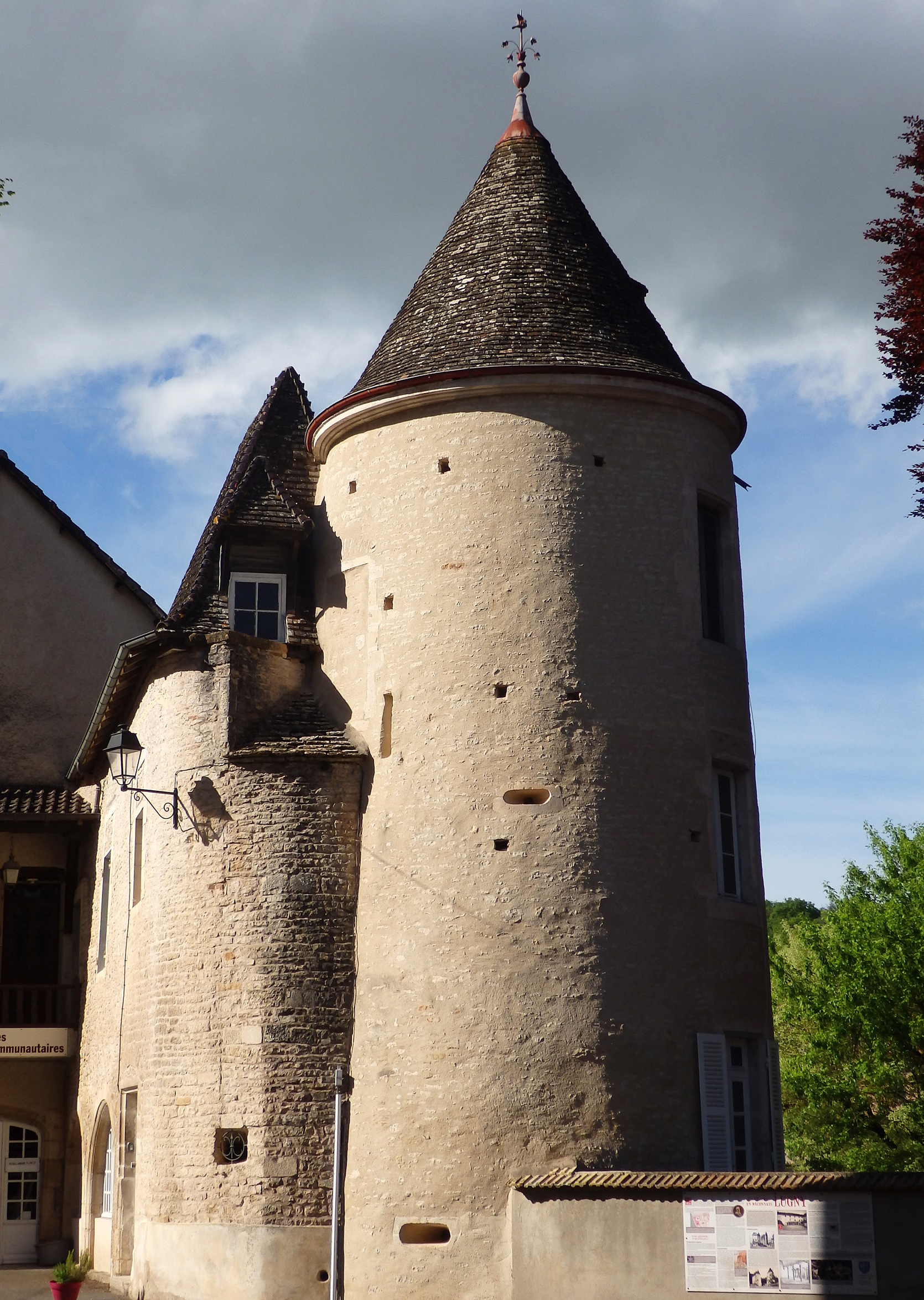
L'une des deux tours rondes d'entrée du château de Lugny (XIVe siècle).

Lugny est un village ayant conservé un patrimoine riche où abondent les typiques maisons à galerie du Mâconnais, les lavoirs, les vieux puits et les détails architecturaux tels que blasons de pierre ou fenêtres à meneaux. Dans la rue de l'Église, à deux pas des halles mêlant pierre et brique achevées à l'été 1891, est notamment visible un beau cadran solaire daté de 1707 et orné de l'inscription latine « Volat velut umbra ». Sur la place de l’Église – place occupant l’emplacement de l’ancien cimetière (transféré hors du bourg, au hameau de La Garenne, vers 1855) et qui fut plantée de marronniers en 1877 – s'élève depuis 1909 un monument érigé à la mémoire des soixante-dix-neuf combattants du canton de Lugny tombés lors de la guerre franco-prussienne de 1870-1871 et « depuis 1871 », fait extrêmement rare en milieu rural. Remarquable par son bel hôtel de ville de style néo-Renaissance bâti en 1868-1869 et par ses maisons typiques du Mâconnais, la belle place du Pâquier, principale place du bourg, est un endroit attachant où le temps semble s'être arrêté et où le visiteur a plaisir à s'arrêter ; à l'ombre de quatre vieux platanes plantés peu après 1850, y coule l'eau d'une fontaine inaugurée en 2011. Construites au pied de la montagne du Château et de la colline de Saint-Pierre, quelques maisons bourgeoises bâties au XIXe siècle ont gardé fière allure, notamment la « maison Bassecourt » visible à l'angle de la Grande-Rue et de la rue des Eaux-Bleues, la « maison Jacques » (aujourd'hui occupée par le collège privé) ou le « Chalet », belle demeure érigée rue du Perthuis-du-Mont. Rue du 19-Mars-1962, une ample maison de maître du XVIIIe siècle se distingue par sa façade, orientée au soleil levant et caractérisée par une galerie aux hautes colonnes de bois tourné et par son pavillon à comble aigu, « tardive réminiscence des tours seigneuriales ».

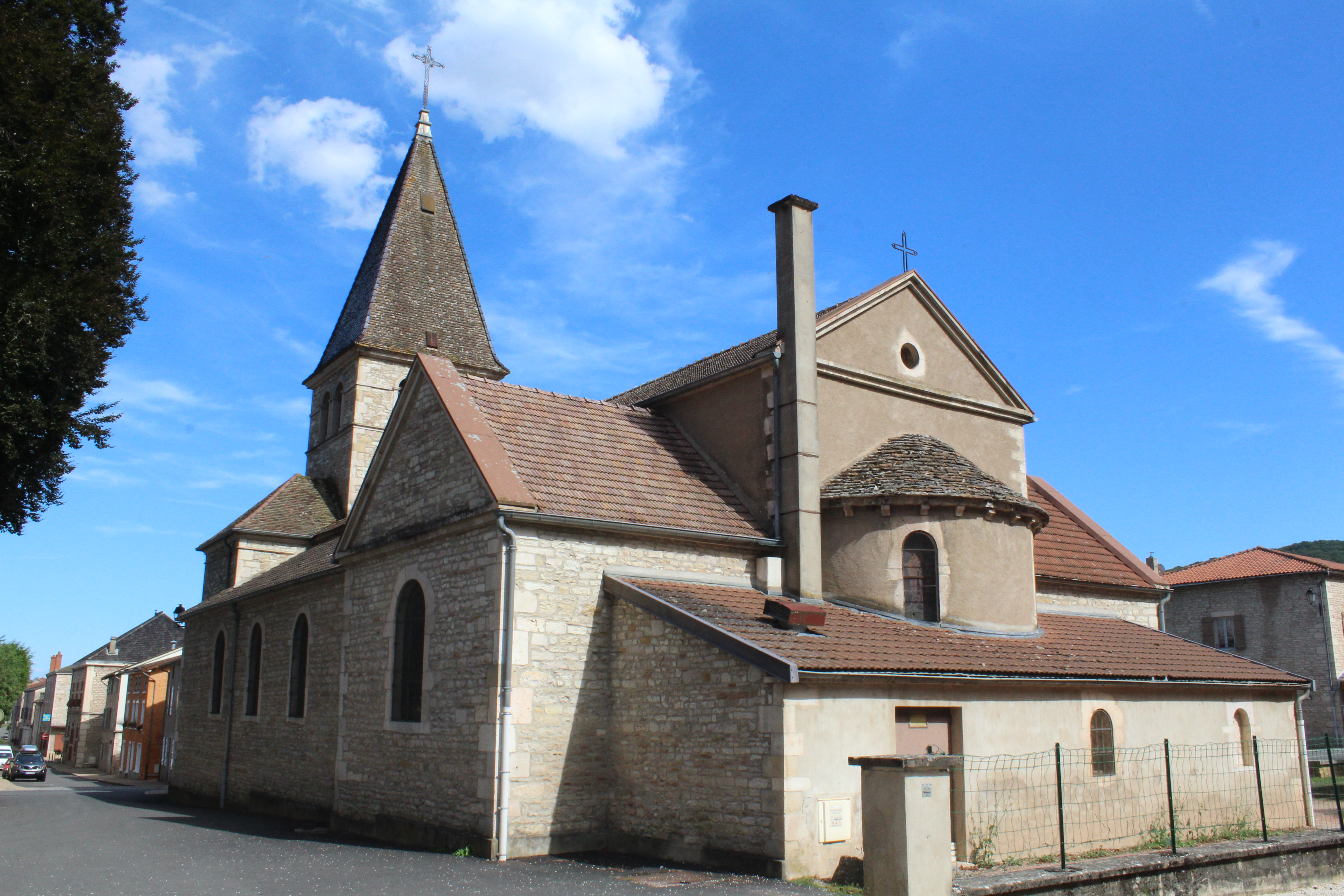
L'église Saint-Denis de Lugny, vue du chevet. L'abside a conservé sa toiture de laves.

- L'église Saint-Denis de Lugny.

L'église Saint-Denis de Lugny, bâtie au début du XIXe siècle, abrite deux œuvres remarquables : le retable « Le Christ et les Apôtres », retable en pierre représentant le Christ et les Apôtres daté de 1528, et une Vierge à l’Enfant exécutée au XVe siècle (œuvres respectivement classées aux Monuments historiques en 1903 et 1979) ; y sont également visibles un tableau exécuté vers 1950 par l'artiste Michel Bouillot, intitulé « L'Annonce de la Parole en Mâconnais », et, du même artiste, une croix peinte inspirée du crucifix de Saint-Damien visible en la basilique Sainte-Claire-d'Assise. Dans la chapelle des fonts baptismaux, une Vierge à l'Enfant en bois du XVIIIe siècle est exposée en hauteur, reposant sur une console de pierre sobrement sculptée vers 1970 par Michel Bouillot.
- Le château de Lugny.

Brûlé lors de la Révolution française, le château de Lugny ne subsiste plus que par la présence de ses deux tours d’entrée (datées du XIVe siècle) et d'une partie des bâtiments de l'ancienne basse-cour, constructions à proximité desquelles, à l'intérieur du parc Monseigneur Joseph Robert, pousse un majestueux hêtre pourpre bicentenaire haut de 30 mètres labellisé « Arbre remarquable de France » en 2018.

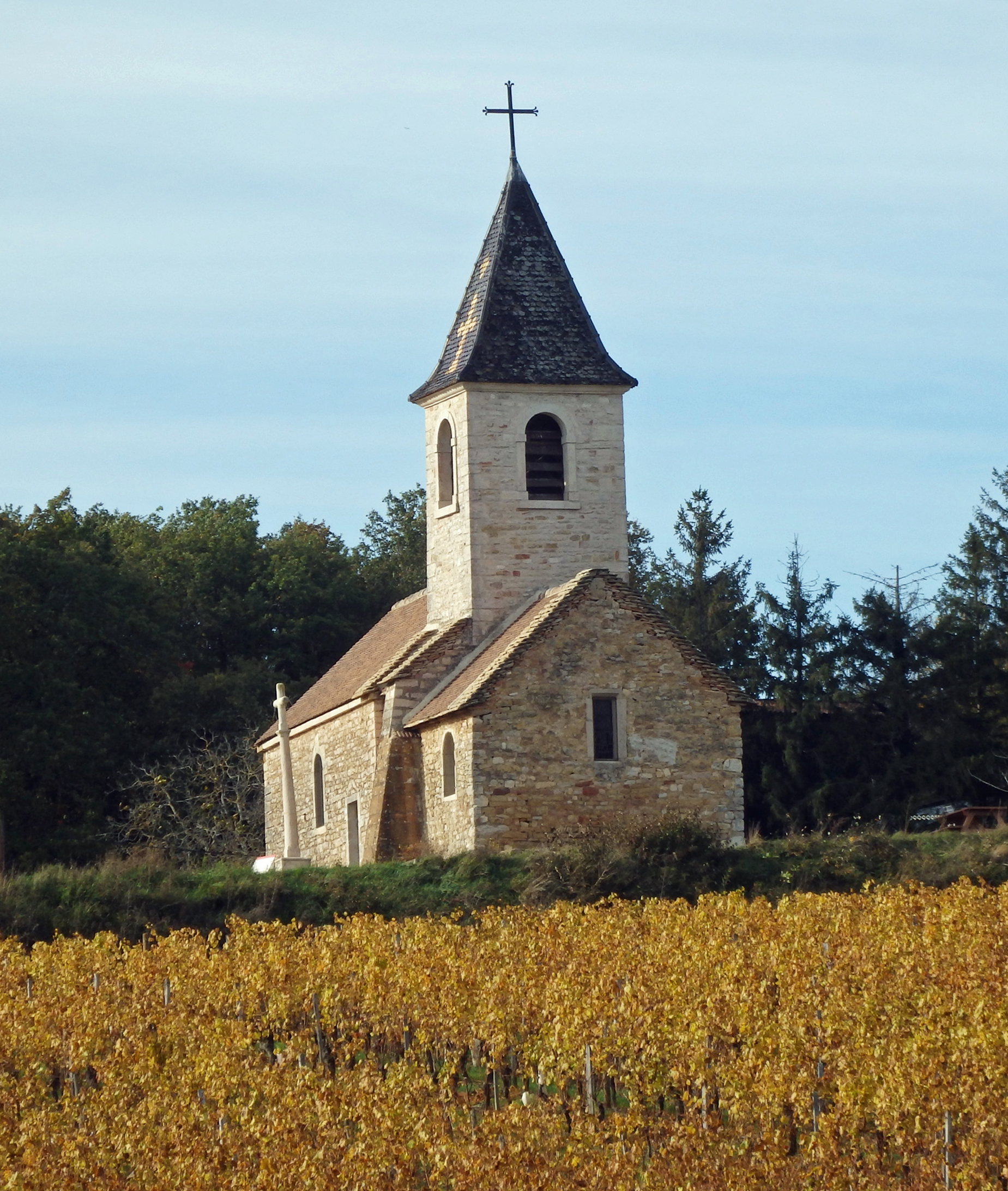
Une chapelle « en bord de vignes » : Notre-Dame-de-Pitié de Fissy.

- La chapelle Notre-Dame-de-Pitié de Fissy.

Au hameau de Fissy, la chapelle Notre-Dame-de-Pitié, entièrement restaurée de 2009 à 2013 et désormais ouverte au public chaque week-end, est un édifice qui, en dépit de remaniements, a conservé l’esprit et les volumes du roman primitif. Fissy a également conservé un lavoir construit en 1823 et particulièrement digne d'intérêt (dont la restauration s'est achevée en 2015) : le « lavoir-abreuvoir » du Quart-Martin, dont le bassin est alimenté par l'eau d'un « puits-source » (donnant naissance au ruisseau de Fissy, affluent de la Bourbonne) et dont la toiture pyramidale est supportée par une remarquable – et fort complexe – charpente de chêne.

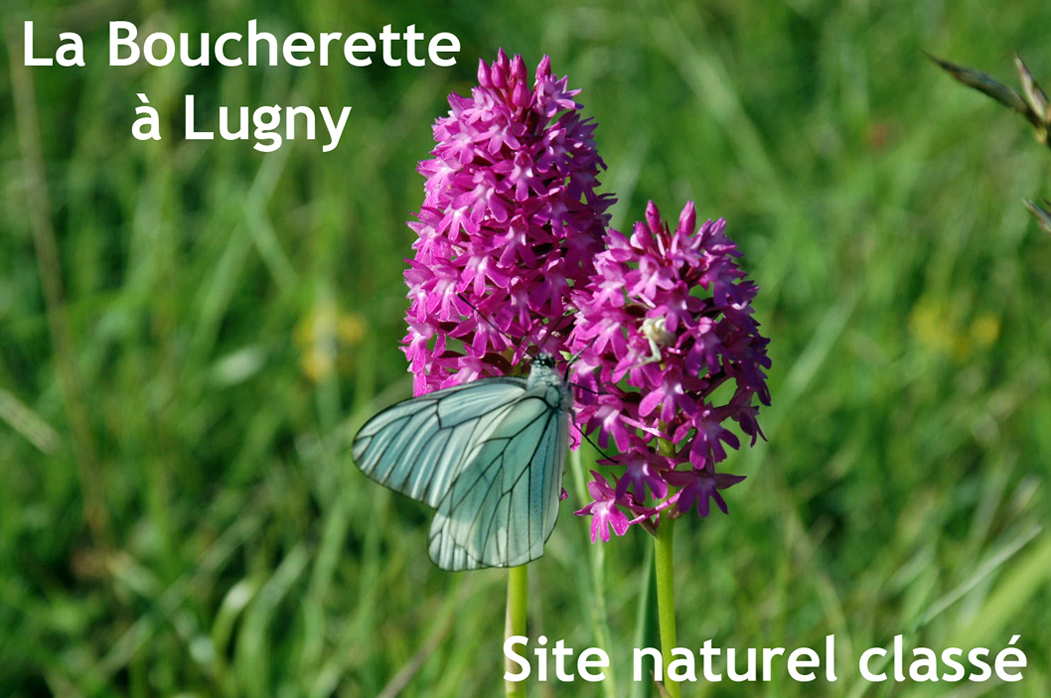
Type d'orchidée poussant sur le site naturel protégé de la Boucherette.

- Le site naturel protégé de la Boucherette.

Le promeneur sensible au patrimoine naturel se rendra à Collongette, sur le site naturel protégé de la Boucherette, zone naturelle d'intérêt écologique, faunistique et floristique (ou « znieff ») d'une centaine d'hectares créée dans les années 1980 que gère la direction régionale de l'Environnement de Bourgogne. Aménagé il y a quelques années en lisière du bois de Charvençon, ce site naturel remarquable caractérisé par une pelouse calcaire sèche (pelouse appelée « teppe »), une lande à buis et un lisier forestier – et aussi d'anciennes carrière et lavière – se découvre en empruntant un sentier nature et découverte balisé qui, réservé aux piétons, a été équipé de panneaux (signalétique qui a fait peau neuve fin 2020) permettant la découverte d'une flore et d'une faune remarquables (une douzaine d'orchidées recensées, une cinquantaine d'espèces d'arbres répertoriées, le lézard vert, la mante religieuse ainsi que de très nombreux oiseaux...).

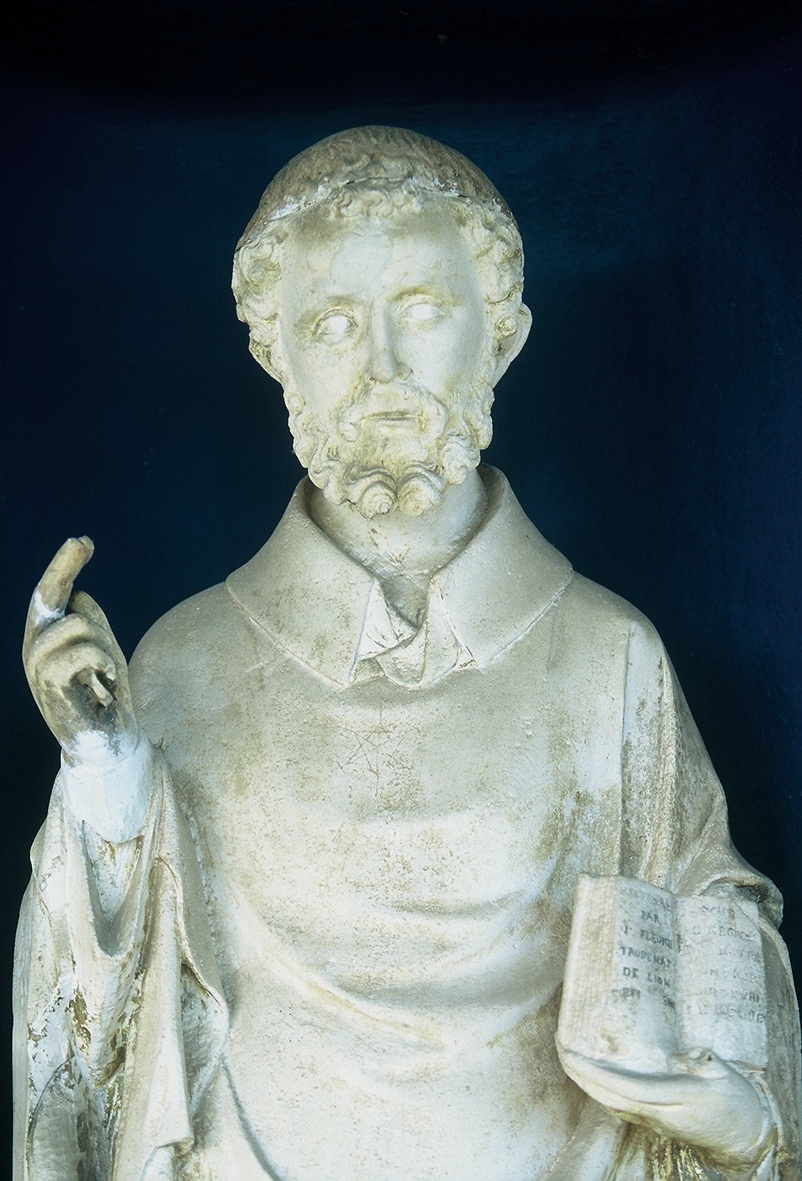
La statue de l'apôtre Pierre (XVe siècle). « Le saint est revêtu du costume sacerdotal, avec chasuble gothique qui dessine trois plis sur l’abdomen et les jambes. » (Raymond Oursel).

- Le site Saint-Pierre et sa statue de l'apôtre (XVe siècle).

Montant à Saint-Pierre, le promeneur jouira d'un panorama remarquable donnant sur le vignoble et, par-delà, sur la vallée de la Saône et les monts du Jura. Cheminant à travers le vignoble du plateau des Charmes auquel on accède en gravissant la « montée de la croix de bois » (Collongette), il contemplera ces vignes qui ont conquis une place prépondérante dans l'économie locale, comme en témoigne le développement de la coopérative vinicole de Lugny, devenue la Cave de Lugny, la plus importante de Bourgogne, et la troisième de France pour les vins d'appellation d'origine contrôlée (30 % de la production totale du Mâconnais, 6 % de la production totale de Bourgogne). La statue de saint Pierre, datée du XVe siècle et classée aux Monuments historiques en 1928, que l'on peut voir dans sa niche au sommet de la colline de Saint-Pierre, est l'un des plus beaux fleurons de « l'imagerie » mâconnaise selon Gabriel Jeanton qui la qualifia d'œuvre d’art « très remarquable [dépassant] l’art populaire courant » – est le dernier vestige d’une chapelle dont les ruines dominaient encore Lugny à la fin du XVIIIe siècle ; deux ermites, Jean Forêt (ou Fourré) et Pierre-Romain Commerçon, s’y succédèrent aux XVIIe et XVIIIe siècles. Cette sculpture en pierre constitue une œuvre d’art remarquable. De sa main gauche, saint Pierre tient le Livre, attribut ordinaire des apôtres rappelant la parole du Christ : « Allez enseigner toutes les nations. » ; sa main droite est quant à elle levée dans un geste d'enseignement. Sur les pages du livre figure une inscription aujourd’hui difficilement lisible : « Restauré par J. Fleurii Tropenat de Lion en (illisible) sous le règne de notre bon roi Louis XVIII le Désiré ».

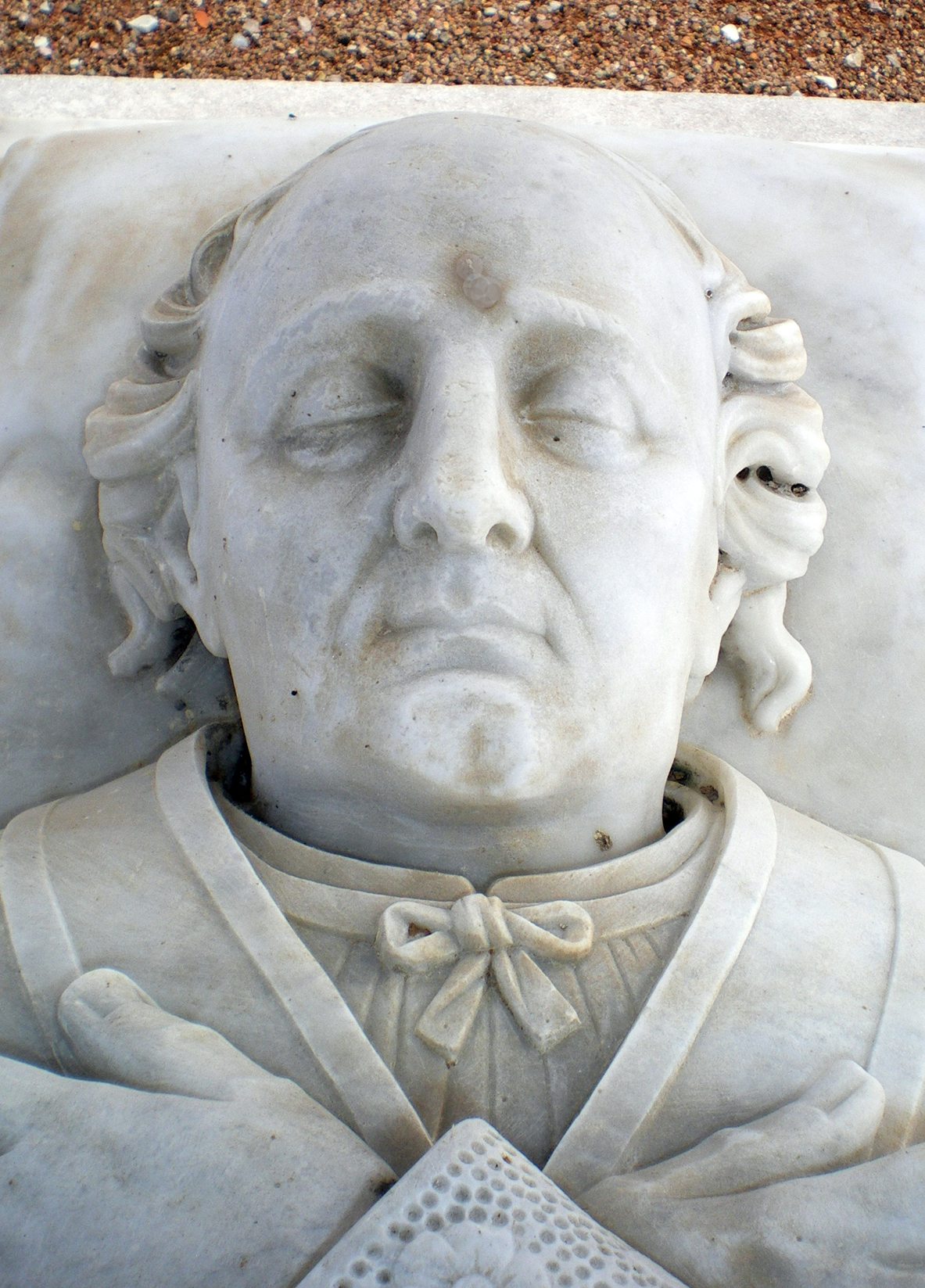
Le visage figé dans la mort de l'abbé Brun.

- La tombe avec gisant de l'abbé Jacques Brun.

Au cimetière de Lugny, transféré hors du bourg dans les années 1850, se découvre une sépulture particulièrement digne d'intérêt : celle de l'abbé Jacques Brun (1814-1880), curé-archiprêtre de Lugny de 1854 à sa mort, prêtre dont le tombeau, sorti de l'atelier de l'abbé Georges François Richter, est caractérisé par le gisant en marbre de carrare qui le compose et qui représente ce prêtre figé dans son dernier sommeil, dûment revêtu de ses habits liturgiques.
- Le pavillon de vignes de Macheron.

En contrebas du célèbre plateau des Charmes couvert de vignes, presque à l'aplomb de la grotte de Macheron – grotte qui fut fouillée en 1919 puis, de nouveau, au milieu des années 1950 – et à deux pas de la Bourbonne s’élève un type d’édifice relativement rare : un « pavillon de vigne » qui, construit au XVIIIe siècle, est remarquable par la ravissante toiture en dôme – avec girouette – dont il est coiffé. Entre Macheron et le bourg de Lugny, un élégant pont de pierre construit vers 1810 enjambe l’Ail, peu avant que ce ruisseau ne se jette dans la Bourbonne.
- Le puits de Poupot.

La petite place du hameau de Poupot a conservé un beau puits communal de forme circulaire, plafonné et couvert d’une toiture conique faite de laves. Sa particularité est cependant d’avoir conservé, au niveau de l’ouverture, une inscription tracée pendant la dernière guerre (restaurée en juin 2023 et composée, de haut en bas, d'un drapeau tricolore hissé en haut d’un mât, d'un V de la victoire enlacé avec une croix de Lorraine, de l’inscription « Vive de Gaulle », d'un second V de la victoire enlacé avec une croix de Lorraine et du sigle « FFI » rappelant les Forces françaises de l’intérieur).

### En images

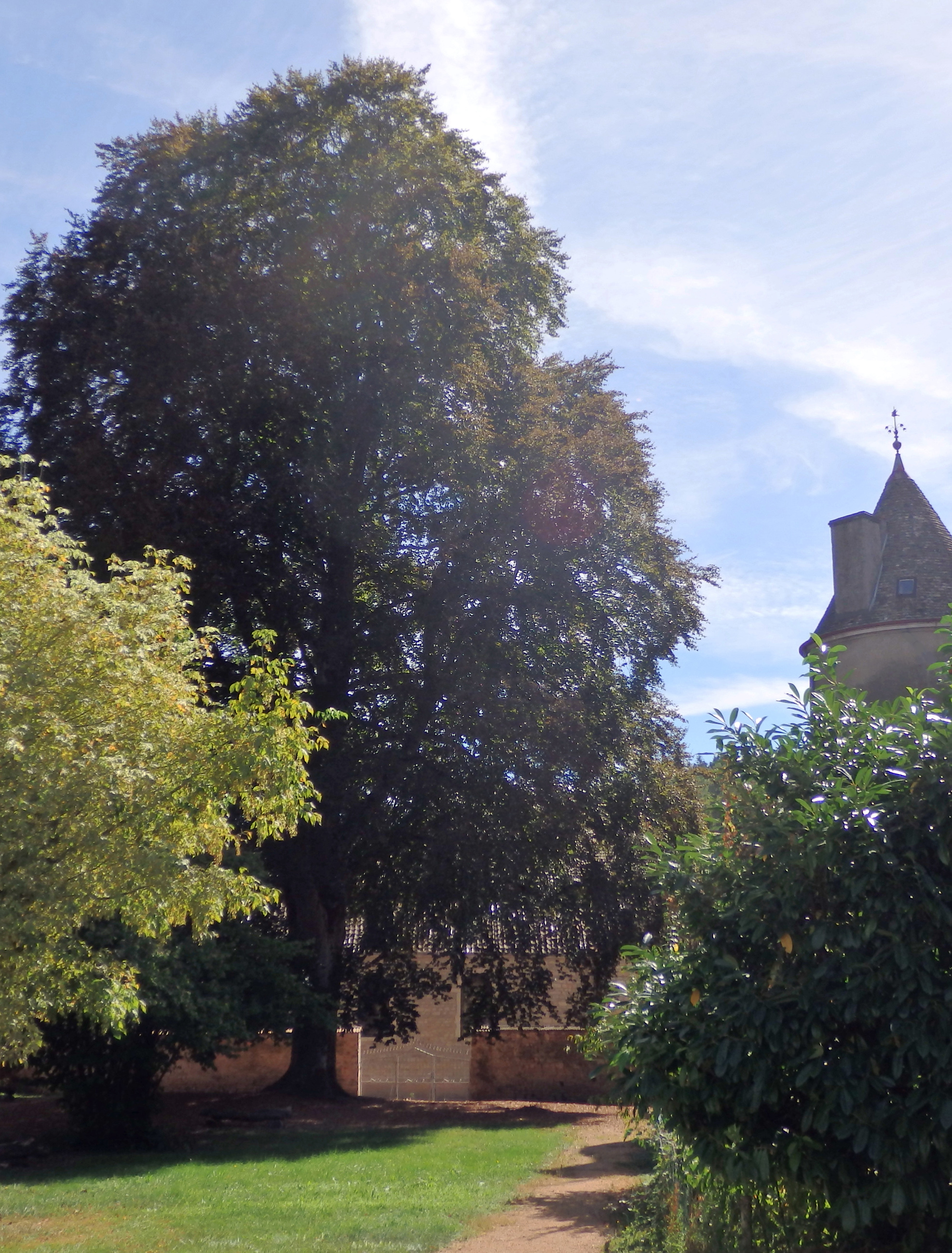
Le hêtre pourpre bicentenaire de Lugny, labellisé en 2018 « Arbre remarquable de France ».
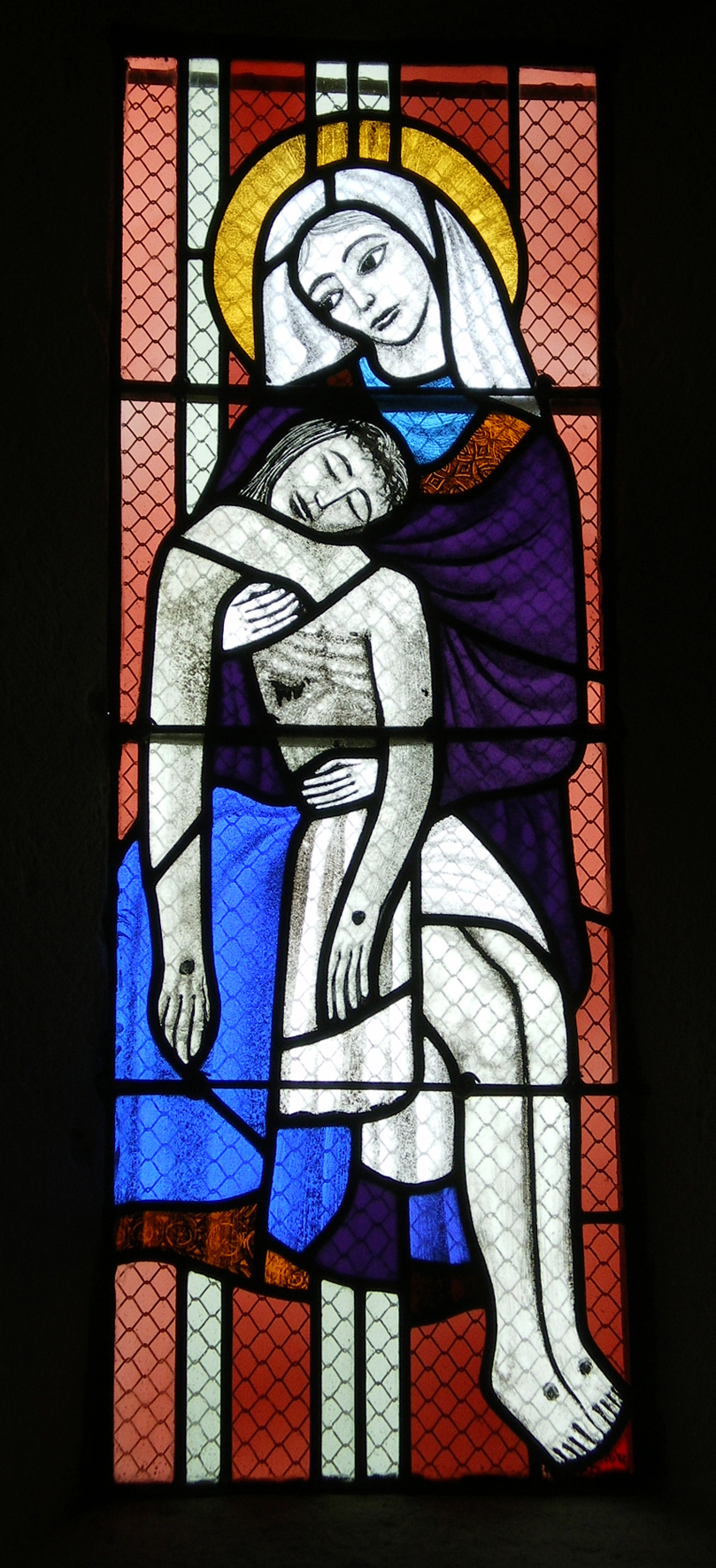
Le vitrail ornant le chœur de la chapelle de Fissy.
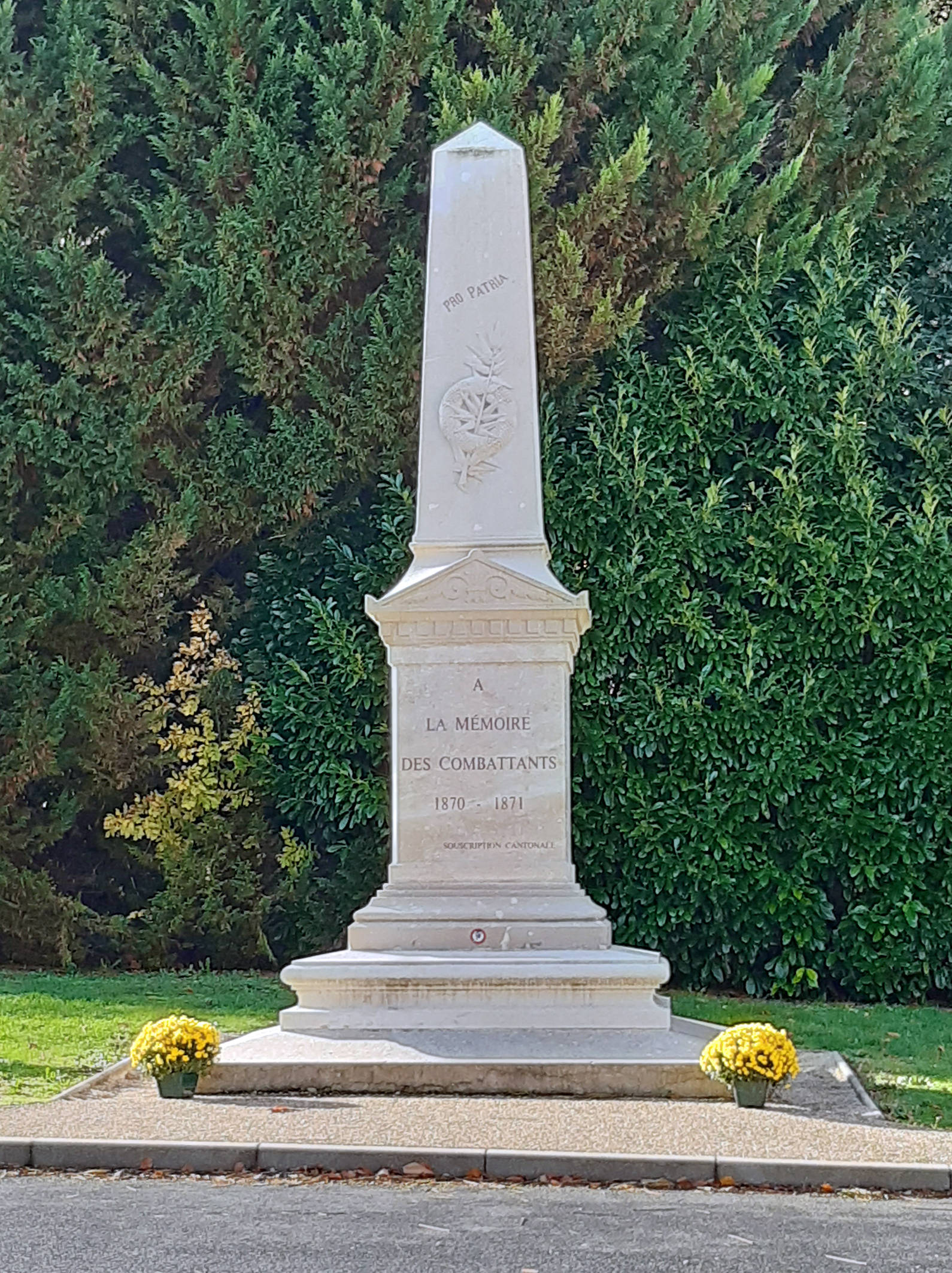
Le monument aux morts cantonal de la Guerre franco-allemande de 1870.
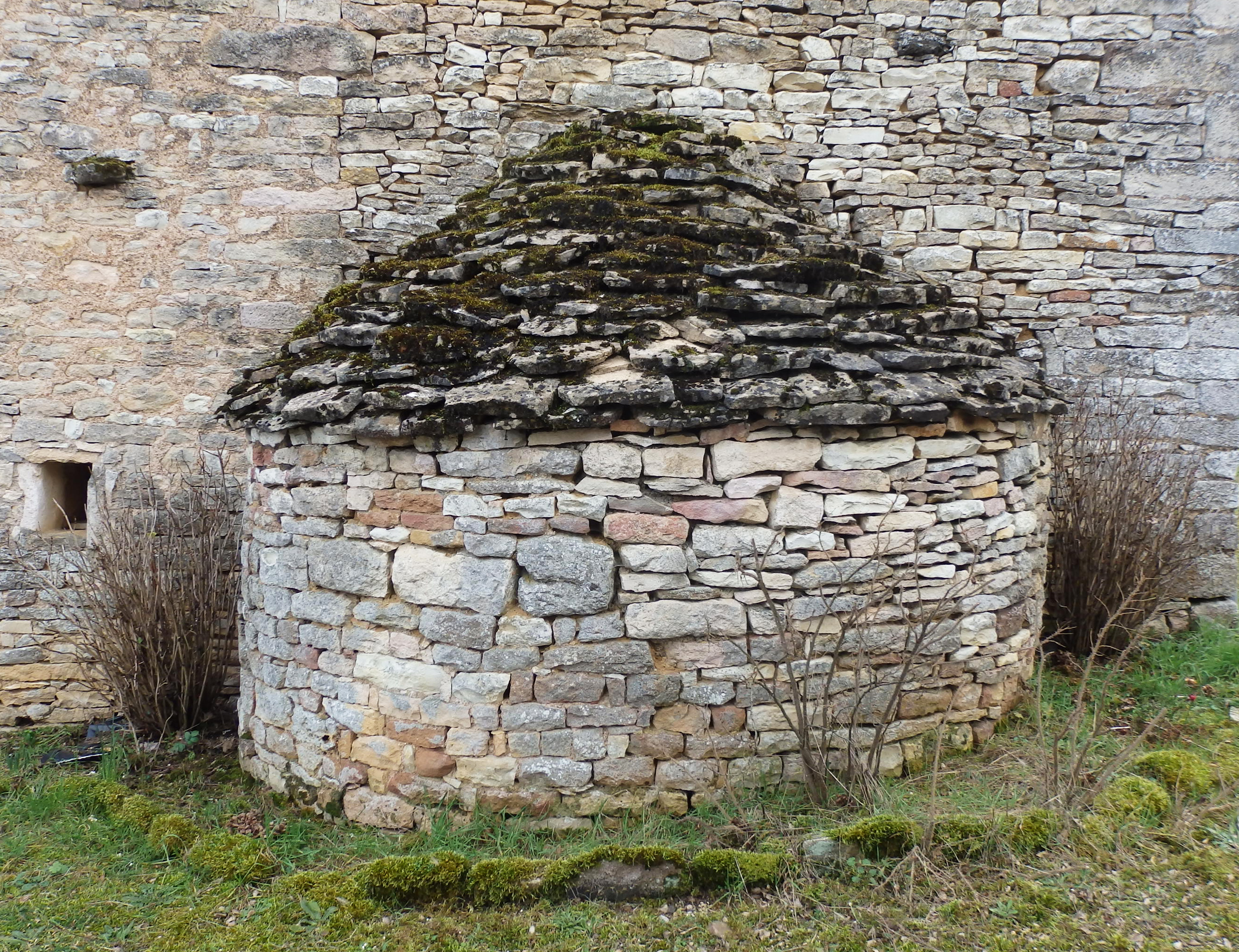
Four à pain couvert de laves au hameau de Macheron.
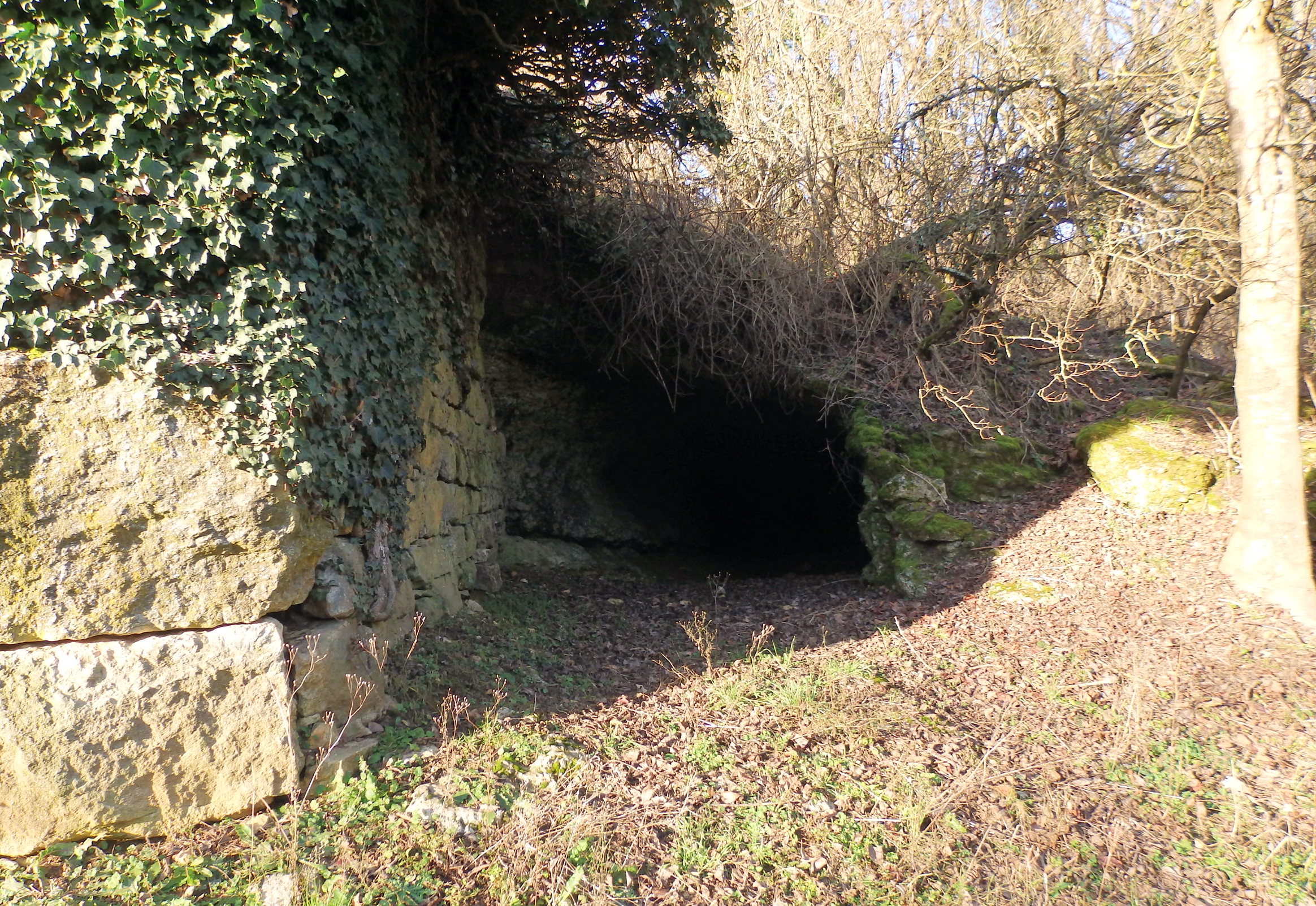
L'entrée de la grotte de Macheron, fouillée à deux reprises au cours du XXe siècle.
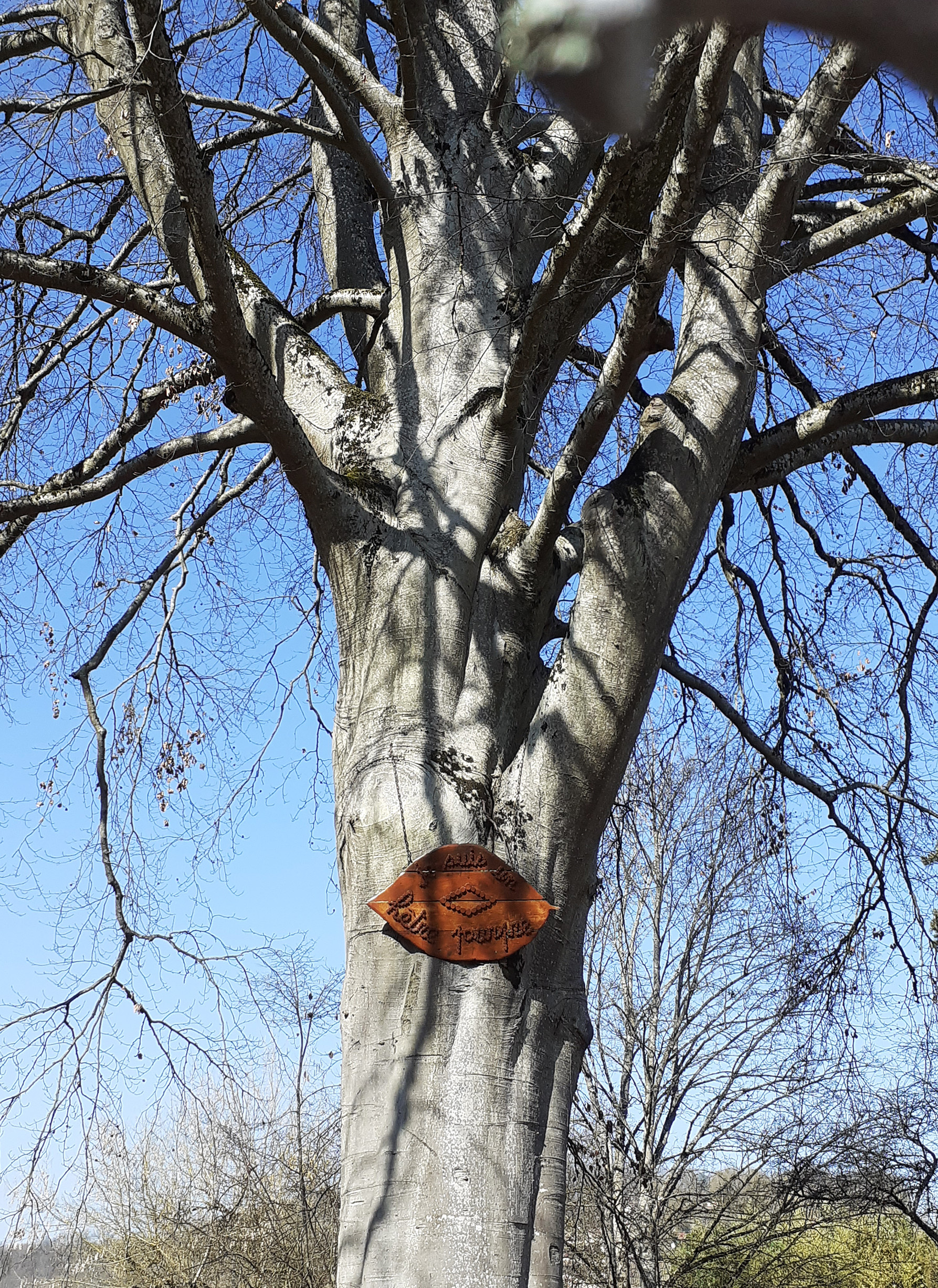
Le hêtre pourpre bicentenaire, labellisé « Arbre remarquable de France » en 2018.
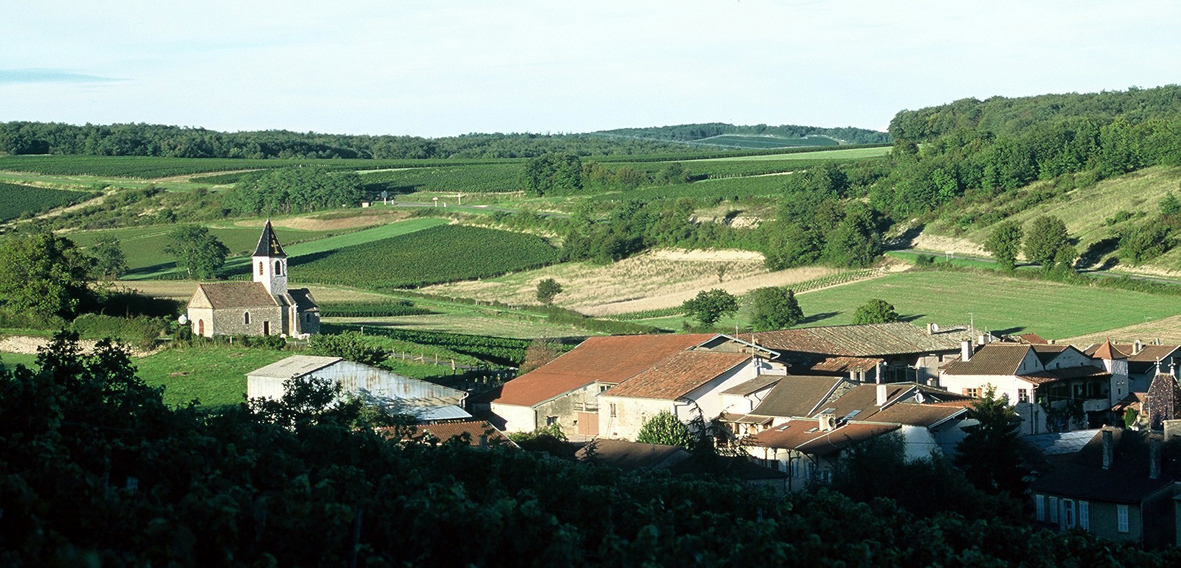
Vue partielle du hameau de Fissy. Isolée sur sa butte : la chapelle Notre-Dame-de-Pitié.
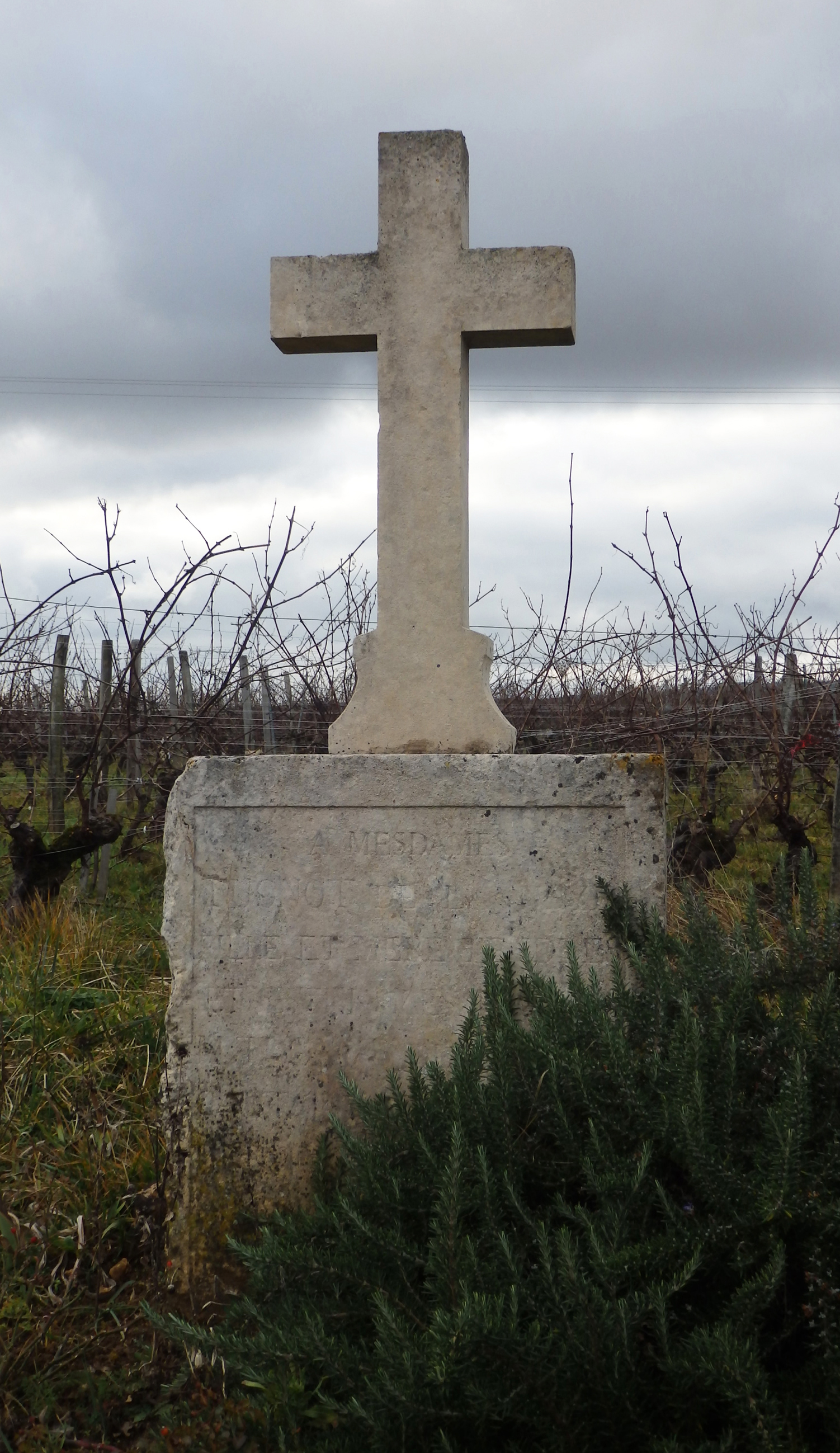
Le calvaire reconstitué de Macheron (famille Tugnot de Lanoye).
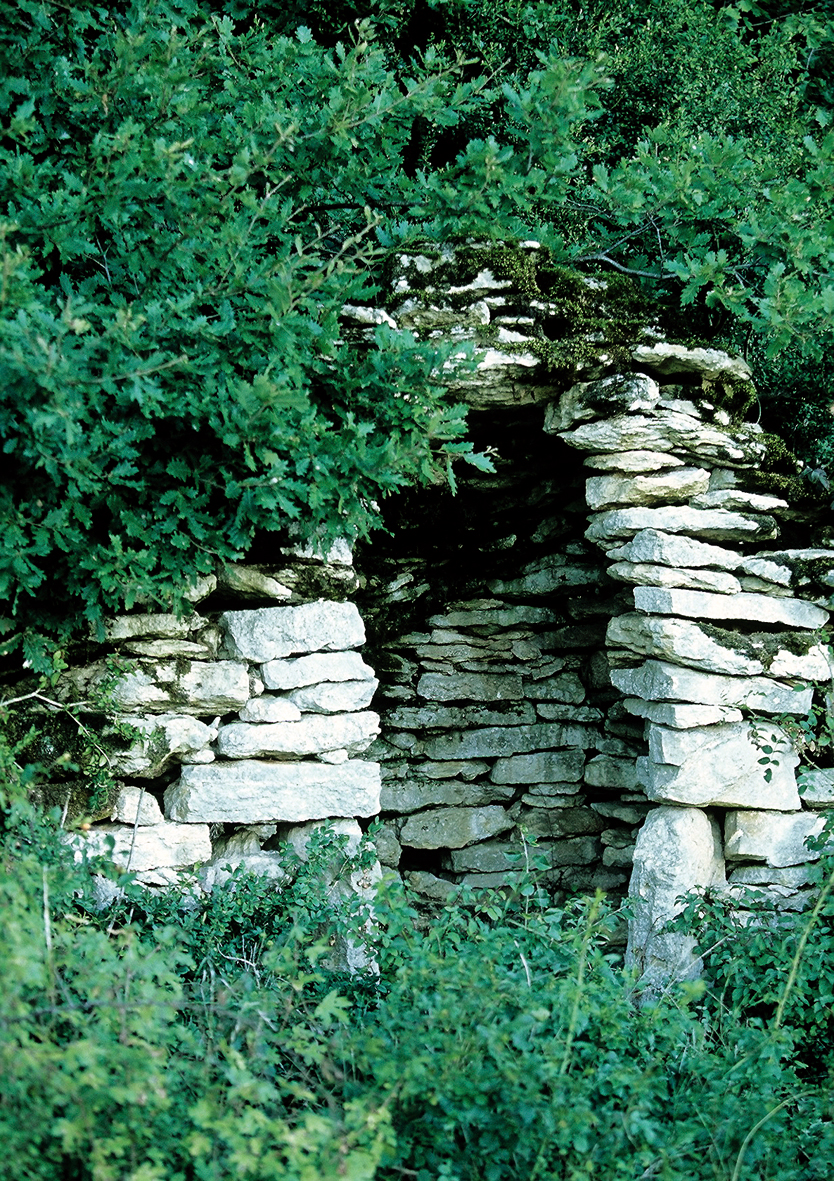
La cadole visible au hameau de Fissy, en lisière du bois de Charvanson (photo prise en 2004, restaurée en juillet 2017).
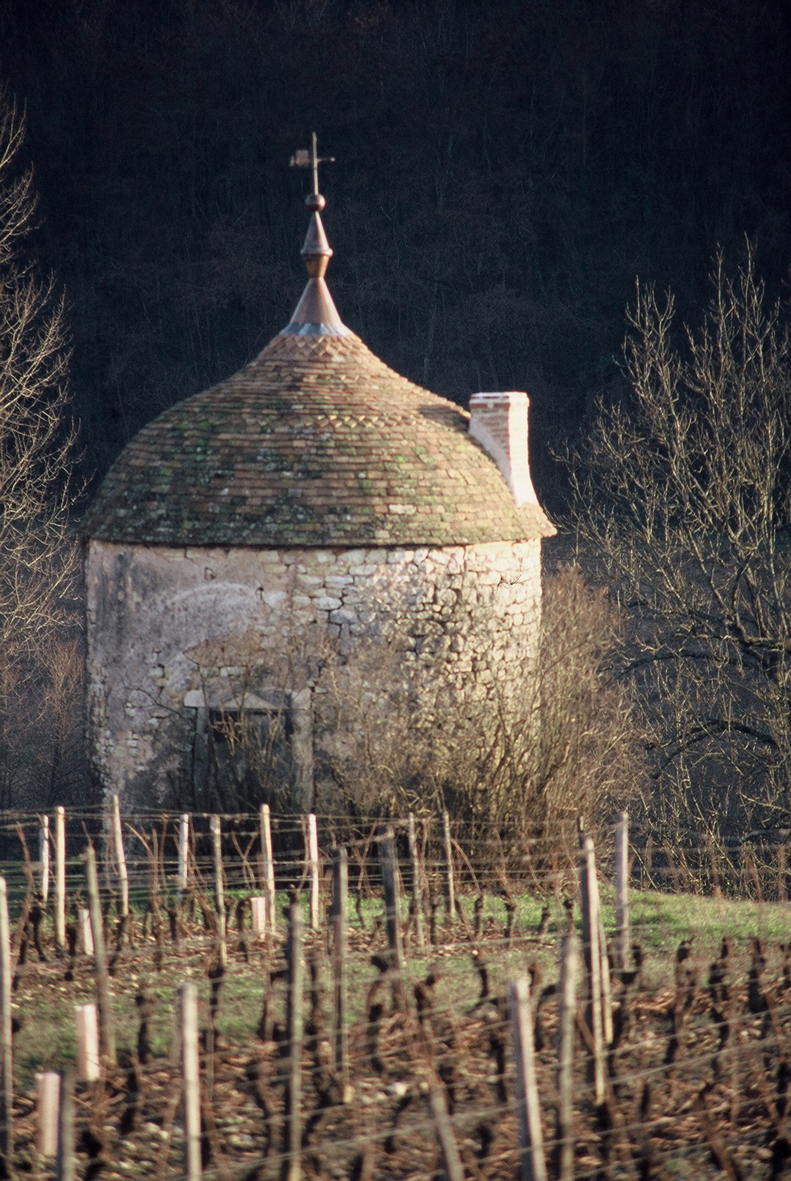
Le pavillon de vignes du hameau de Macheron (XVIIIe siècle).
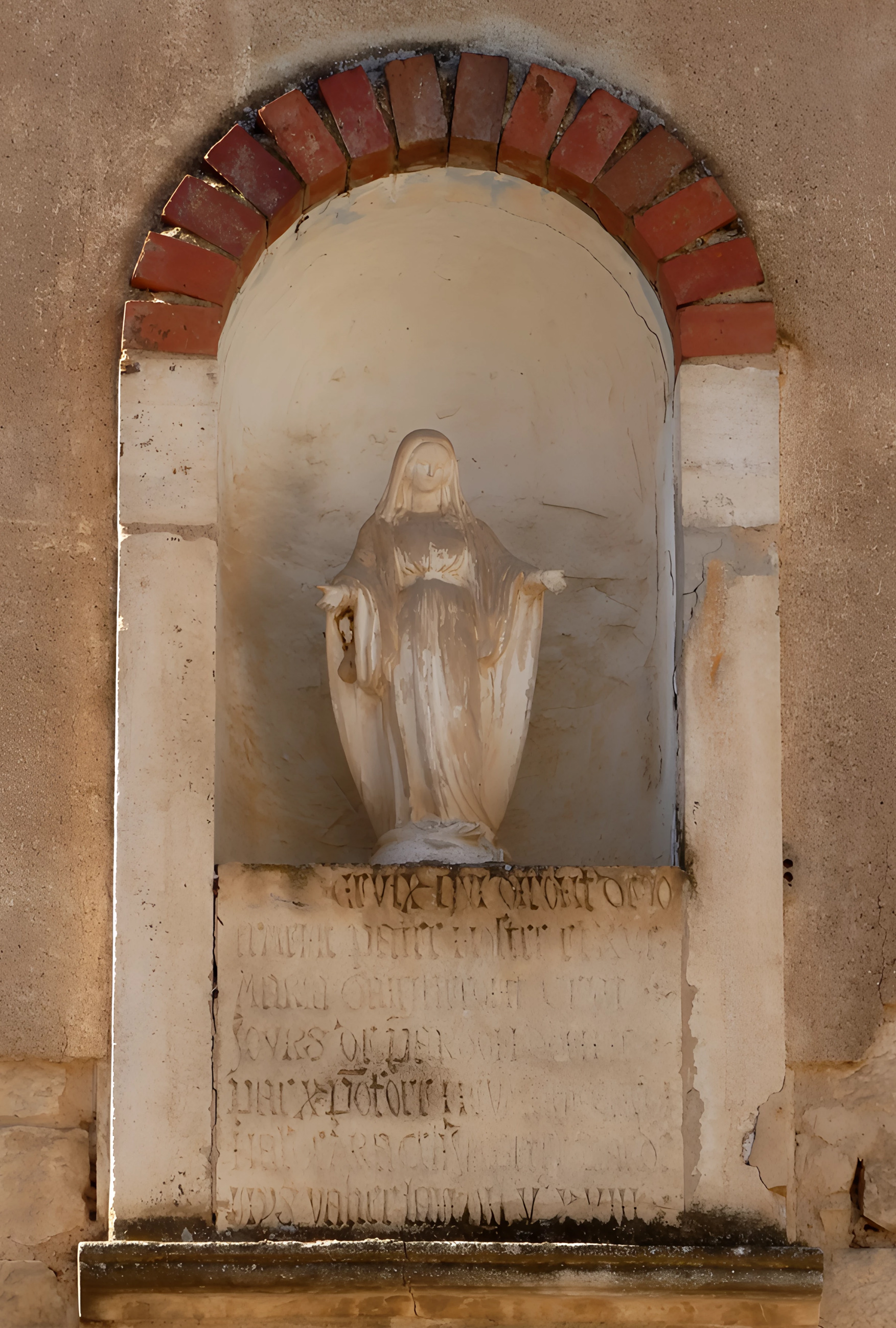
Niche visible au hameau de Vermillat, avec statue de la Vierge Marie et inscription de 1518.
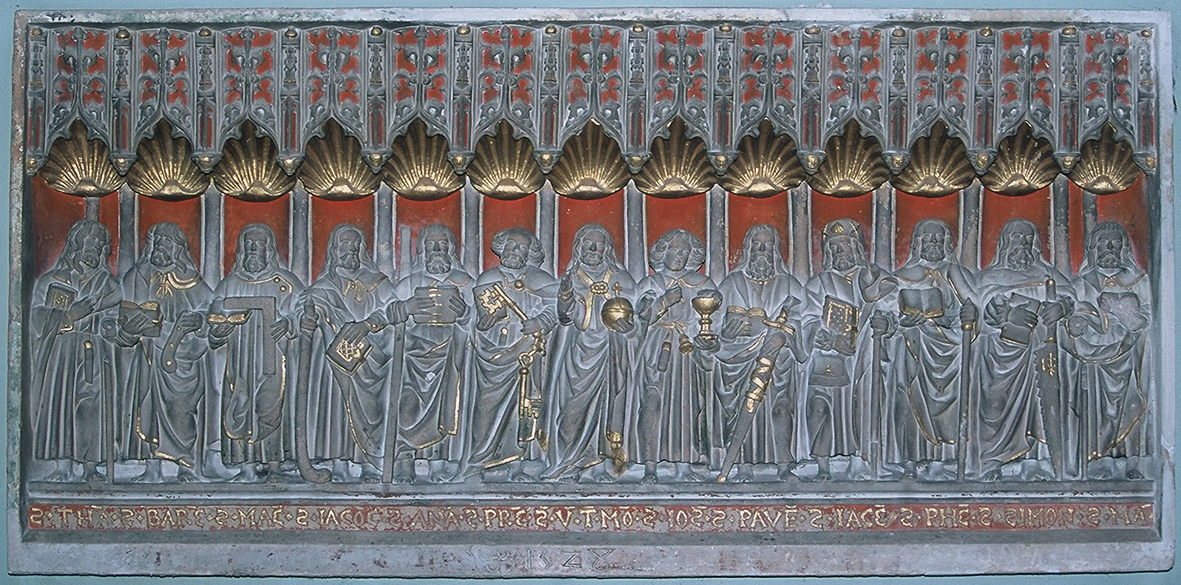
« Le Christ et les Apôtres », retable (classé MH) de style flamboyant visible dans l'église (1528).
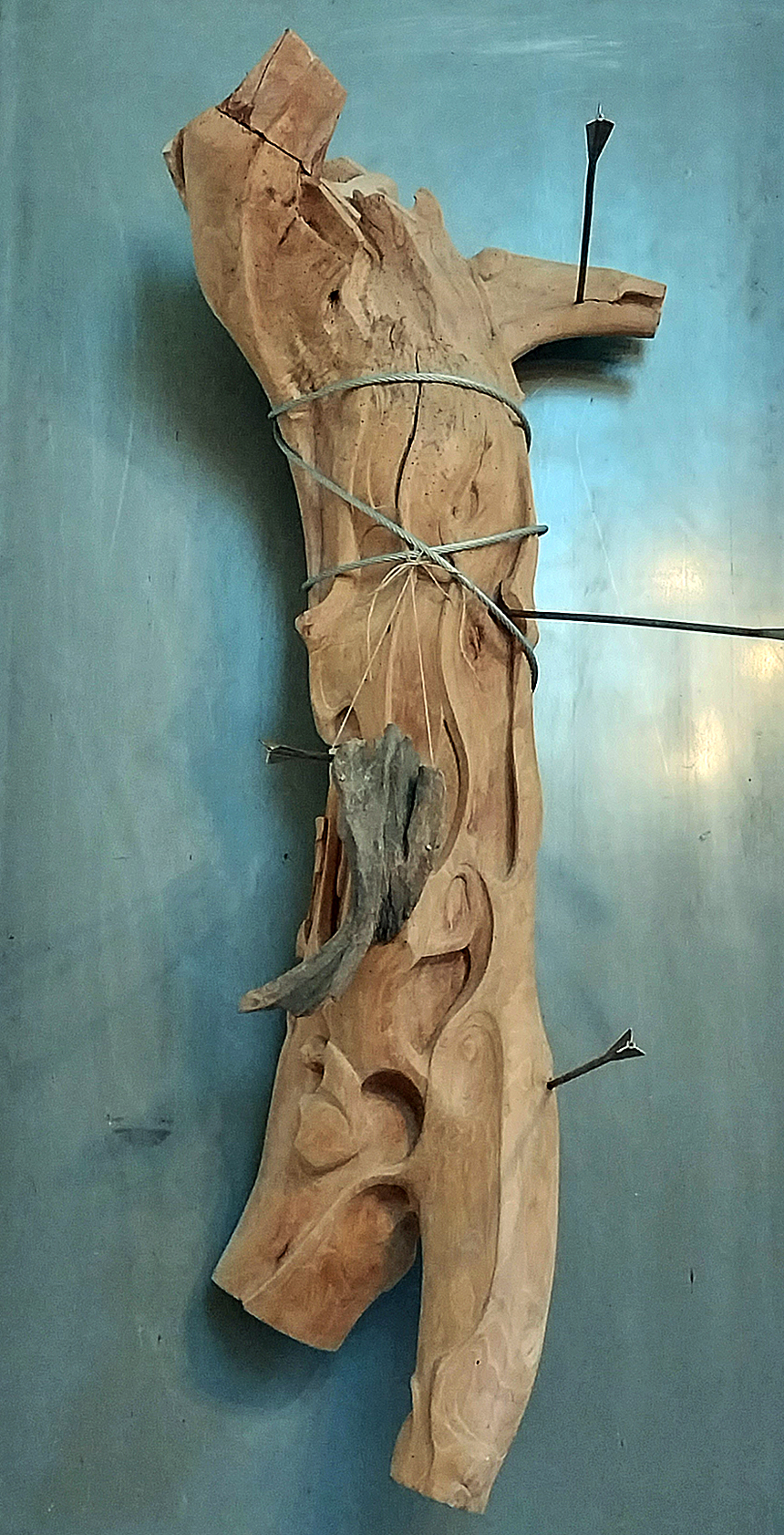
Saint Sébastien, œuvre de Christian Oddoux visible depuis 2023 à l'église.

### Personnalités liées à la commune
Parmi les personnalités attachées à l'histoire de Lugny figurent notamment :
- Jeanne Moreau-Jousseaud, née à Saint-Gengoux-de-Scissé le 6 mars 1882, est une romancière française, ayant parfois été inspirée par les endroits, périodes historiques vécues, personnes fréquentées et certains membres de sa famille vivant parfois à Lugny. Ses romans ont été écrits à Paris, Lugny et Viré. Jeanne Moreau-Jousseaud est décédée le 3 mai 1955 à Viré.
- Joseph Robert, né le 12 avril 1898 à Besançon, prêtre formé à Rome (au séminaire français de Rome, où il fut séminariste de 1920 à 1927) qui fut nommé curé de Lugny en 1935.
- Robert Pléty, né le 29 juin 1921 à Rully, formé au petit séminaire de Rimont puis au grand séminaire d'Autun, fut ordonné prêtre en 1947 et aussitôt nommé au sein de la communauté de prêtres de Lugny, où il demeura jusqu’en 1986, douze ans après avoir succédé à l'abbé Joseph Robert à la tête de cette communauté.
- Louis Janoir, né à Lugny le 2 août 1883[Note 26], est un pionnier de l'aviation. Diplômé des Arts et Métiers (Châlons-sur-Marne, promotion 1901), il fut breveté pilote[Note 27] et participa à de nombreuses compétitions aériennes.
- Michel Bouillot (1929-2007), érudit dont la passion fut le patrimoine de la Bourgogne-du-Sud, connut bien Lugny. Il y enseigna en effet le dessin de 1949 à 1952 (et fut surveillant d'internat) auprès de la communauté éducative rassemblée à la fin de la guerre autour du père Joseph Robert, curé du lieu (actuel groupe scolaire privé « La Source »).
- Florent-Alexandre-Melchior de La Baume (1736-1794), quatorzième comte de Montrevel et baron de Lugny, fut le dernier seigneur de Lugny. Utilisant le château de Lugny comme relais de chasse, ce puissant seigneur s'y adonna à l'une de ses grandes passions[109].

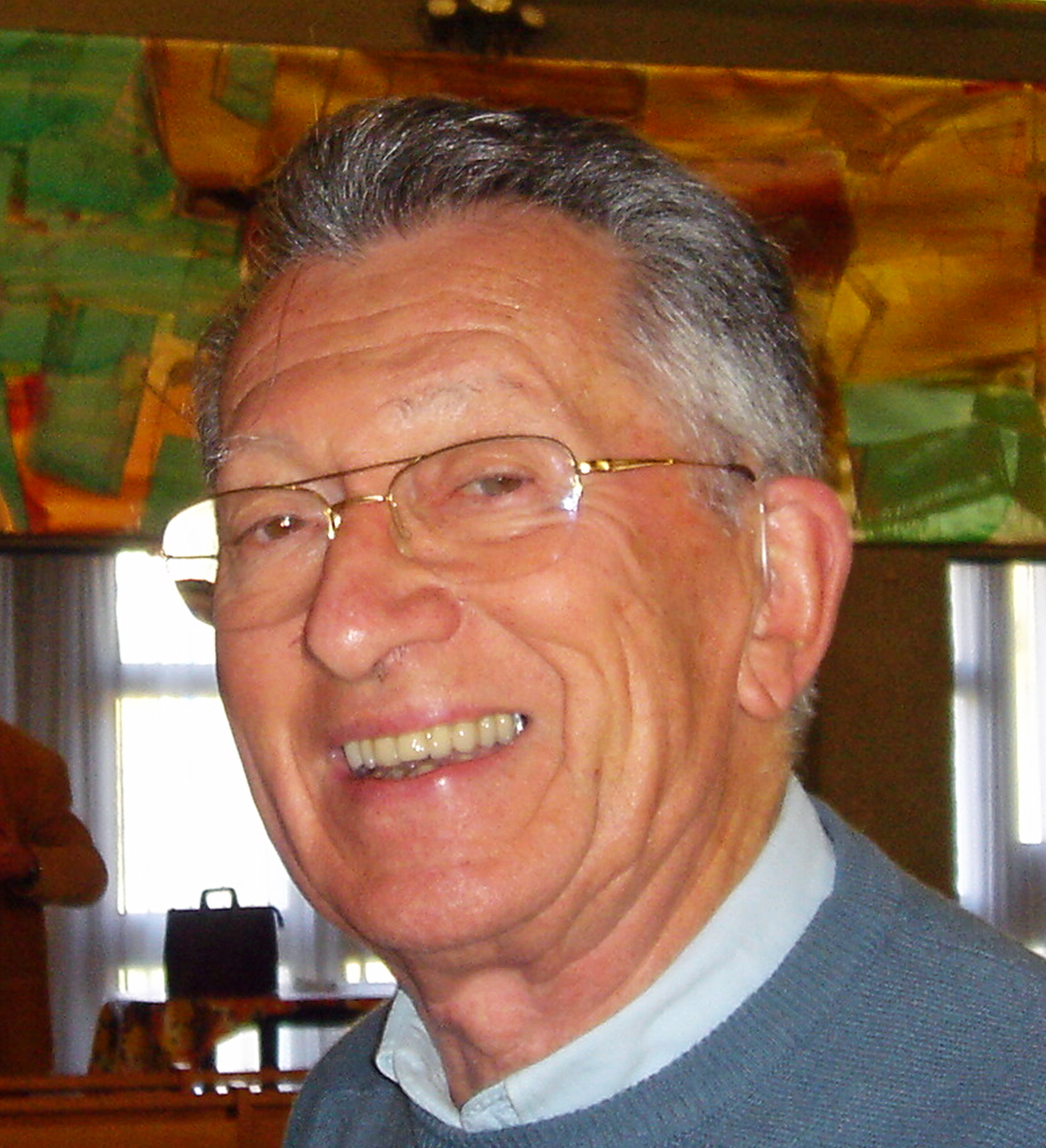
L'abbé Robert Pléty, membre de la communauté de prêtres de Lugny de 1947 à 1986.
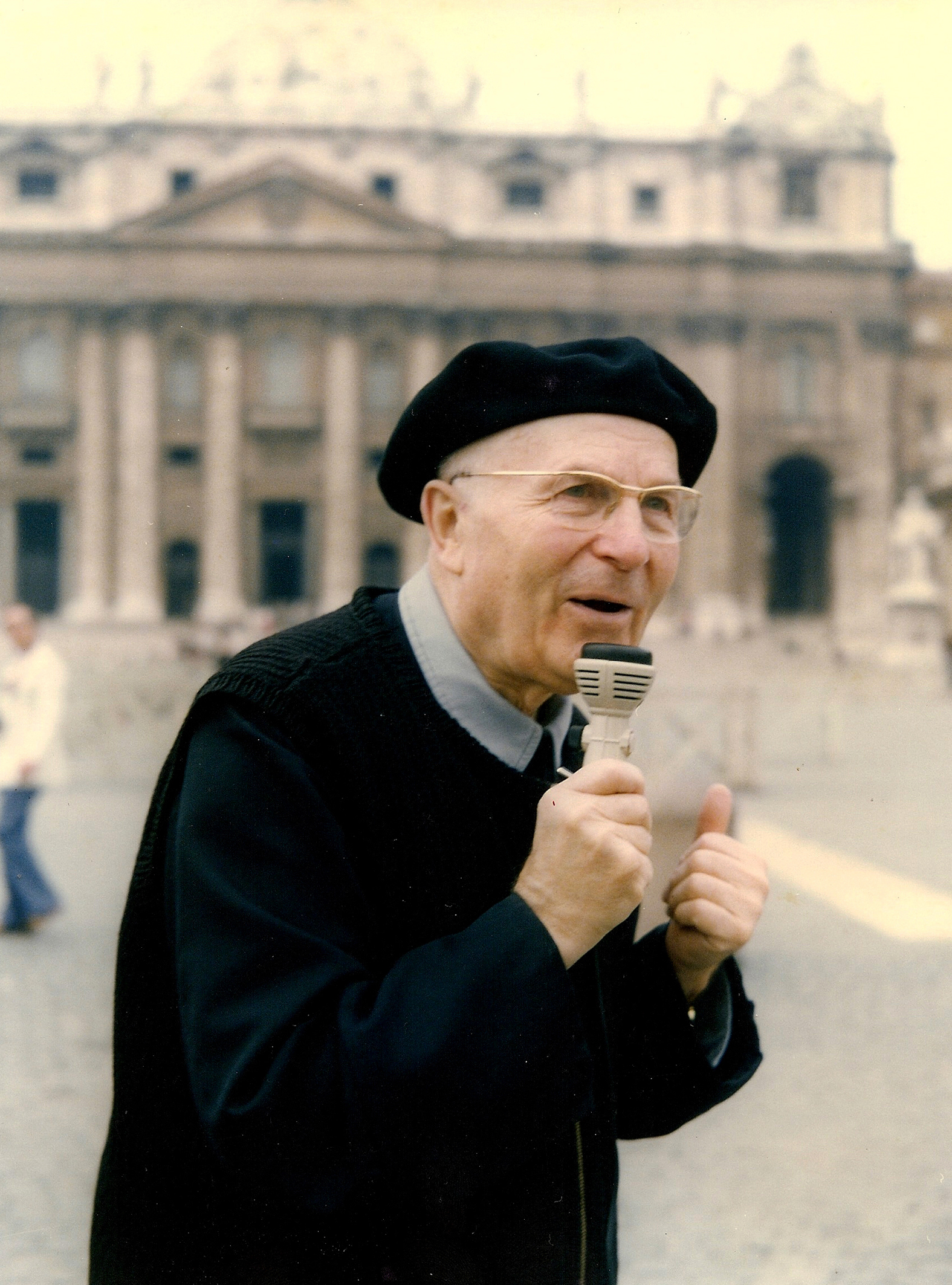
Joseph Robert à Rome, place Saint-Pierre, en octobre 1979.
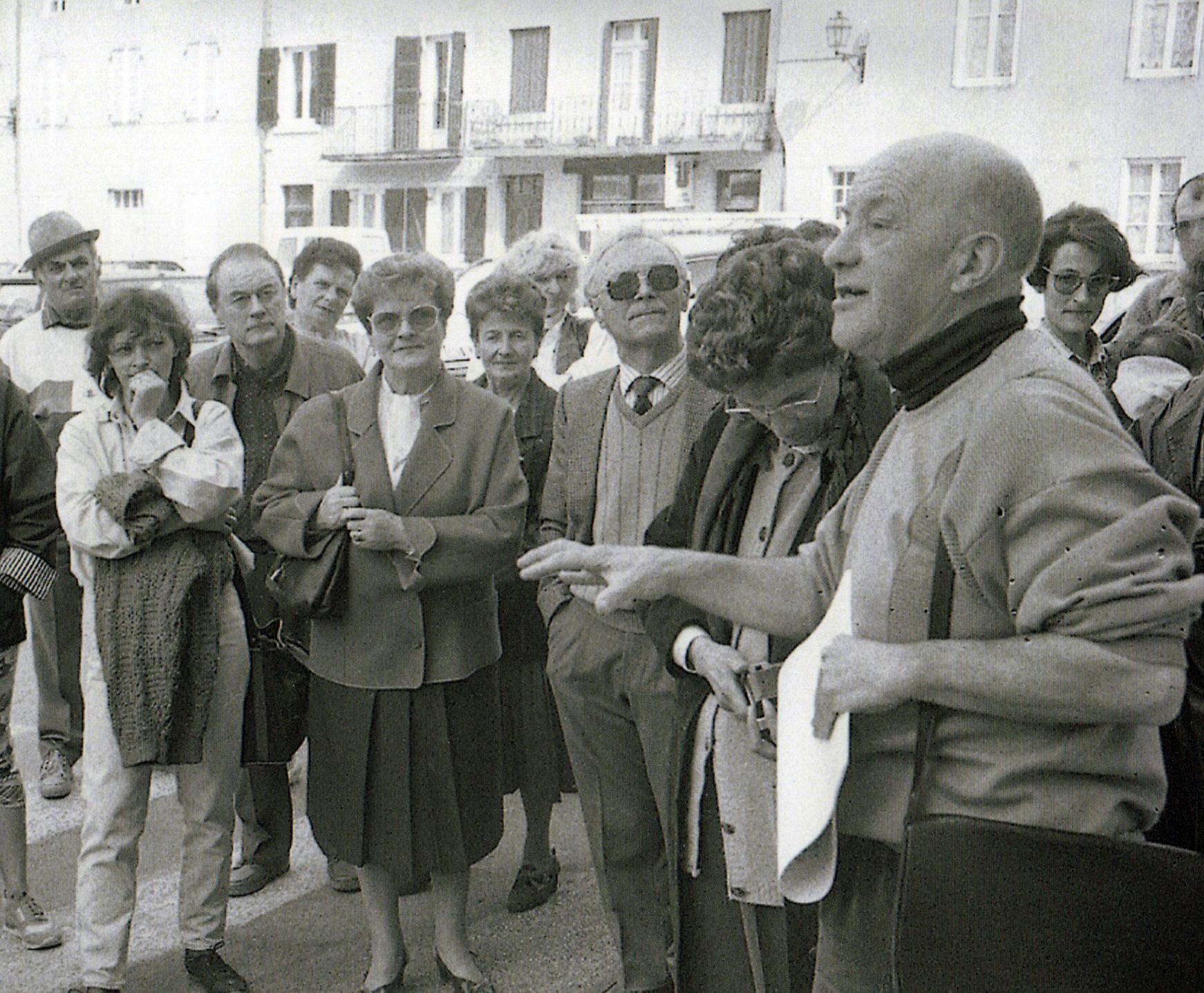
Sacoche en bandoulière, manches retroussées, document en main : Michel Bouillot lors d'une visite de Lugny.

### Héraldique
| Blason de Lugny (Saône-et-Loire) | Blason  | D'azur à trois quintefeuilles d'or accompagnées de sept billettes de même, trois en chef, une en cœur, et trois en pointe. |
| Blason de Lugny (Saône-et-Loire) | Détails | Armoiries de la famille de Lugny, dont les membres furent seigneurs du lieu jusqu'à l'extinction de la branche aînée dans la seconde moitié du XVIe siècle, avec Jean III de Lugny et sa fille et héritière Françoise de Lugny. Blason historique utilisé par la commune de Lugny ainsi que par la coopérative vinicole de Lugny, fondée en 1927 et devenue Cave de Lugny. |

Ci-après, les blasons des trois autres familles nobles ayant successivement possédé la seigneurie de Lugny, de la fin du XVIe siècle à la Révolution française :

Famille de Chabot (fin du XVIe siècle - milieu du XVIIe siècle).
Famille de Saulx-Tavannes (milieu du XVIIe siècle - début du XVIIIe siècle).
Famille de La Baume-Montrevel (début du XVIIIe siècle à la Révolution).

## Pour approfondir

#### Ouvrages traitant de Lugny
- Léonce Lex : « Notice historique sur Lugny et ses hameaux », Belhomme Libraire Éditeur, Mâcon, 1892. Cette monographie de quatre-vingts pages écrite par Léonce Lex, archiviste du département de Saône-et-Loire de 1885 à 1925, a été réimprimée en novembre 1992 pour le compte de la bibliothèque municipale de Lugny.
- Frédéric Lafarge, Paulette Berthaud : « Si Lugny m'était conté... en images », Bibliothèque municipale de Lugny, Lugny, 1999  (ISBN 2-9514028-0-5). Cet ouvrage de cent quatorze pages, écrit par Frédéric Lafarge et Paulette Berthaud, préfacé par Michel Bouillot (délégué départemental de l’association Maisons paysannes de France), rassemble une sélection de cartes postales et de photographies anciennes qui, toutes commentées, montrent ce que fut Lugny entre 1900 et 1950.
- Frédéric Lafarge, Paulette Berthaud : « Lugny, mémoire de pierres, mémoire d'hommes », Bibliothèque municipale de Lugny, Lugny, 2006  (ISBN 2-9514028-1-3). Écrit par Frédéric Lafarge et Paulette Berthaud, préfacé par Fernand Nicolas (président du Groupe 71, directeur de la revue « Images de Saône-et-Loire » et ancien président de l'Académie de Mâcon), cet ouvrage de cent quarante-huit pages, enrichi d'aquarelles et de vues aériennes, rassemble près de trois cents photographies légendées relatives au patrimoine architectural, historique et naturel de Lugny. Cinq Lugnisois ayant passé leur jeunesse à Lugny – ou une partie seulement – y évoquent le Lugny d'avant 1950.

#### Ouvrage traitant de la révolte des Brigands en Haut-Mâconnais en 1789
- « La ronde des « Brigands » en Haut-Mâconnais », Vive 89, 1990. Ouvrage collectif de cent quarante-cinq pages édité par l'association ayant organisé en 1989 dans le canton de Lugny les festivités du bicentenaire de la Révolution française.
- Jean Pautet et Michel Bouillot, Chemins des Brigands : juillet 1789 en Mâconnais, Fédération des Œuvres laïques de Saône-et-Loire (FOL 71), Mâcon, 1990 (96 pages).

#### Ouvrage traitant de l'école privée «La Source» de Lugny
- « Mémoire de l'école privée de Lugny "La Source" : 1943-2013, 70 ans d'aventure humaine », 2013. Ouvrage collectif de cent douze pages (+ CD-ROM de 700 photographies) édité par l'Amicale des anciens élèves de l'école libre de Lugny pour le 70e anniversaire de la fondation de l'école privée de Lugny (mai 1943).
- Frédéric Lafarge, Une école catholique en Mâconnais après-guerre : Lugny. Souvenirs de Paul Coulon, ancien élève (1946-1952), Amicale des anciens élèves de l'école « La Source », Lugny, 2023  (ISBN 978-2-9587944-0-8).

#### Ouvrage traitant d'une personnalité de Lugny
- Frédéric Lafarge, Monseigneur Joseph Robert (1898-1987), Une communauté missionnaire en Mâconnais : Lugny, Les Foyers communautaires et l'Amicale des anciens élèves de l'école « La Source », Lugny, 2019  (ISBN 978-2-9570533-0-8).

#### Ouvrage traitant de Lugny au sein du pays d'art et d'histoire
- Pierre-Michel Delpeuch, Raconter, tome 2 de la collection « Les Essentiels du Pays d’Art et d’Histoire Entre Cluny et Tournus », Pays d'art et d'histoire « Entre Cluny et Tournus », Tournus, 2020  (ISBN 978-2-9558953-4-4). Ouvrage de 100 pages publié sous la forme d'un leporello comportant sur une face quatre frises historiques consacrées à Cluny, Lugny, Saint-Gengoux-le-National et Tournus (Cluny, rayonnement dans l'Europe de l'an mil ; Lugny, capitale de la vigne en Haut-Mâconnais ; Saint-Gengoux-le-National, cité médiévale au sud de la Côte chalonnaise ; Tournus, abbaye millénaire en rive de Saône) et, sur l'autre face, sept chapitres donnant « les clés de compréhension des patrimoines caractéristiques des grandes époques de ce territoire ».

#### Articles portant sur Lugny
- Paulette Berthaud : « Lugny, hier », revue Images de Saône-et-Loire no 69, printemps 1987, pages 5 à 8.
- Paulette Berthaud et Frédéric Lafarge, « Une chapelle en Haut-Mâconnais : Notre-Dame-de-Pitié de Fissy (Lugny) », revue Images de Saône-et-Loire, no 162, juin 2010, pages 7 à 9.
- Jean Combier, « La pierre gravée de Lugny : une scène de chasse attribuée au Haut Moyen Âge », revue Images de Saône-et-Loire, no 172, décembre 2012, pages 12 à 14.
- Michel Bouillot, « Fissy, hameau de Lugny, village vigneron du 19e siècle », revue Images de Saône-et-Loire no 105, juin 1996, pages 15 à 20.
- Daniel Conry, « La Boucherette : un espace naturel typique du Haut-Mâconnais », revue Images de Saône-et-Loire no 175, septembre 2013, pages 14 à 18.
- Frédéric Lafarge, « Une importante cave du Mâconnais : la coopérative vinicole de Lugny », revue Images de Saône-et-Loire, no 165, mars 2011, pages 9 à 11.
- Frédéric Lafarge, « Le battage du blé à Lugny dans l'entre-deux-guerres », revue Images de Saône-et-Loire no 178, juin 2014, pages 22 et 23.
- Frédéric Lafarge, « Un passionnant document d'archives restauré : le "cadastre napoléonien" de Lugny », revue Images de Saône-et-Loire, no 181, décembre 2014, pages 10 et 11.
- Frédéric Lafarge, « Le tombeau de l'abbé Jacques Brun, ancien curé-archiprêtre de Lugny », revue Images de Saône-et-Loire, no 182, juin 2015, pages 20 et 21.
- Frédéric Lafarge, « Il y a 50 ans, Lugny inaugurait son caveau de dégustation », revue Images de Saône-et-Loire, no 187, septembre 2016, pages 16 et 17.
- Frédéric Lafarge, « Madeleine Soboul, l'épicière centenaire de Lugny, s'en est allée », revue Images de Saône-et-Loire, no 194, juin 2018, pages 20 à 24.
- Frédéric Lafarge, « Et de quatre ! Un "Arbre remarquable de France" supplémentaire pour la Saône-et-Loire... », revue Images de Saône-et-Loire, no 196, décembre 2018, pages 10 et 11.
- Frédéric Lafarge, « Un artiste mâconnais oublié : le céramiste Gabriel Jeandet, à Lugny », revue Images de Saône-et-Loire, no 210, juin 2022, pages 6 à 11.
- Frédéric Lafarge, « Comme on lavait son linge à Lugny (et ailleurs...) il y a cent ans », revue Images de Saône-et-Loire, no 211, septembre 2022, pages 21 à 23.
- Frédéric Lafarge, « Un château en Mâconnais : Lugny », revue Images de Saône-et-Loire no 212, décembre 2022, pages 2 à 7.
- Frédéric Lafarge, « Une statue pour seul vestige : le site du mont Saint-Pierre à Lugny », revue Images de Saône-et-Loire no 215, octobre 2023, pages 2 à 4.
- Frédéric Lafarge, « La grotte de Macheron, à Lugny », revue Images de Saône-et-Loire no 217, juin 2024, pages 11 à 13.
- Fernand Nicolas, « Le retable de Lugny », revue Images de Saône-et-Loire, no 149, mars 2007, page 9.
- Henri Parriat, « La faune de la Grotte de Macheron près de Lugny (S.-&-L.) » revue La Physiophile, no 49, octobre 1958, pages 14 à 38.